# Église Santa Maria Assunta de Venise
L’église Santa Maria Assunta (en français : église Notre-Dame de l'Assomption), plus connue sous le nom de Chiesa dei Gesuiti (parce que construite par les Jésuites) est un édifice religieux du XVIIIe siècle se trouvant à Venise (Italie) dans le sestiere de Cannaregio, non loin du quai des Fondamente Nove.

## Histoire

### Les Bethléhemites
Vers 1150-1155, les pères Crociferi (ou Crosechieri: Porte-Croix), ordre de bâtisseurs d'hôpitaux, avec l'aide de Pietro Gussoni et Cleto Grausoni édifient à cet endroit un monastère, un hôpital et une église dédiés à Santa Maria Assunta (l'Assomption de la Vierge ), qui est reconstruite après un incendie en 1214. Cette église est concédée en 1464 au cardinal Pietro Barbo en ensuite à Bessarione. Les crociferi sont ensuite expulsés par le Saint-Siège pour mauvaise conduite et remplacés par des franciscains, puis des chanoines du Saint-Esprit et des Servites.
À la suite d'un incendie 1514, l'ensemble doit être reconstruit et en 1586 Pie V restitue tous les biens aux Crociferi. Ceux-ci retombent dans leurs travers et Innocent X supprime 21 de leur 25 couvents, mais pas celui-ci, ce qu'Alexandre VII fait finalement en 1656, donnant les biens à la république de Venise en prise avec Candie.

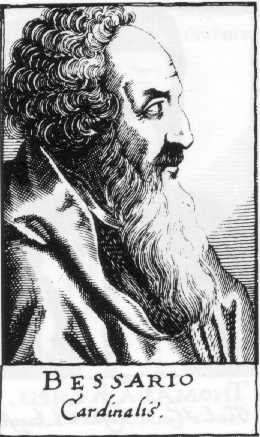
Le cardinal Bessario
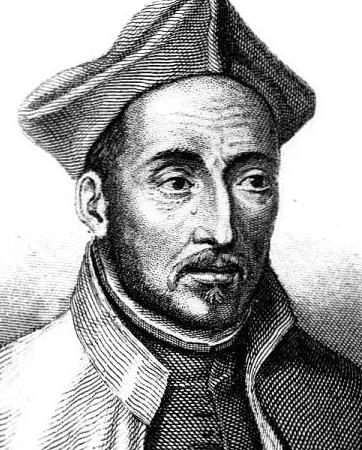
Saint Ignace de Loyola
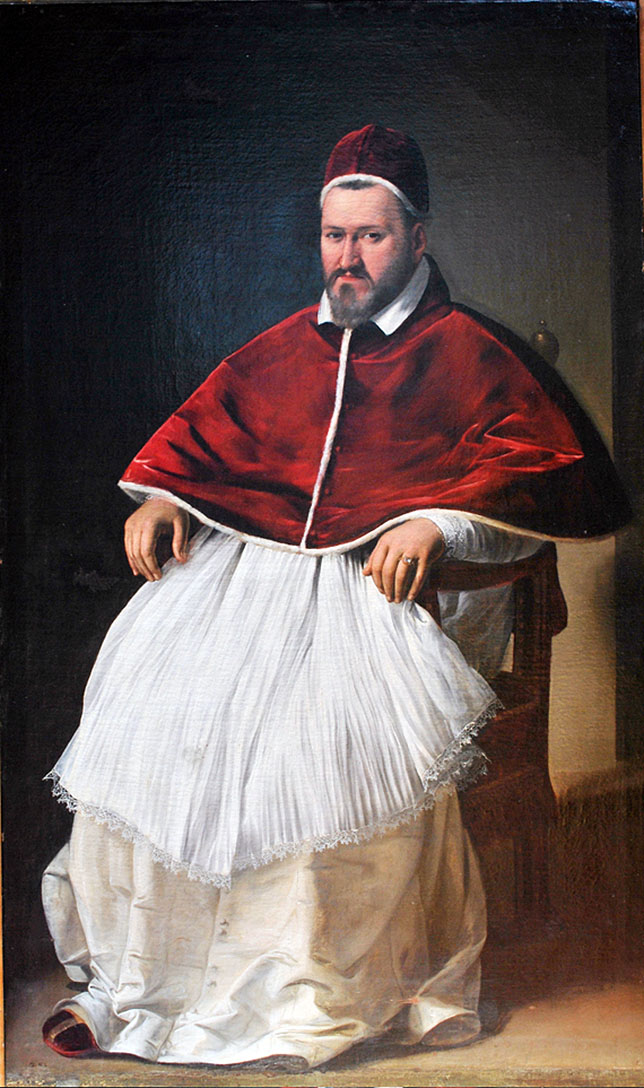
Paul V Borghèse

### Saint Ignace à Venise
Saint Ignace de Loyola passe une première fois à Venise en 1523: il est pèlerin et s'y embarque pour la Terre sainte. Une dizaine d'années plus tard, ayant acquis la maitrise en théologie à Paris il est de retour à Venise et y est ordonné prêtre en juin 1537. Ceux qui, étudiants à Paris, ont formé avec lui un groupe d'amis dans le Seigneur l'y avaient rejoint. Ainsi, à Venise, ils se font appeler compagnons de Jésus. Ensemble ils désirent partir pour Jérusalem. Cependant, la guerre entre les Turcs et les Vénitiens empêche tout départ de navire vers la Terre sainte.
Après une année d'attente passée à servir dans les hôpitaux et à prêcher l'Évangile dans la lagune, les compagnons se rendent à Rome (comme ils se l'étaient promis) pour offrir leurs services au pape en 1538.

### Après saint Ignace
En raison de l'opposition entre le pape Paul V Borghèse et la Sérénissime, l'interdit est jeté sur la ville, empêchant tout acte religieux à Venise, ce qui provoque l'expulsion de Jésuites en 1606 et l'interdiction faite aux Vénitiens d'envoyer leurs enfants dans leurs écoles. Les Jésuites ne reviennent qu'en 1657.
Venise leur vend pour cinquante mille ducats un ancien oratoire de l'ordre supprimé des Crociferi (Porte-Croix), reçu du pape Alexandre VII, pour remercier la ville de la longue guerre menée contre les Turcs. Le complexe se composait d'une église, d'un hôpital et d'un monastère.
Mais l'église des Porte-Croix n'est pas assez grande pour les activités apostoliques et pastorales des Jésuites et en 1715 ils la démolissent pour construire leur propre bâtiment. L'église, qui prend le nom de Santa Maria Assunta (Sainte-Marie-de-l'Assomption) en l'honneur de la Vierge Marie, est financée par la famille Manin, d'origine friouline et patricienne depuis 1657. L'église est consacrée en 1728.

## L'extérieur
Les Jésuites jugèrent que Domenico Rossi, auteur de l'église de San Stae, était l'architecte idéal pour réaliser ce dont ils avaient besoin. D'un point de vue technique, les schémas imposés par le concile de Trente ne rendirent pas la chose facile.
La façade est divisée en deux ordres : l'ordre inférieur s'appuie sur huit colonnes sur lesquels repose l'architrave mouvante et brisée du second ordre. Les colonnes soutiennent huit statues, qui avec les quatre statues situées dans les niches de chaque côté du porche, représentent les douze apôtres. Les statues placées dans les niches représentent Saint Jacques le Majeur, Saint Pierre, Saint Paul et Saint Matthieu l'Évangéliste.
Le tout est surmonté de l'œuvre de Giuseppe Torretti, l'Assomption de la Vierge Marie, placée sur le tympan. A été perdue récemment l'œuvre de Francesco Bonazza figurant un drap de marbre vert et blanc, placé devant la fenêtre centrale.

### Le Campanile
Le campanile est celui qui fut érigé pour l'église des Crociferi. L'unique ajout du XVIIIe siècle en est la salle des cloches.

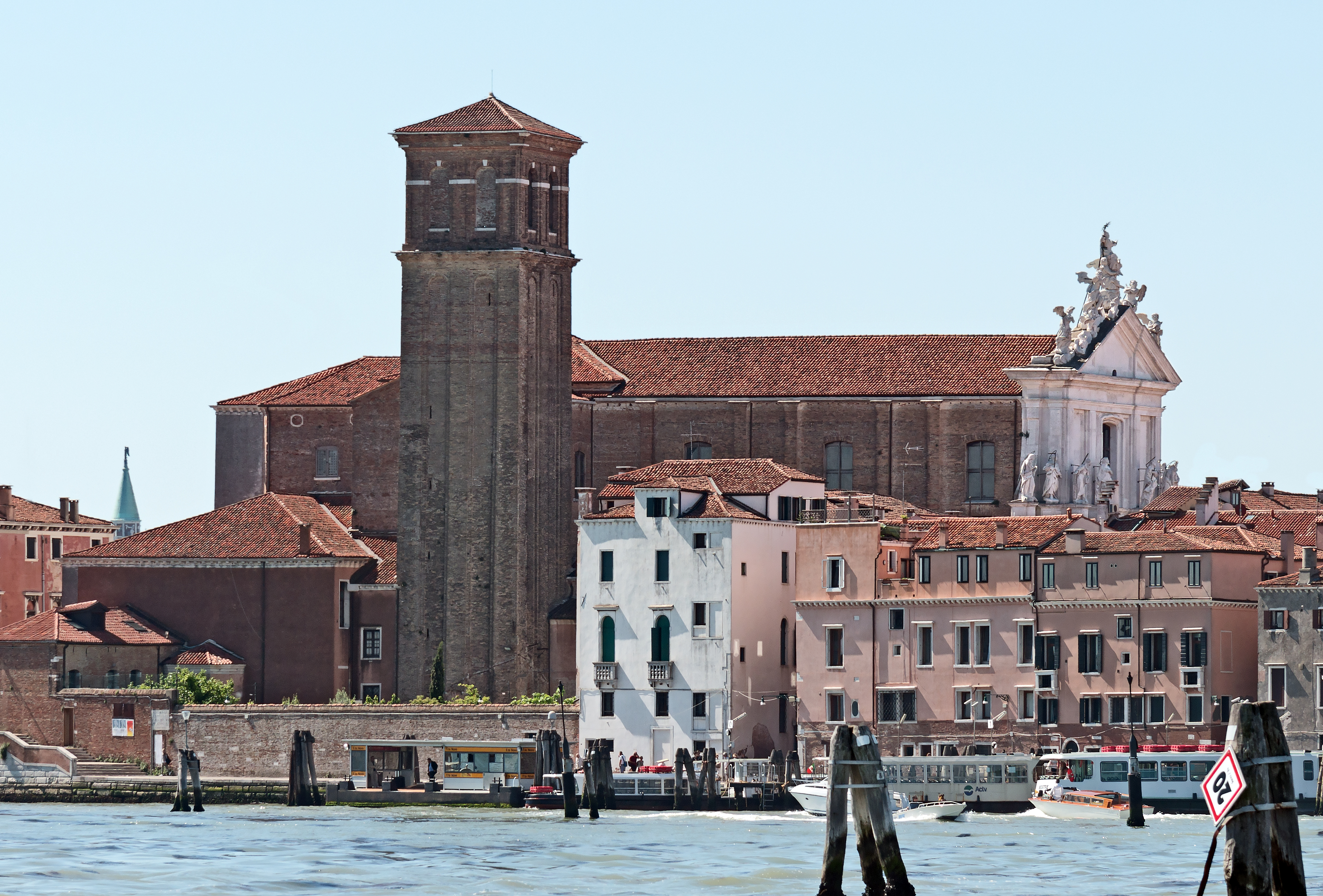
L'église de la lagune
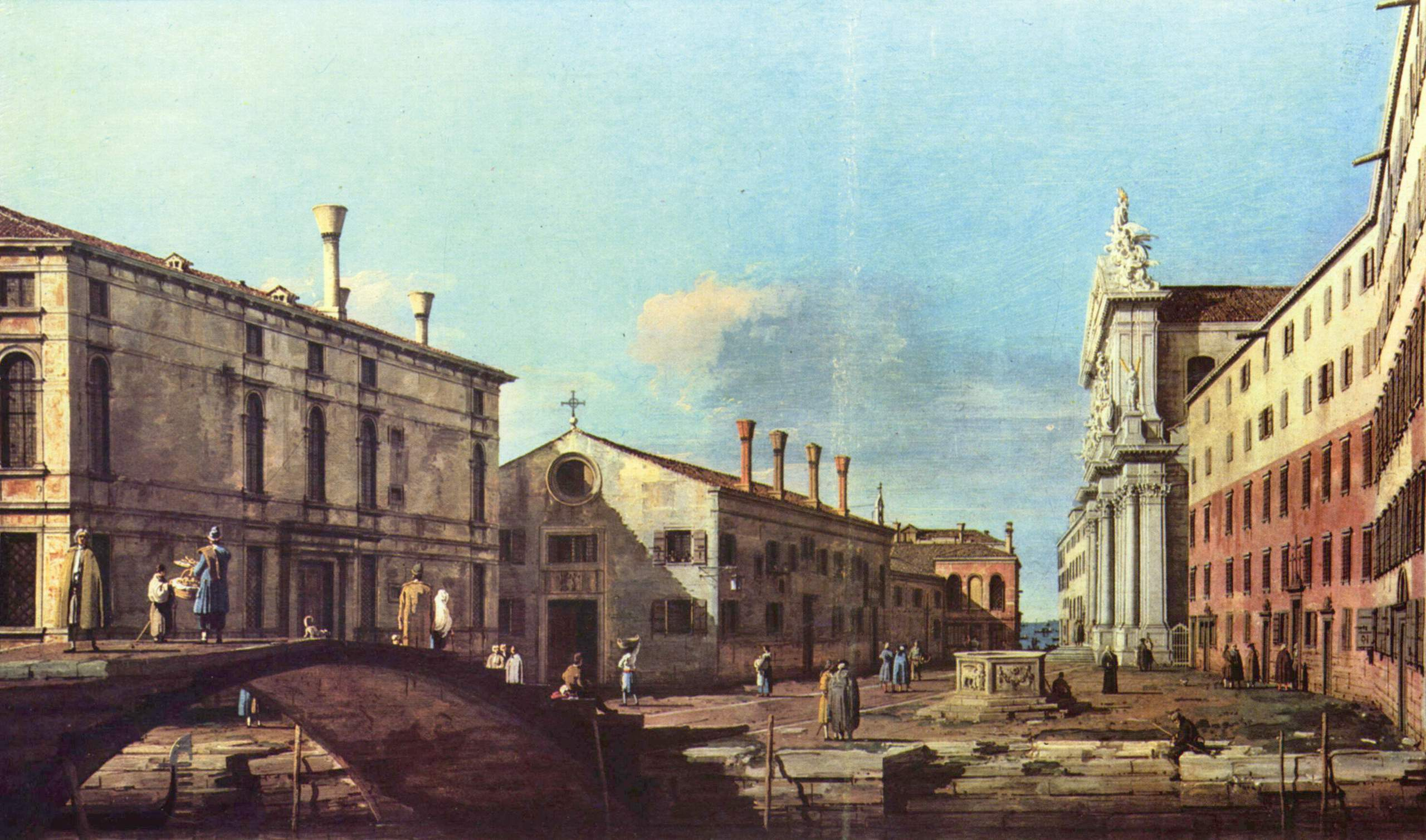
Le campo dei Gesuiti Canaletto
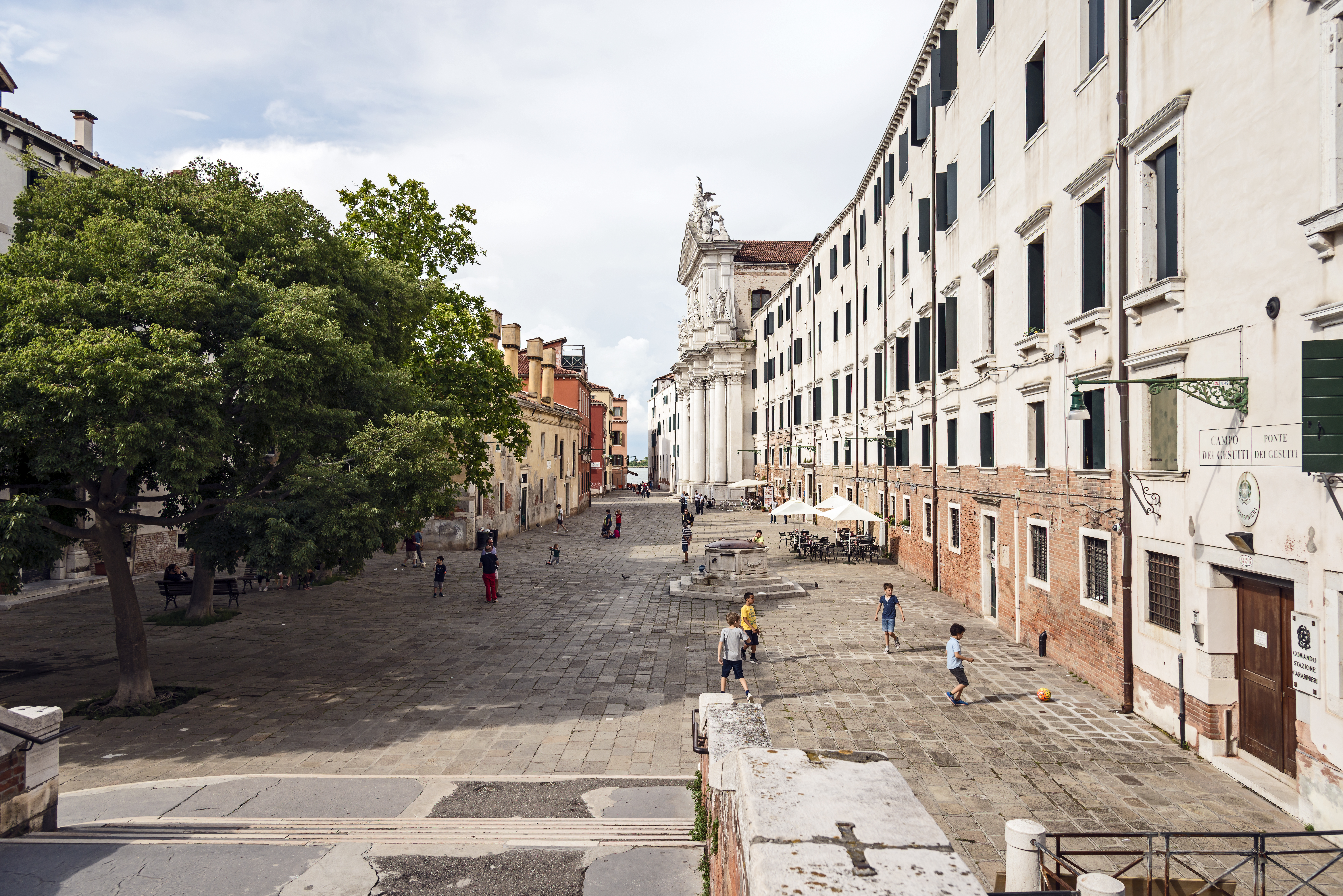
Vue actuelle du campo

## L'intérieur
Le plan de l'église est typique des églises jésuites, en croix latine, avec trois chapelles dans la nef, un transept et un chœur à fond plat flanqués de deux autres chapelles.
Les six chapelles de la nef communiquent entre elles par des passages autrefois réservés aux confessions. Le long de tout le couloir les corretti, grilles derrière lesquelles se tenaient les hôtes du monastère.
La nef se rétrécit devant l'autel, dédié à la Très Sainte Trinité, grâce à la présence de quatre pilastres qui soutiennent la voûte à la croisée.
De 1725 à 1731, l'église fut décorée de marbre de deux couleurs, le vert et le blanc, donnant l'impression d'étoffes précieuses tendues sur les parois et le sol. Les voûtes sont décorées de fresques de Louis Dorigny, dans le chœur Les Anges musiciens en gloire, datant de 1720; et de Francesco Fontebasso Abraham adorant les trois anges et la Vision de Saint Jean l'Évangéliste au plafond de la nef, de 1734.
Le chœur est décoré de statues de chérubins, d'angelots, d'anges et d'archanges de Giuseppe Torretti. L'autel est de Giuseppe Pozzo, surmonté d'une coupole blanche et verte portée par dix colonnes.

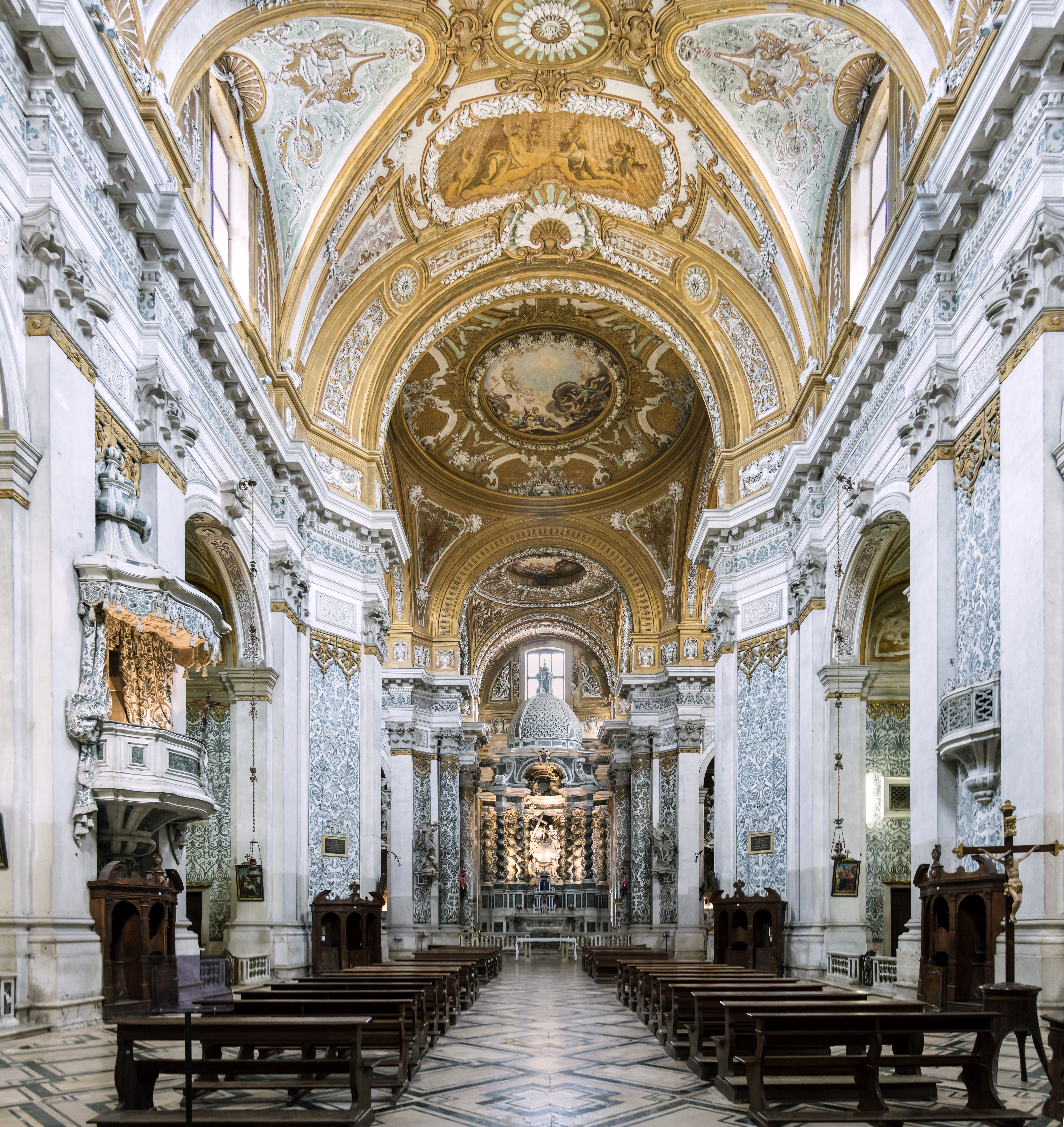
La nef
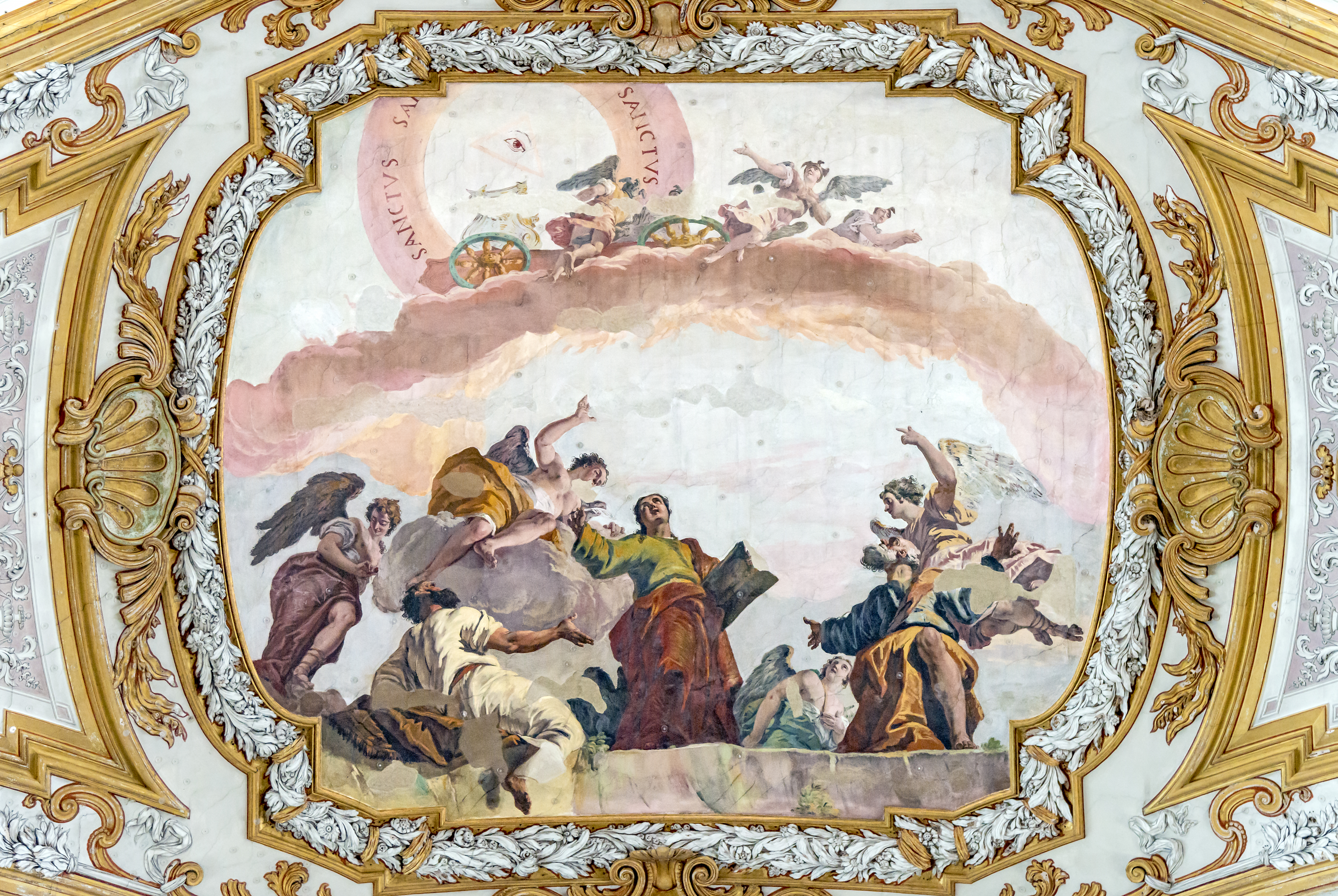
La vision de Saint Jean l'évangéliste par Francesco Fontebasso
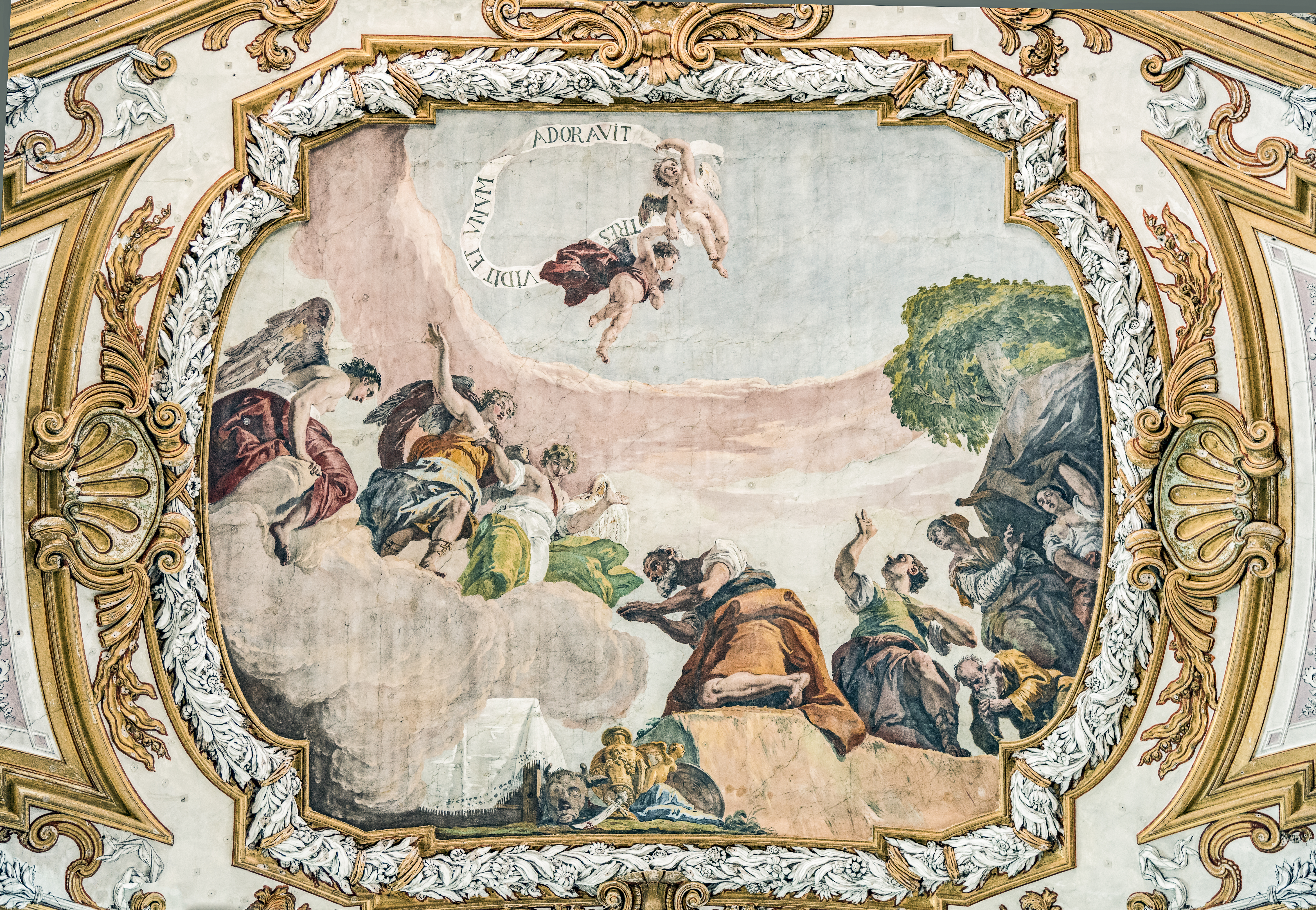
Abraham adorant les trois anges par Francesco Fontebasso

### La contre-façade
Le monument funéraire de la famille Da Lezze par Jacopo Sansovino (milieu du XVIe siècle). Ce monument existait déjà dans l'ancienne église de Crosechieri et fut reconstruite par les jésuites sur le site d'origine. Il résulte de deux commandes, respectivement 4 et 8 colonnes, présente sur les bustes des sarcophages de: Priam De Lezze (au centre, buste d'Alessandro Vittoria), Andrea De Lezze (à gauche, le travail de Giulio del Moro) et Giovanni Da Lezze (à droite, également deGiulio del Moro). C'est chronologiquement le premier exemple d'un monument érigé pour célébrer une famille patricienne dans Venise.

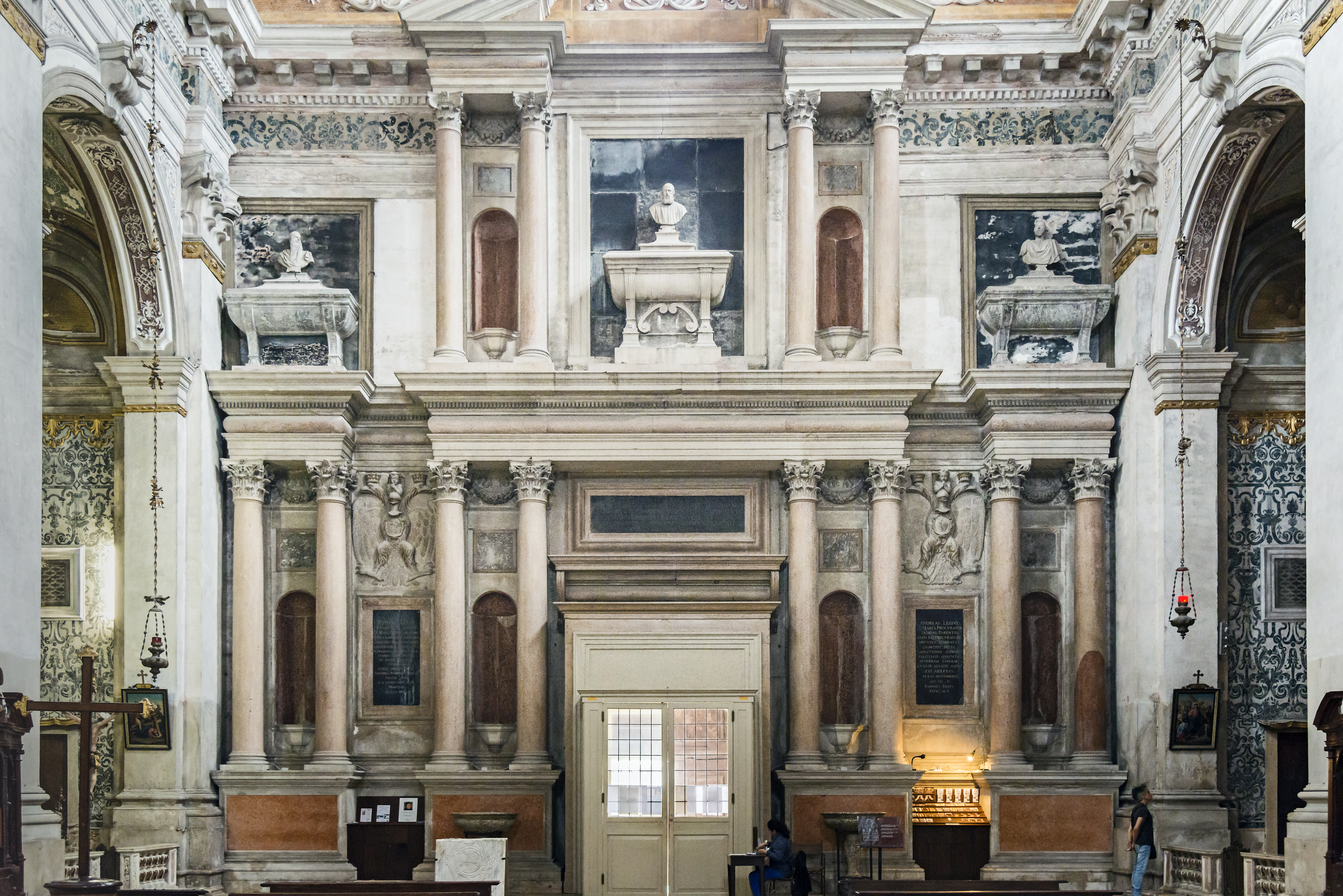
Monument à la famille Da Lezze par Jacopo Sanvovino
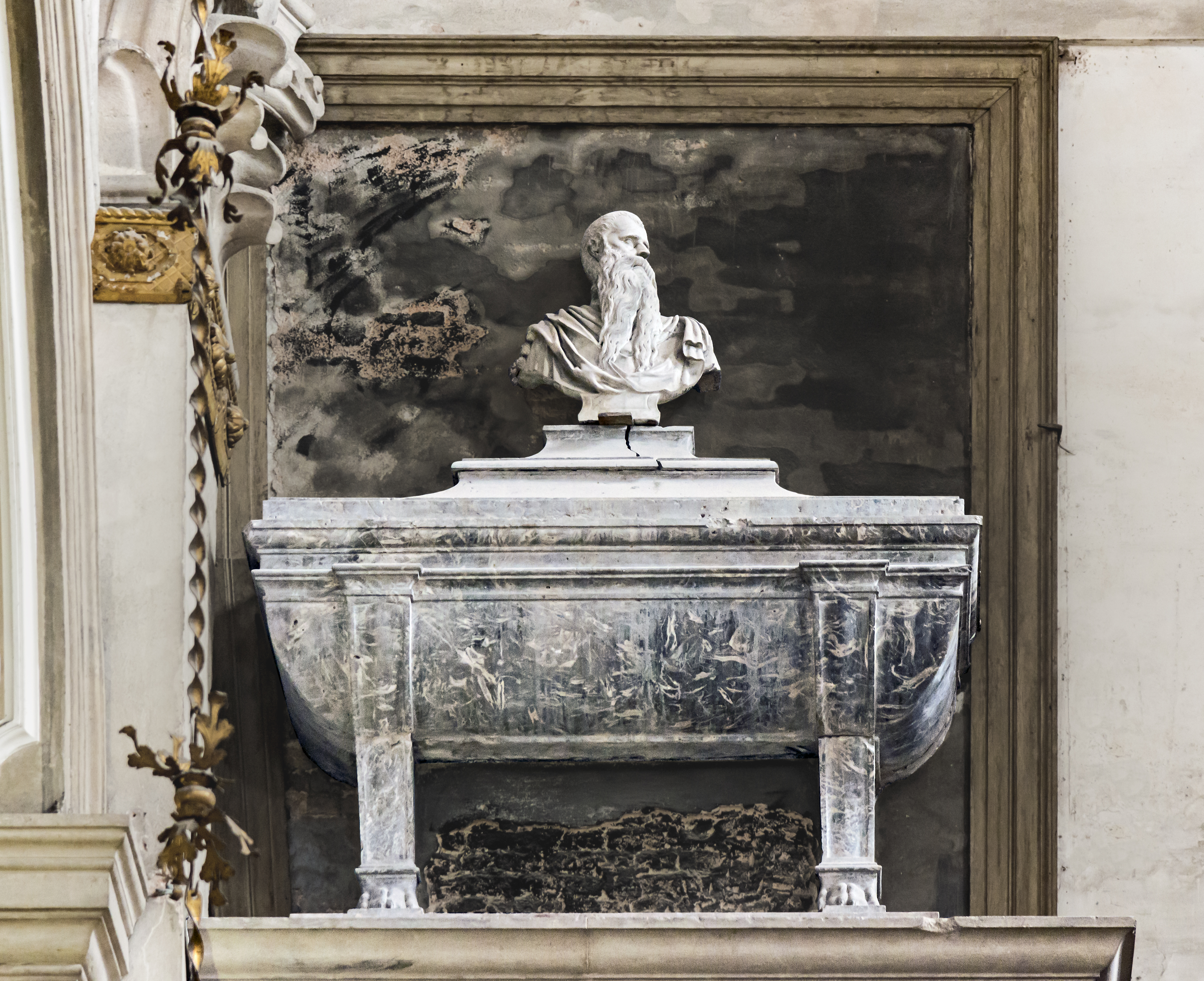
Monument à Giovanni Da Lezze
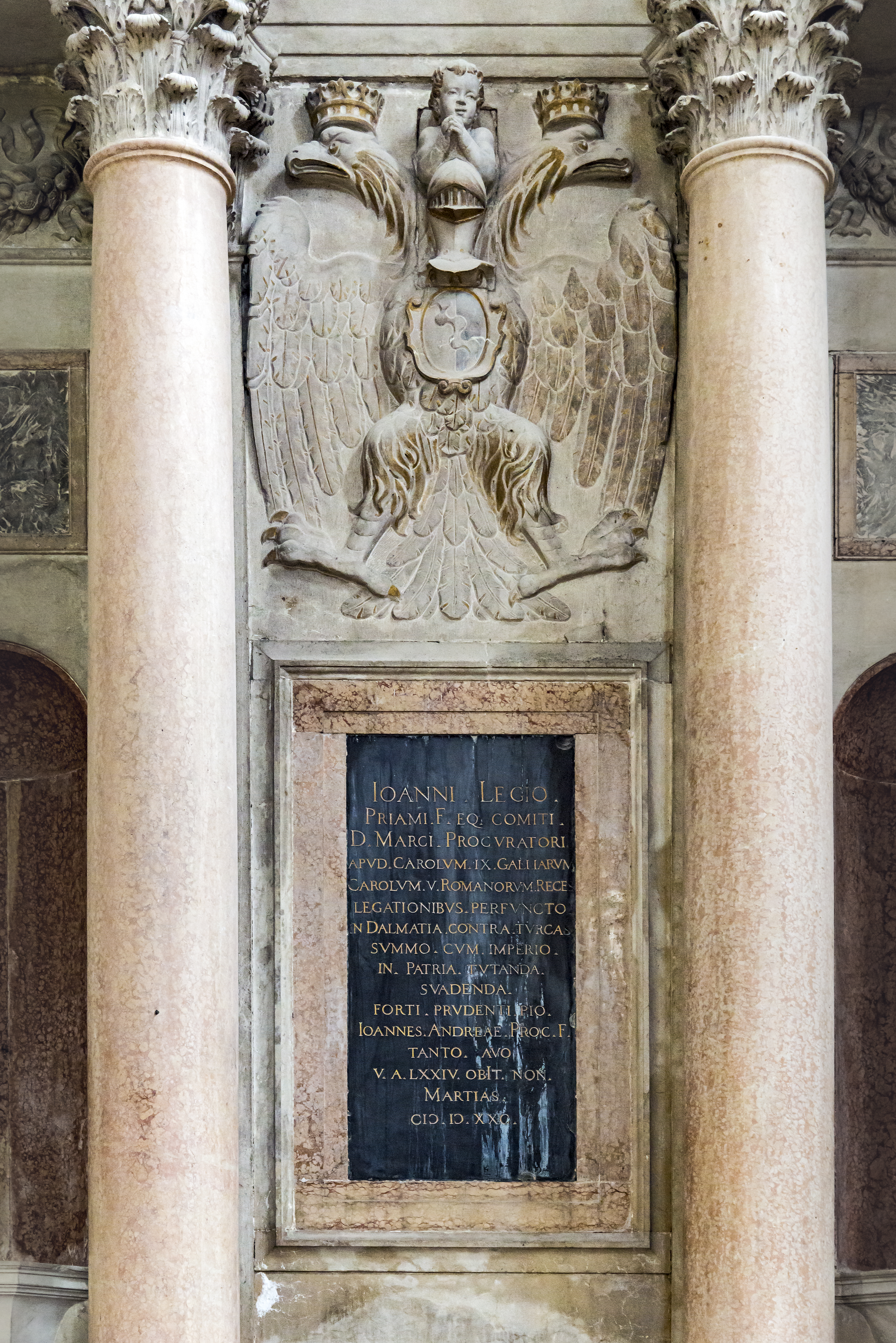
Épitaphe de Giovanni Da Lezze
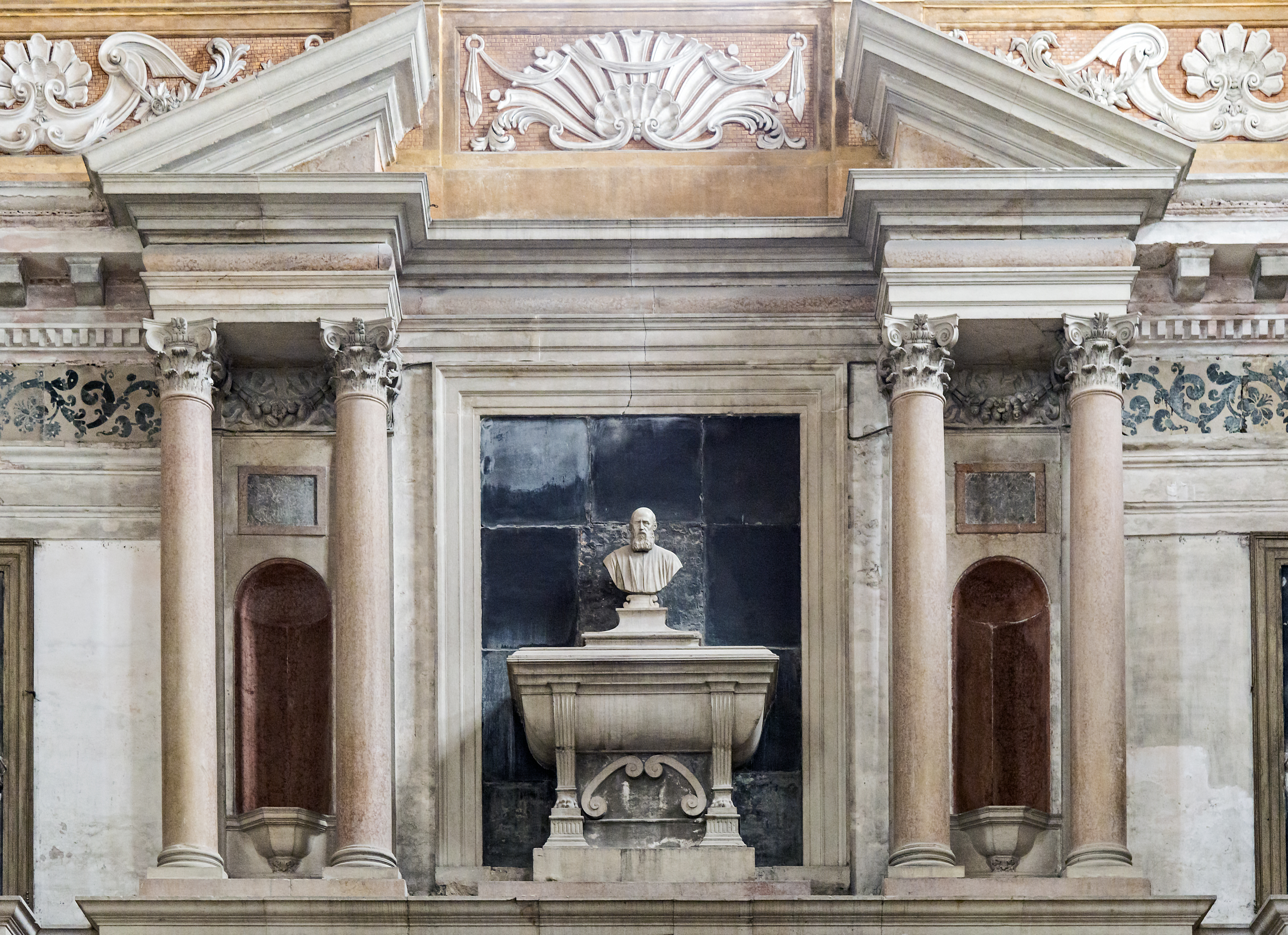
Monument à Priamo Da Lezze
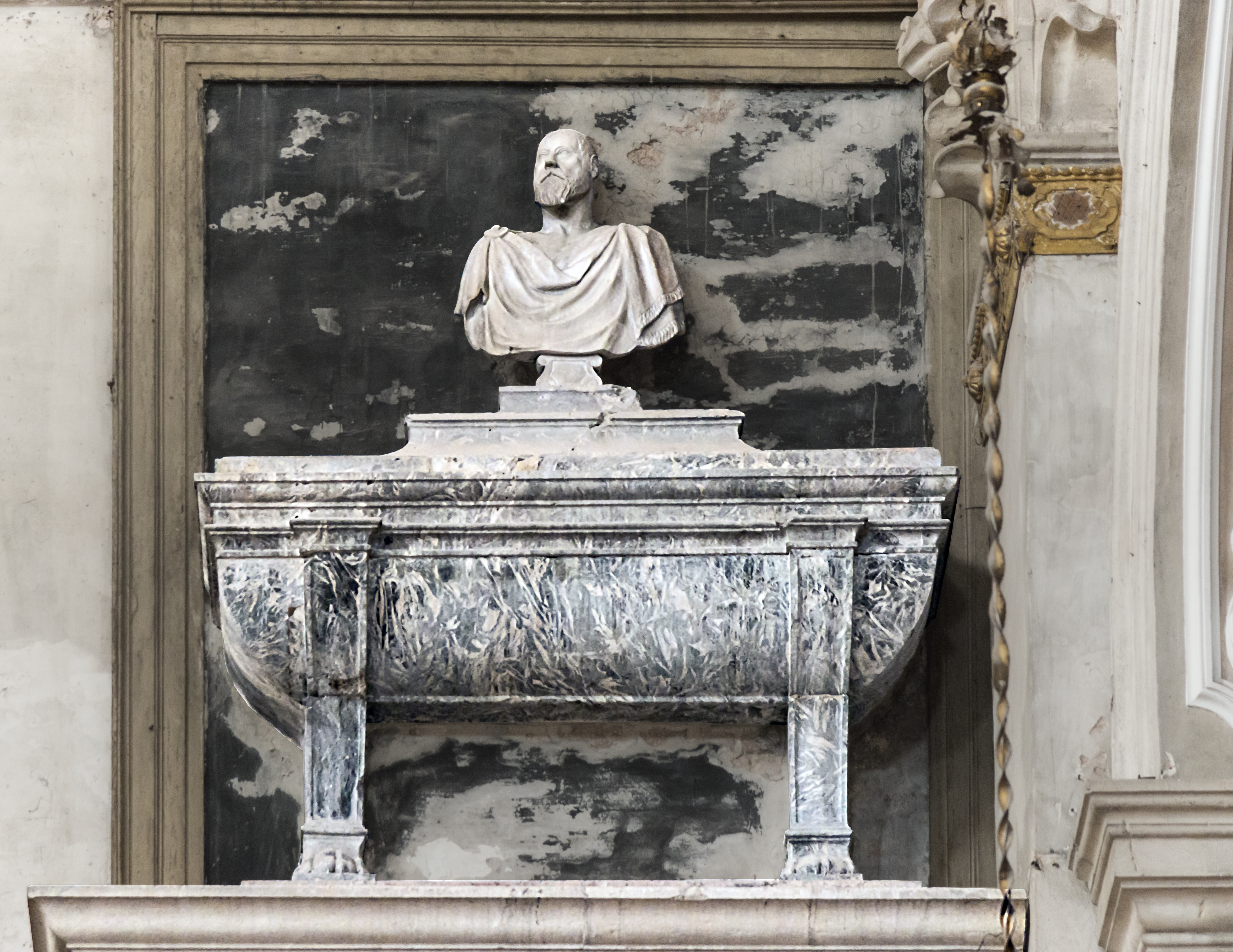
Monument à Andrea Da Lezze
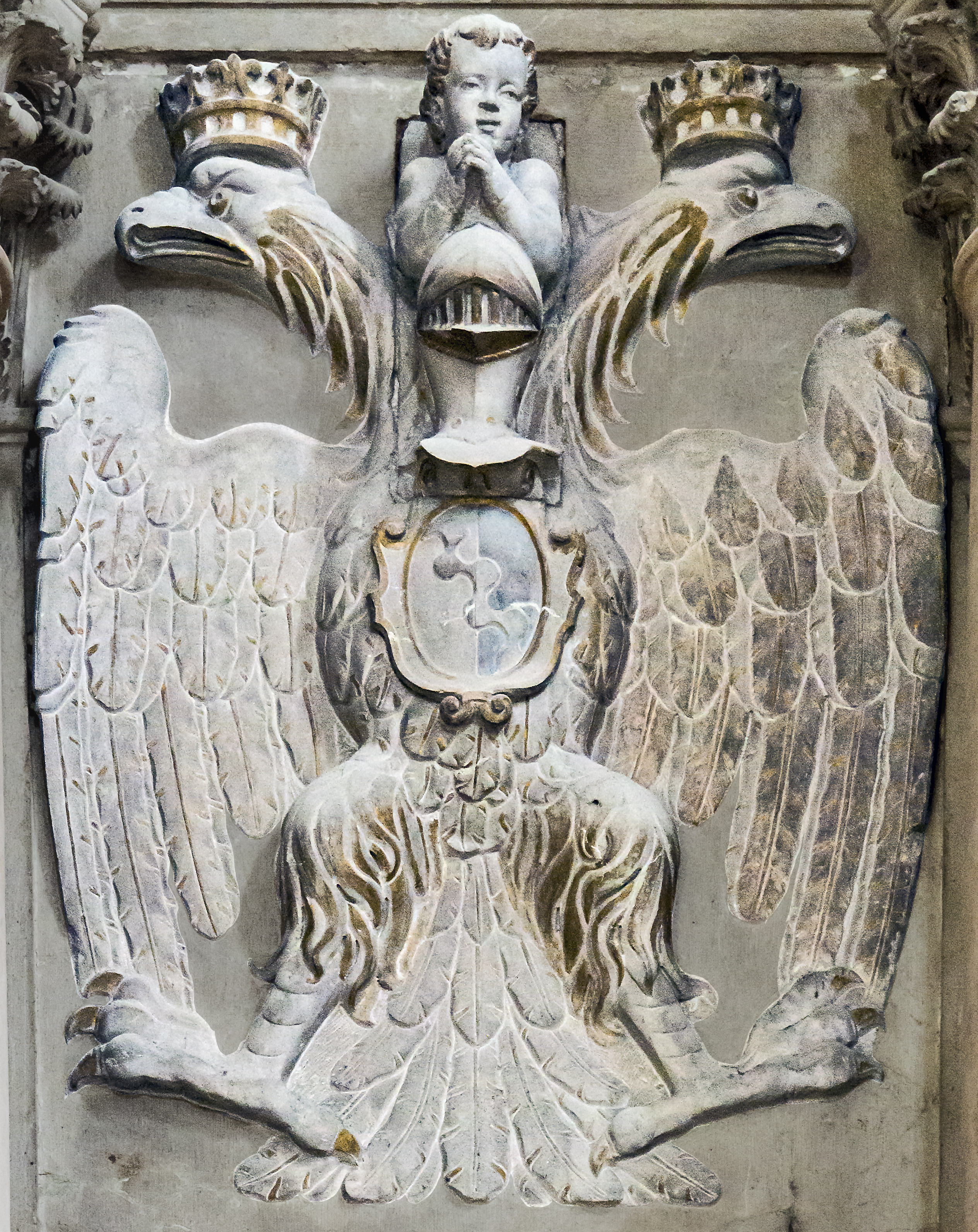
Les armes des Da Lezze

### Le côté gauche de la nef
Première chapelle - chapelle de saint Laurent
La chapelle est connu pour le tableau du retable : Le Martyre de saint Laurent chef-d'œuvre du Titien (1558). le tableau appartenait initialement à l'ancienne église de Crosechieri.
L'autel a été utilisé par la schola dei passamaneri.
Seconde chapelle - Chapelle de la Madone.
La chapelle est située dans les anciens murs du site identique: la « chapelle de la Vierge » de l'ancienne église de Crosechieri. Sur l'autel la statue de la Vierge et l'Enfant (avant 1604), le seul vestige de la chapelle précédente, est du sculpteur Andrea dall'Acquila.
La chaire
Entre la seconde et la troisième chapelle, on trouve la très belle chaire de Francesco Bonazza
La troisième chapelle - La chapelle du Sacré Cœur
La chapelle appartenait à la schola de devozion de l'Imacolata Concezio, comme le montre l'inscription placée sur la base des colonnes. Le siège de la schola est toujours visible sur le campo devant l'église. La tableau du retable : Sacré-Cœur de Jésus est une copie d'Alessandro Revera (seconde moitié du XIXe siècle) à partir de l'original de Pompeo Batoni.

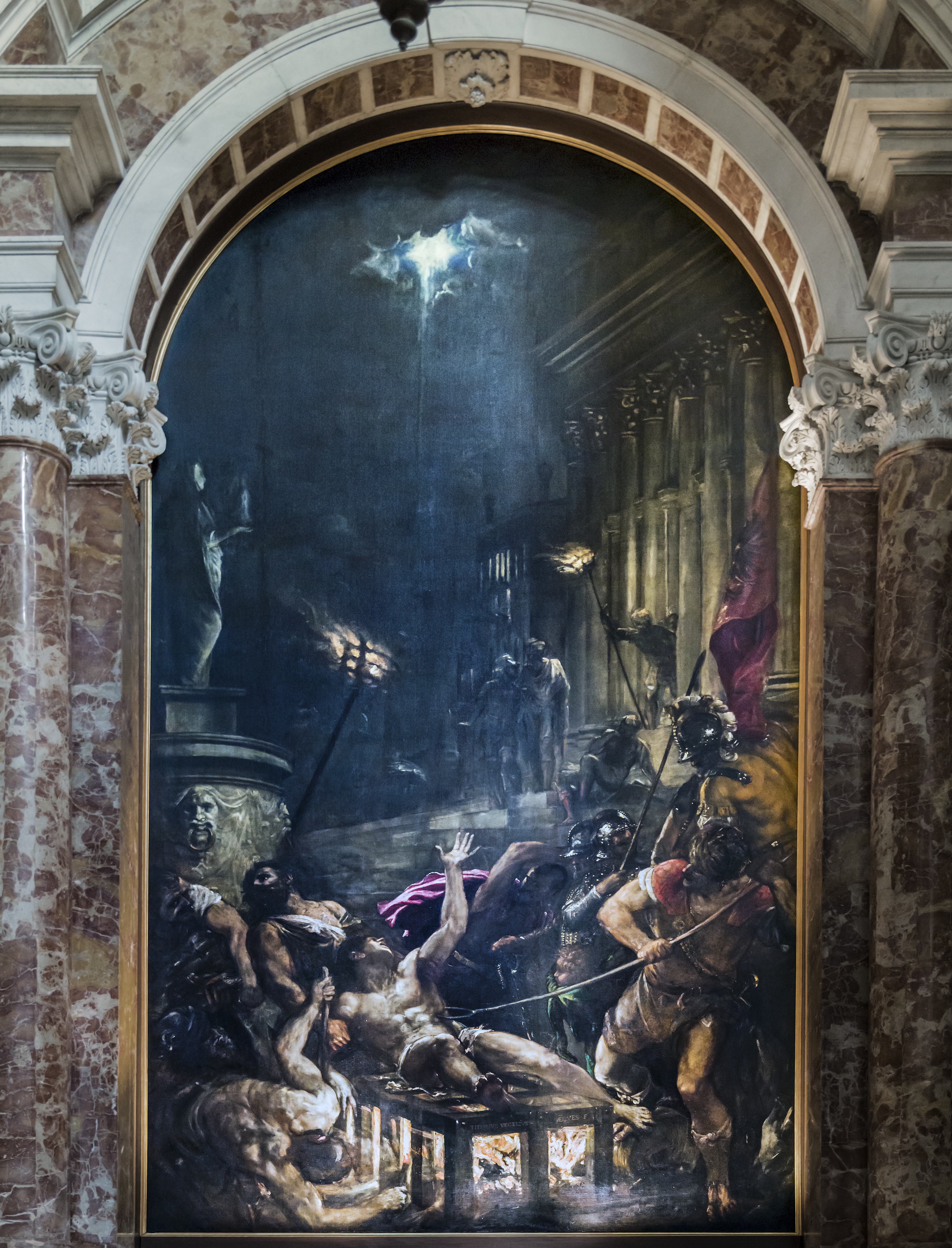
Le martyre de saint Laurent par le Titien
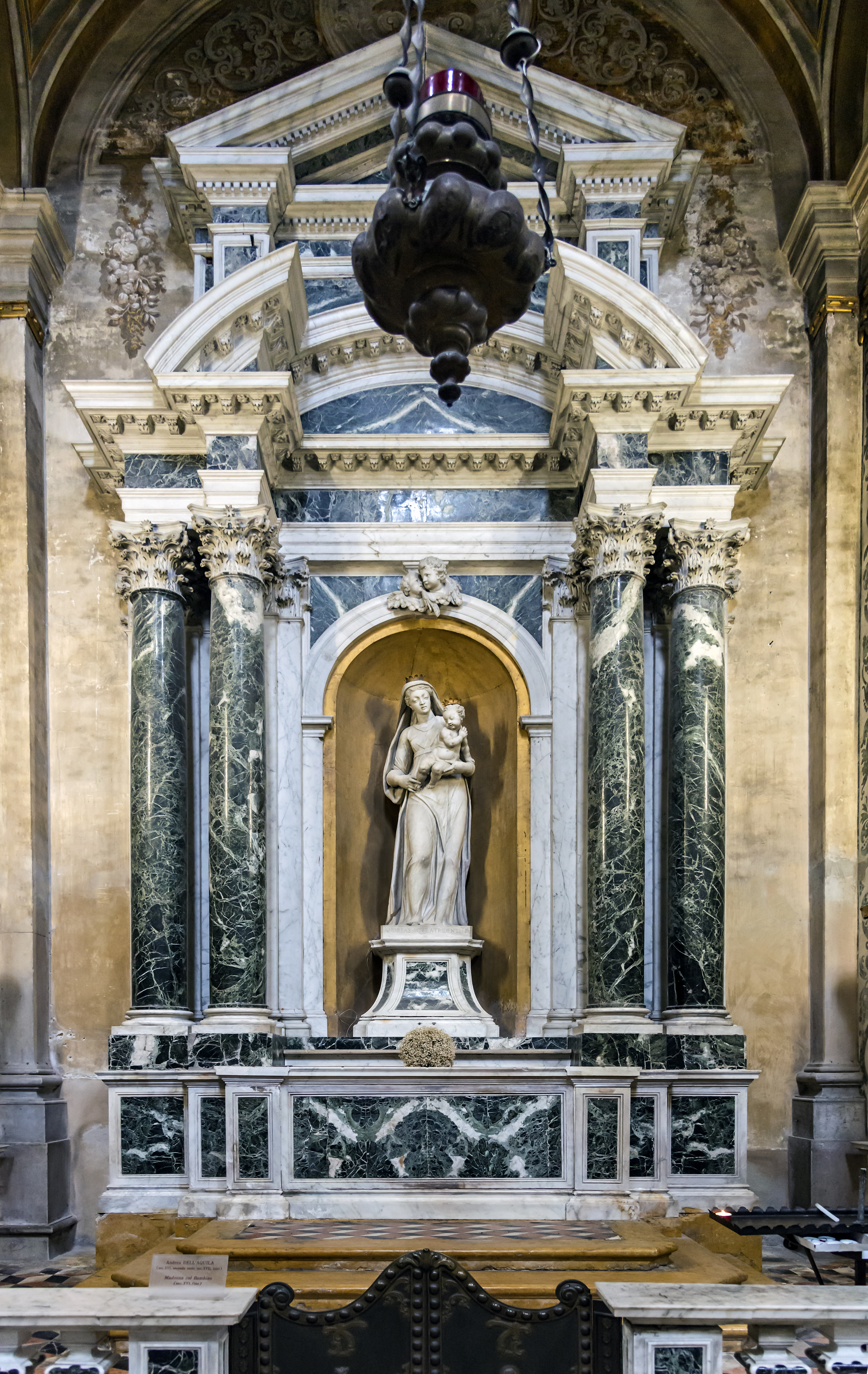
Chapelle de la Madone
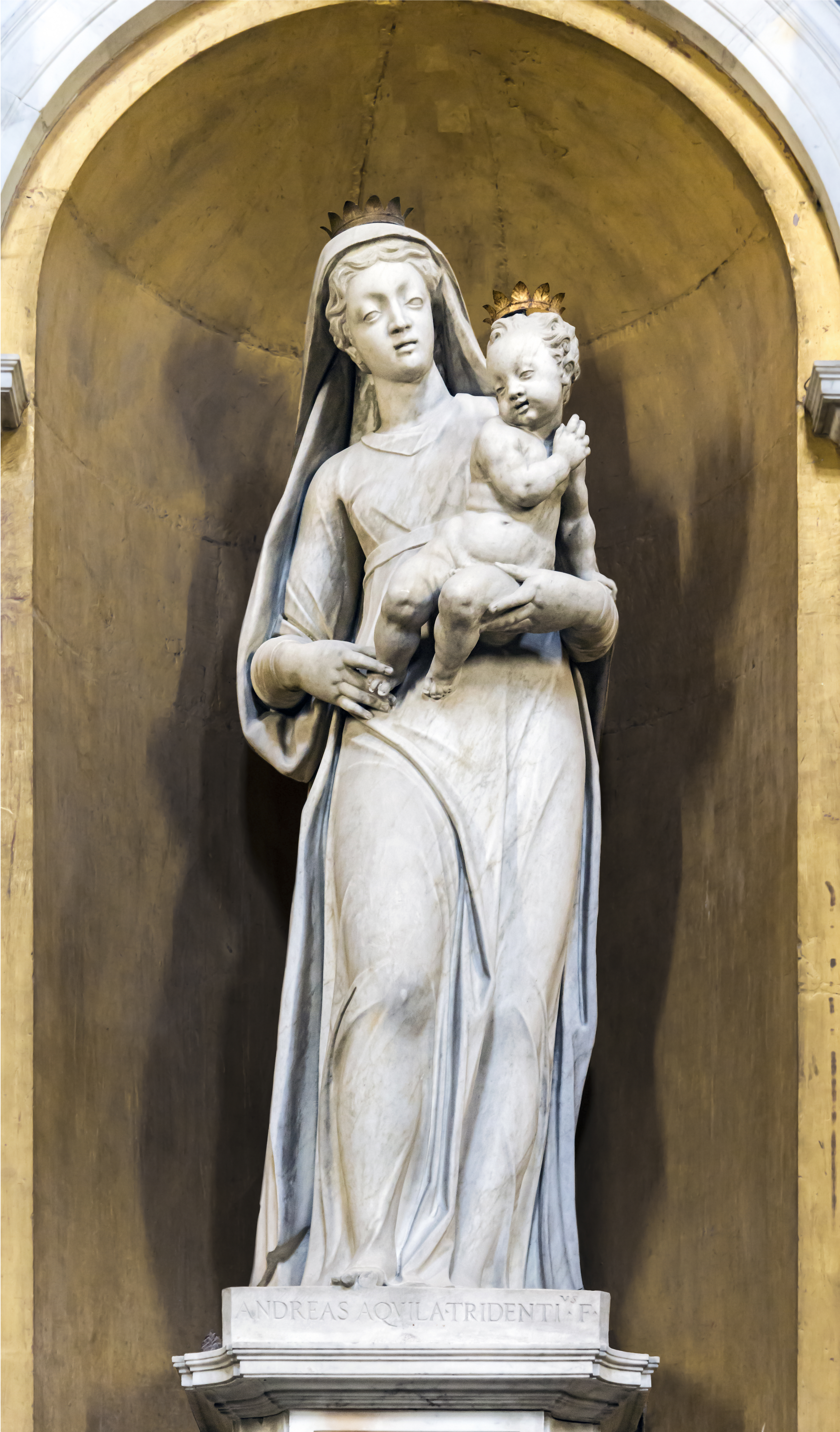
Vierge à l'Enfant par Andrea Dell'Aquila
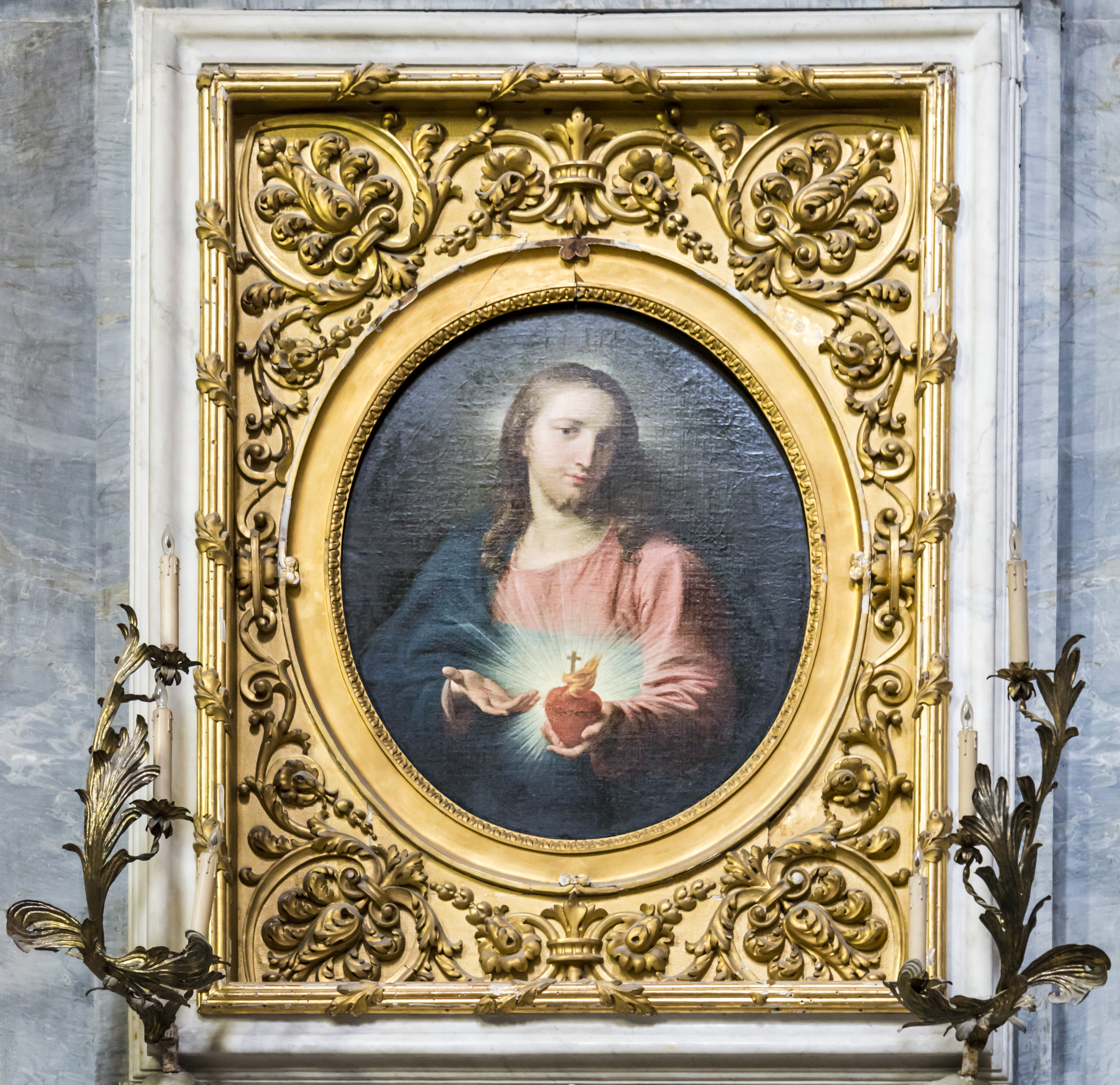
Le sacré Cœur par Pompeo Batoni
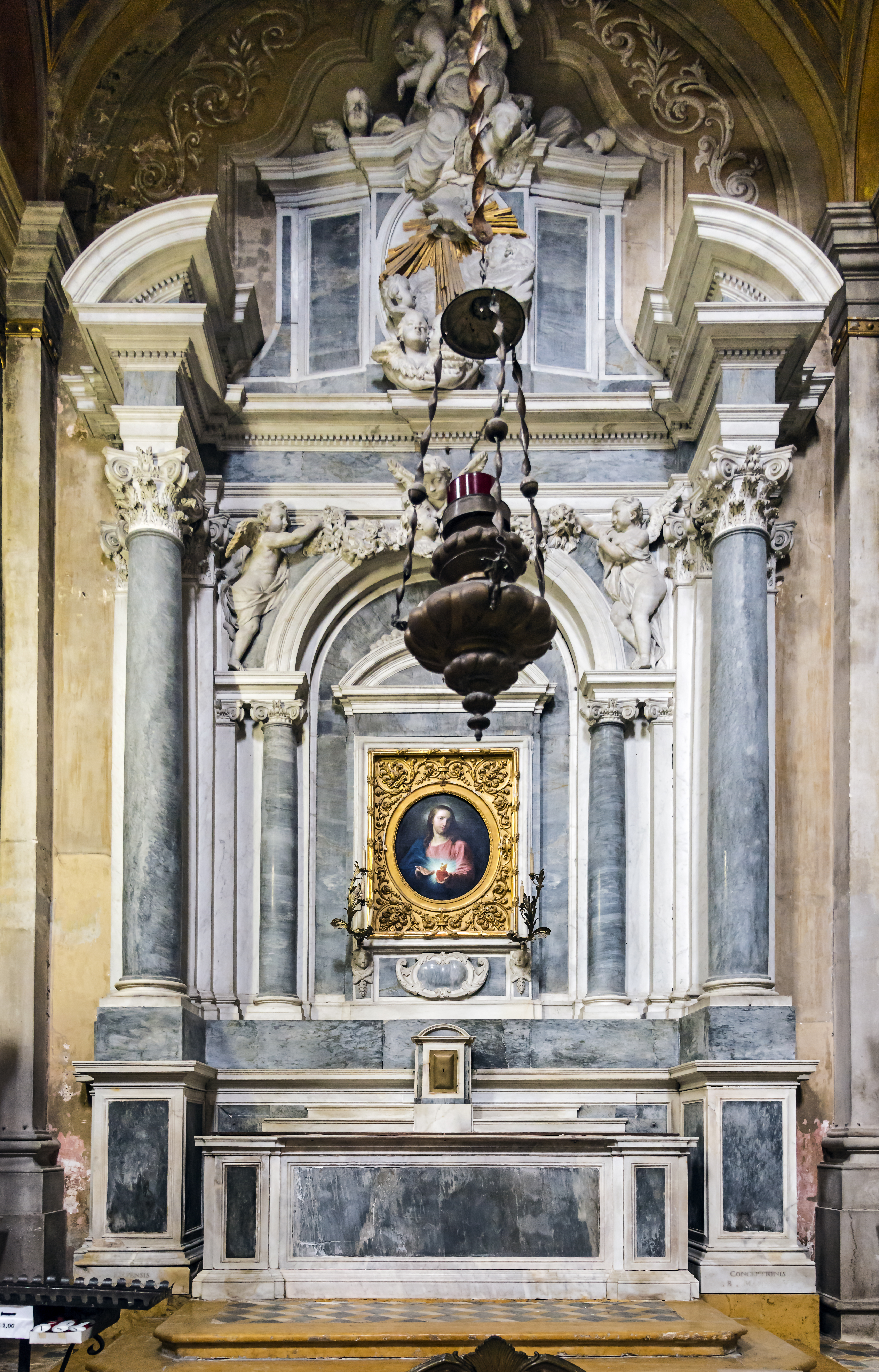
La chapelle du Sacrée Cœur
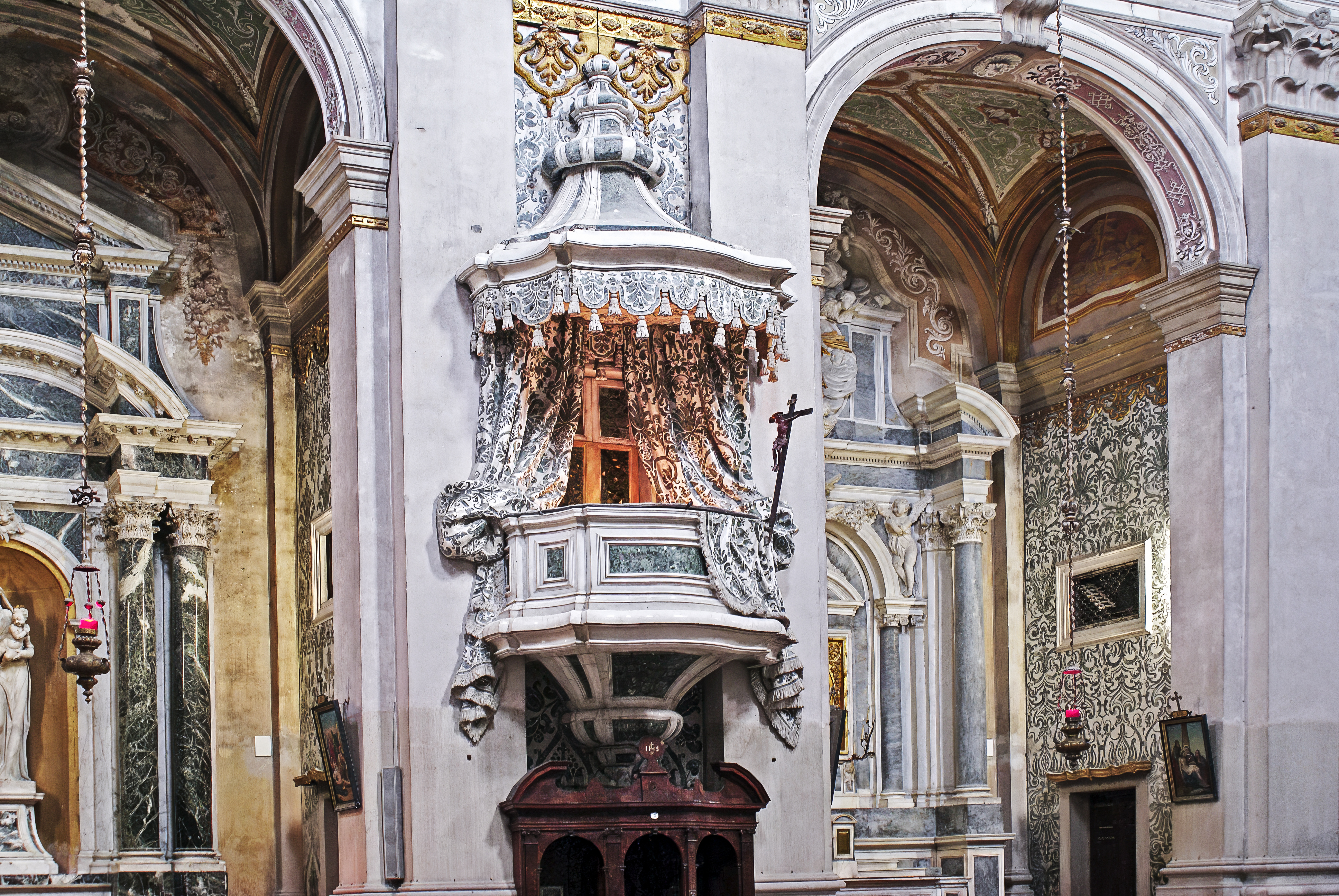
La chaire de vérité

#### Le transept gauche
L'orgue
Il ne présente que le buffet, seul son pendant droit est opérationnel.
Autel de L’assomption de Marie
Construit de 1723 à 1724 par Giuseppe Pozzo pour le compte de Paolo Querini, procurateur de San Marco. initialement l'emplacement était réserve à l'autel du jésuite Francesco Saverio, en face de l'autel du fondateur Ignace dans le transept droit. Les sculptures du fronton sont de, Giuseppe Torretti, et représentent la Modestie, et la Virginité et des angelots.
Le tableau du retable  L'Assomption de Marie, est une œuvre de jeunesse du Tintoret, 1555. Initialement commandée à Véronèse, elle provient de l'église détruite des Crociferi où elle était sur le maître-autel. Dans le tableau les armes des Crosechieri sont placées au centre de la tombe en marbre.
Le monument funéraire du Doge Pasquale Cicogna
Encadrant la porte de la sacristie, il y a le monument funéraire du doge Pasquale Cicogna (1585-1595), il est de Girolamo Campagna et date du début des années 1600. Le doge était particulièrement proche de Crosechieri, dont il était le patron munificence de leur hopital, et avait exprimé le désir d'être enterré dans leur église. Les inscriptions sur le monument qui rappelle la guerre de Candie (Crète), la peste à Padoue, la famine pour la République. Il commémore un incident de 1653 quand il a sauvé, de ses mains, la tranche bénie par le prêtre, enlevé par un coup de vent.

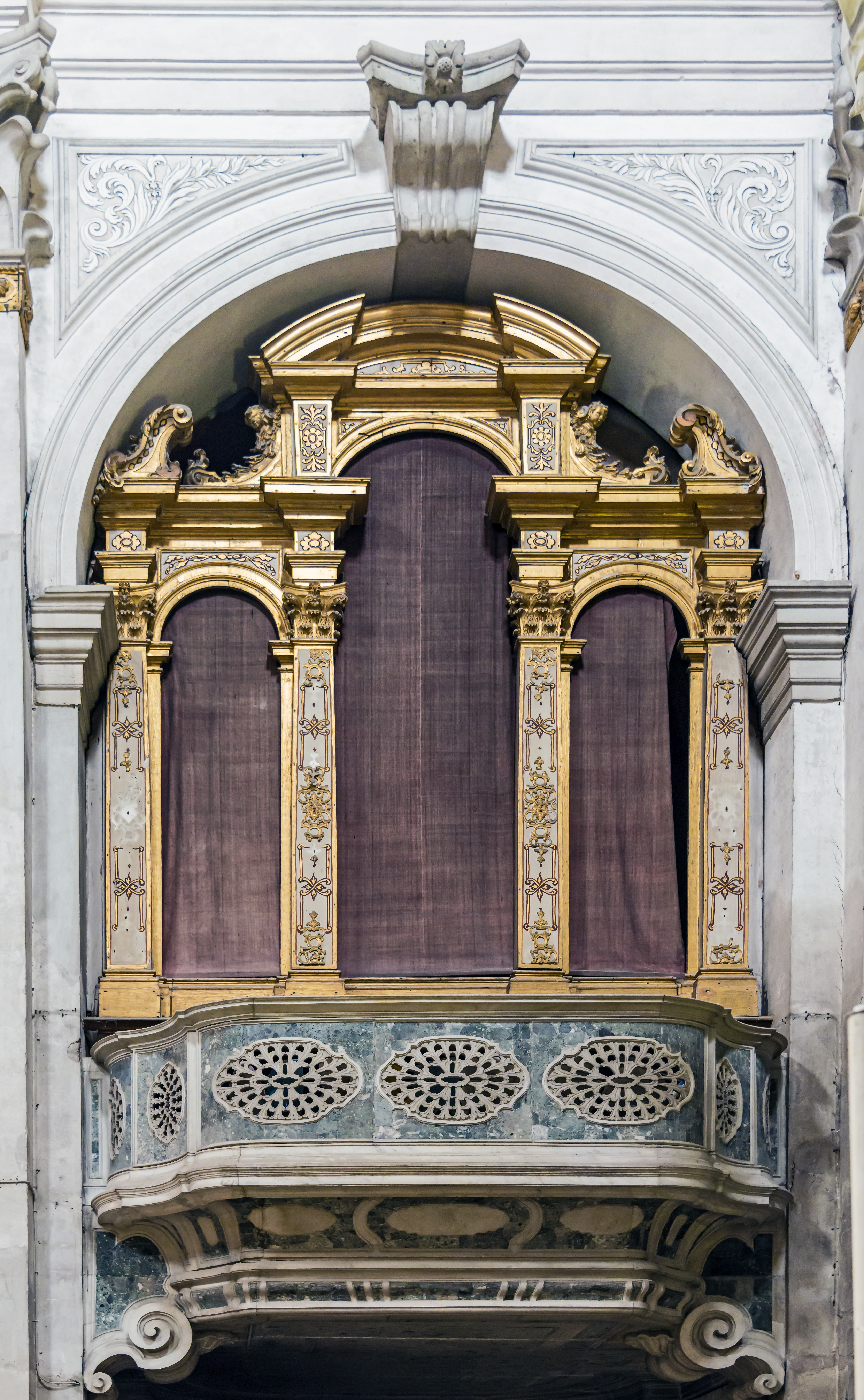
L'orgue de gauche
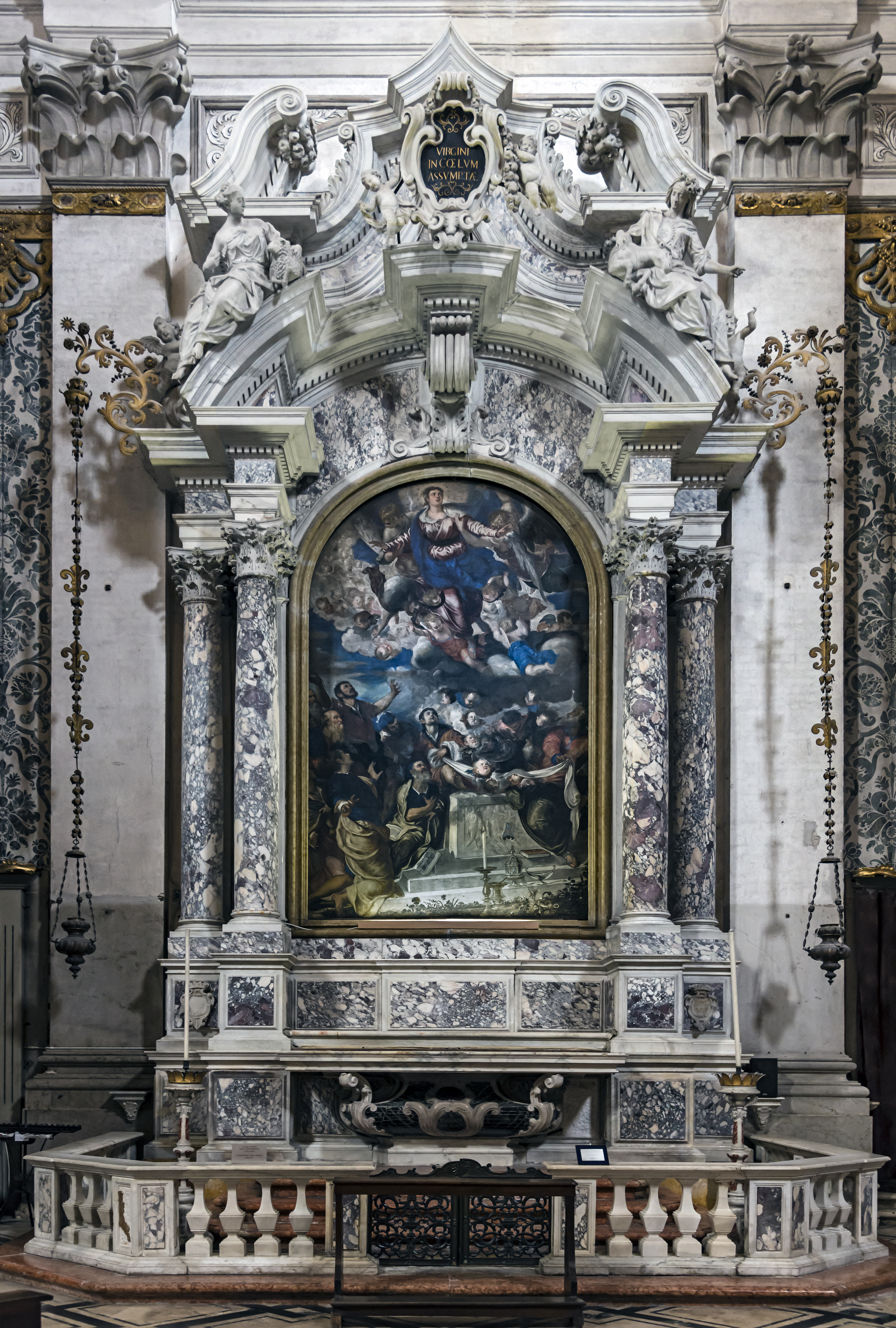
Autel de L’assomption de Marie
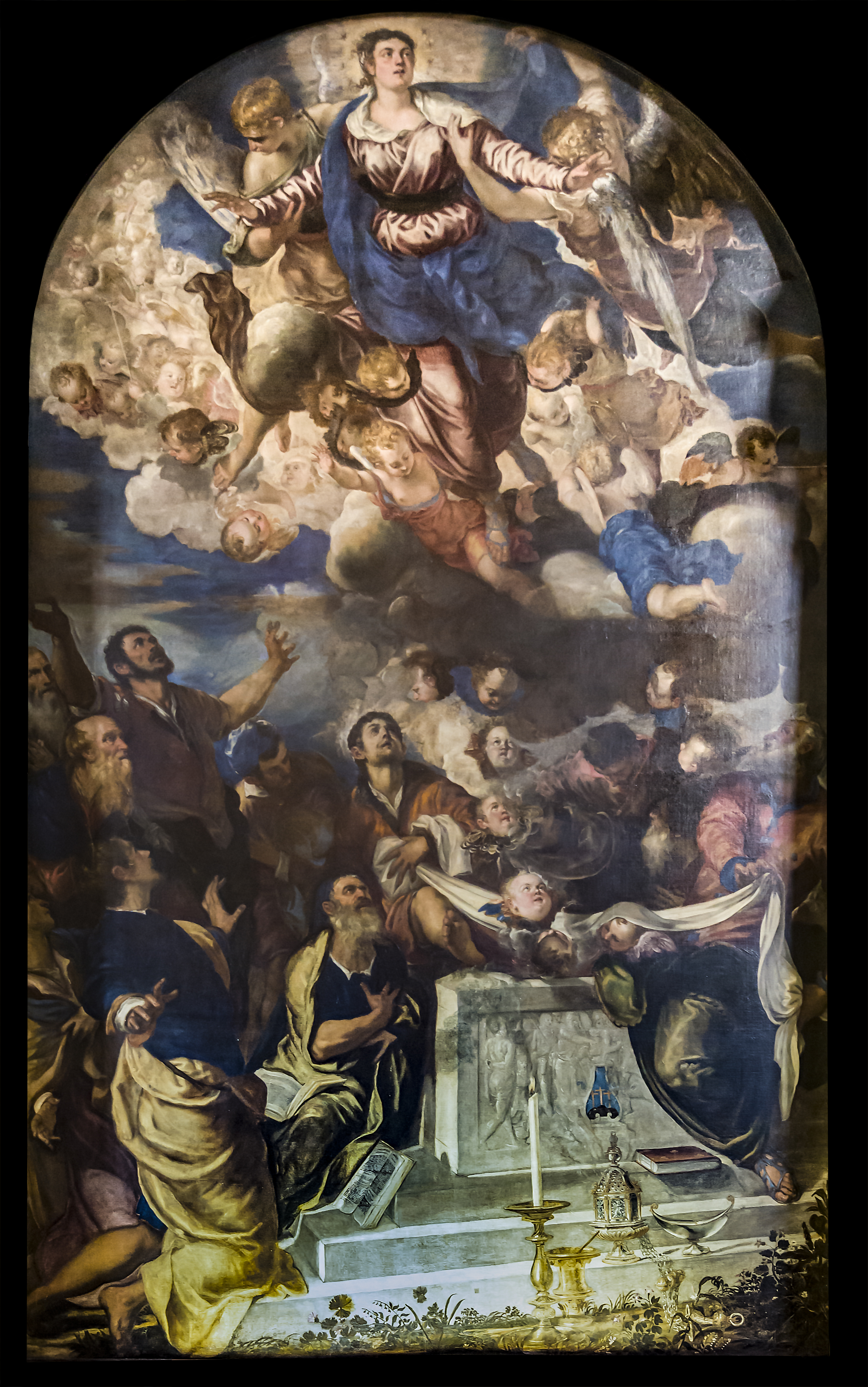
L'Assomption de Marie par le Tintoretto
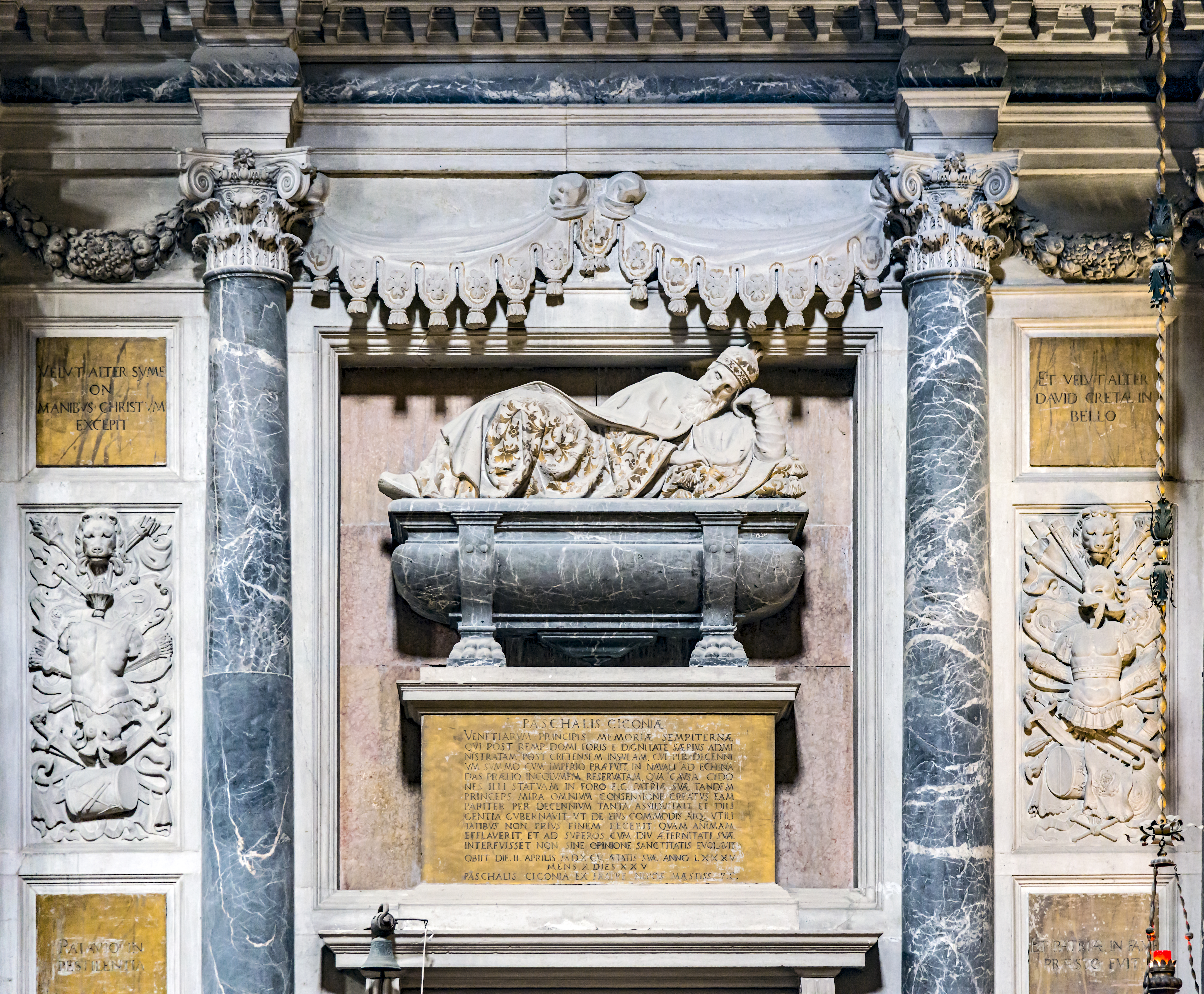
Monument funéraire du doge Pasquale Cicogna

#### La sacristie
La sacristie accueille vingt tableaux de Palma le Jeune.
- Au plafond le tableau central représente La chute de la Manne; Tableau de droite  David reçoit du prêtre Achimélec les pains offerts dans le sanctuaire; Tableau de gauche Elie nourri par l'ange.
- Aux murs

Mur de la porte d'entrée, au centre, Le Martyre de Saint Jean-Baptiste entre Saint Lanfranco Beccari et Saint Libère peint en 1610 peint initialement pour l'autel de la schola dei Varoteri  mais remplacé par Saint Lanfranco Beccari entre Jean le Baptiste et saint Libère de Cima da Conegliano aujourd'hui au Fitzwilliam Museum à Cambridge.
côté gauche. Portrait en pied de sainte Hélène (mère de Constantin) et   Sainte Hélène retrouve la vraie croix
côté droit. L'Empereur Héraclius rapporte la croix du Calvaire.
Mur de gauche :  Portrait en pied de Cyriaque de Jérusalem ;Alexandre III confirme les Crucifix et leur donne la règle - Pie II donne les croix d'argent aux crucifères; Portait en pied de Lanfranco Beccari.
Mur de l'autel  A droite de l'autel : Le serpent de bronze, puis un portrait en pied du troisième pape, Anacletus, tous deux entre 1592 et 1593. A gauche de l'autel  Le pape San Cleto fonde l'Ordre des Crucifix - L'évêque de Saint-Cyrille de Jérusalem confirme l'Ordre. (1620 1622)  .

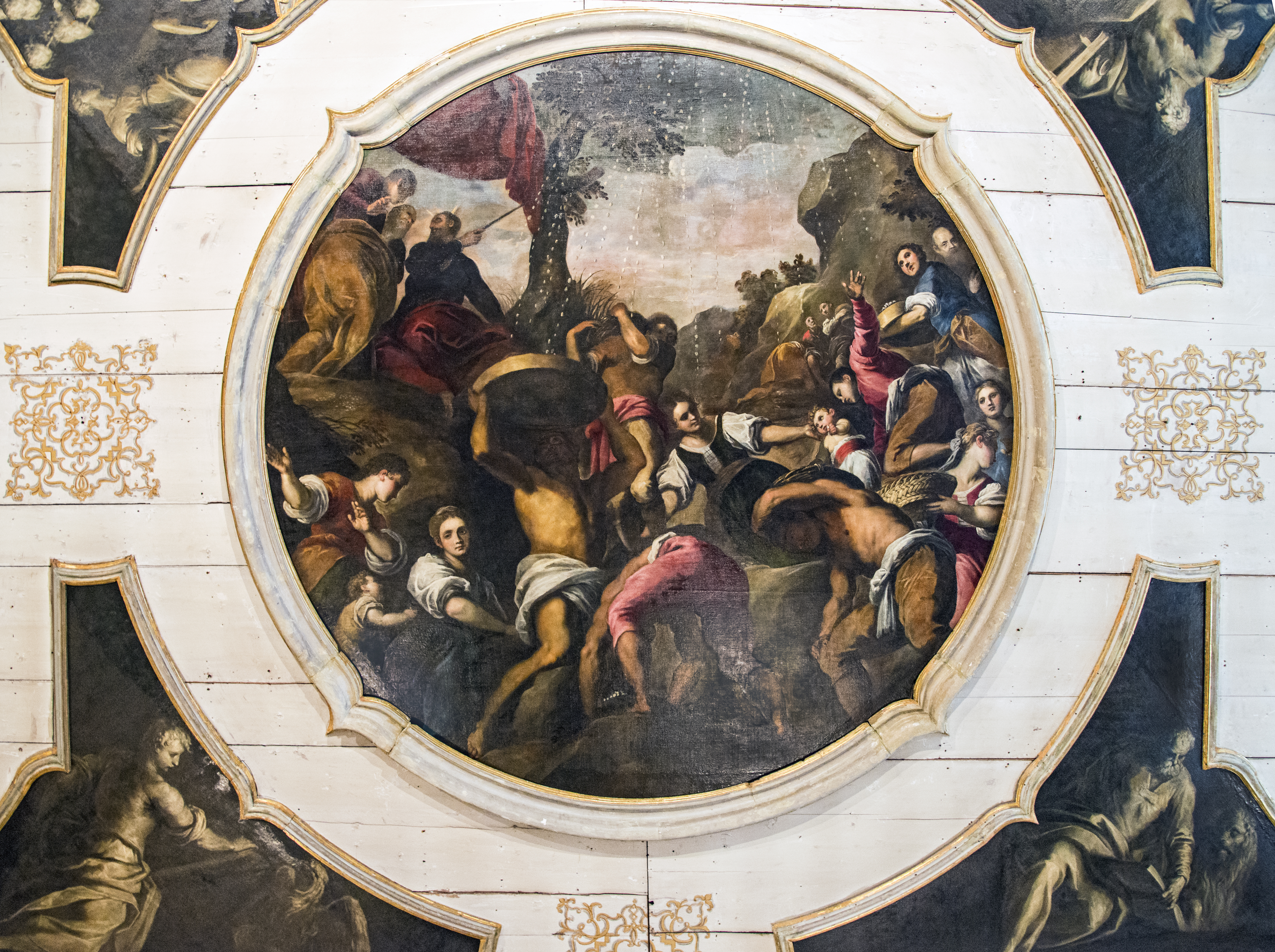
La chute de la Manne Palma le jeune
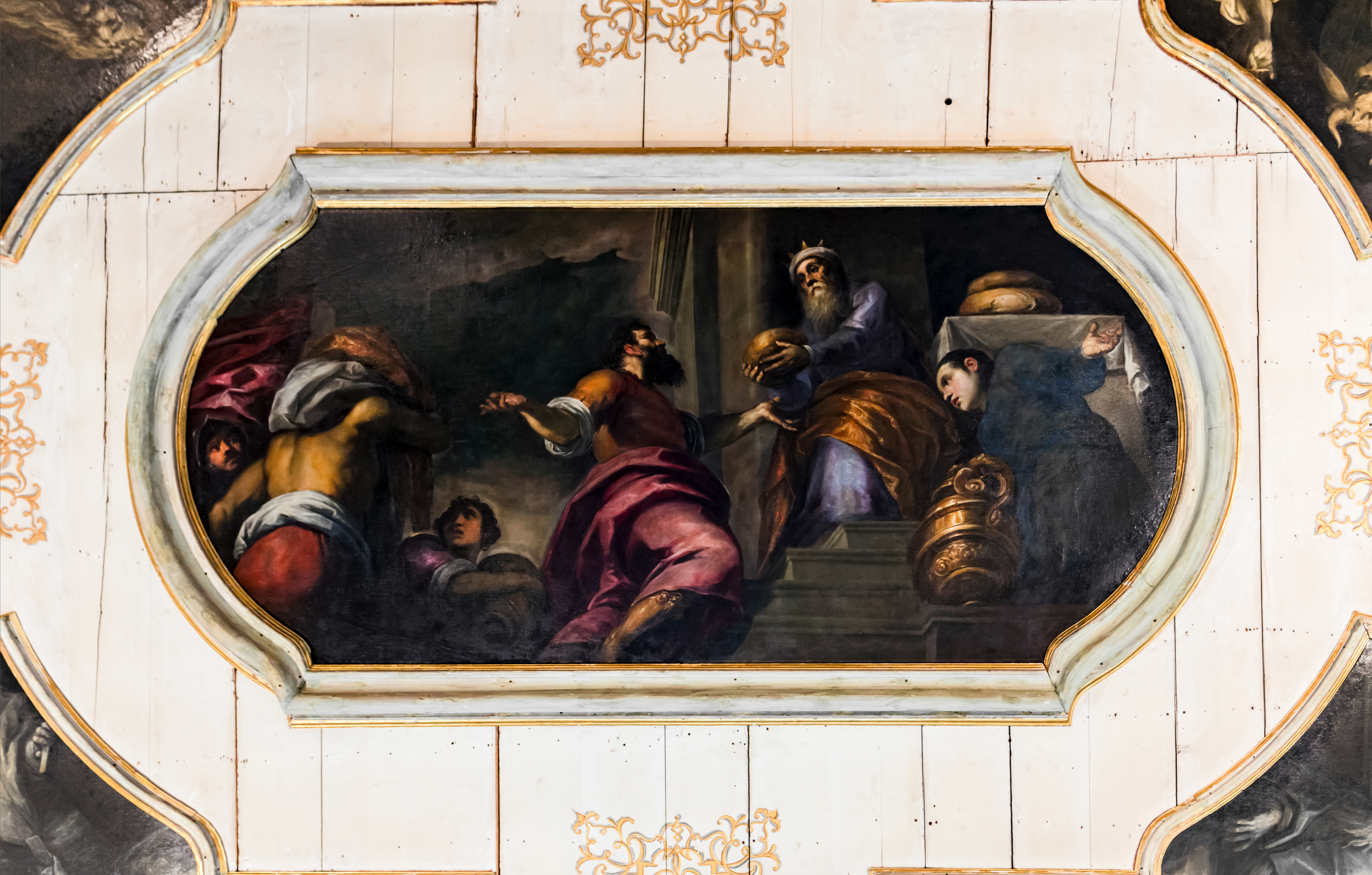
David reçoit du prêtre Achimélec les pains offerts dans le sanctuaire
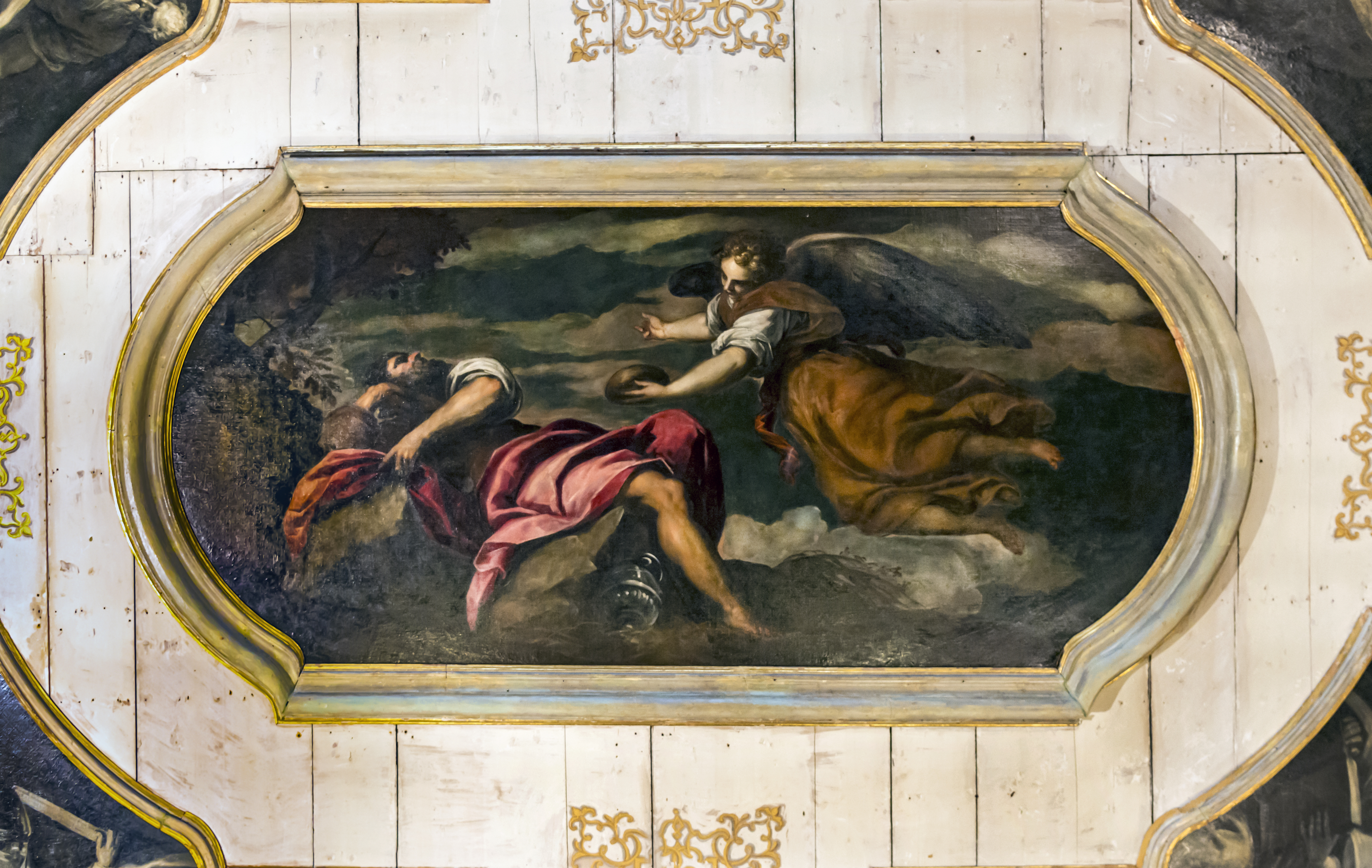
Elie nourri par l'ange

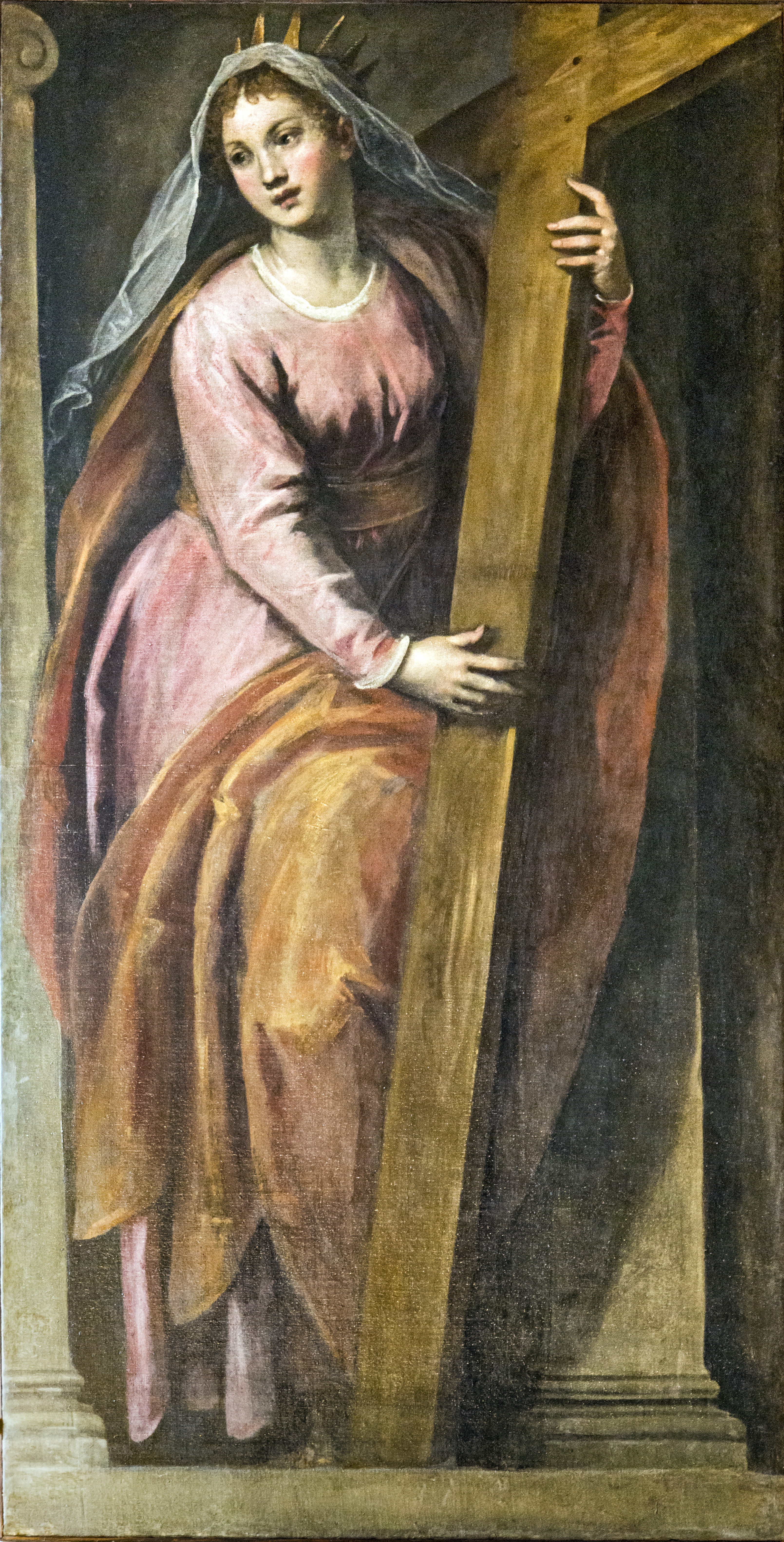
Sainte Hélène (mère de Constantin)
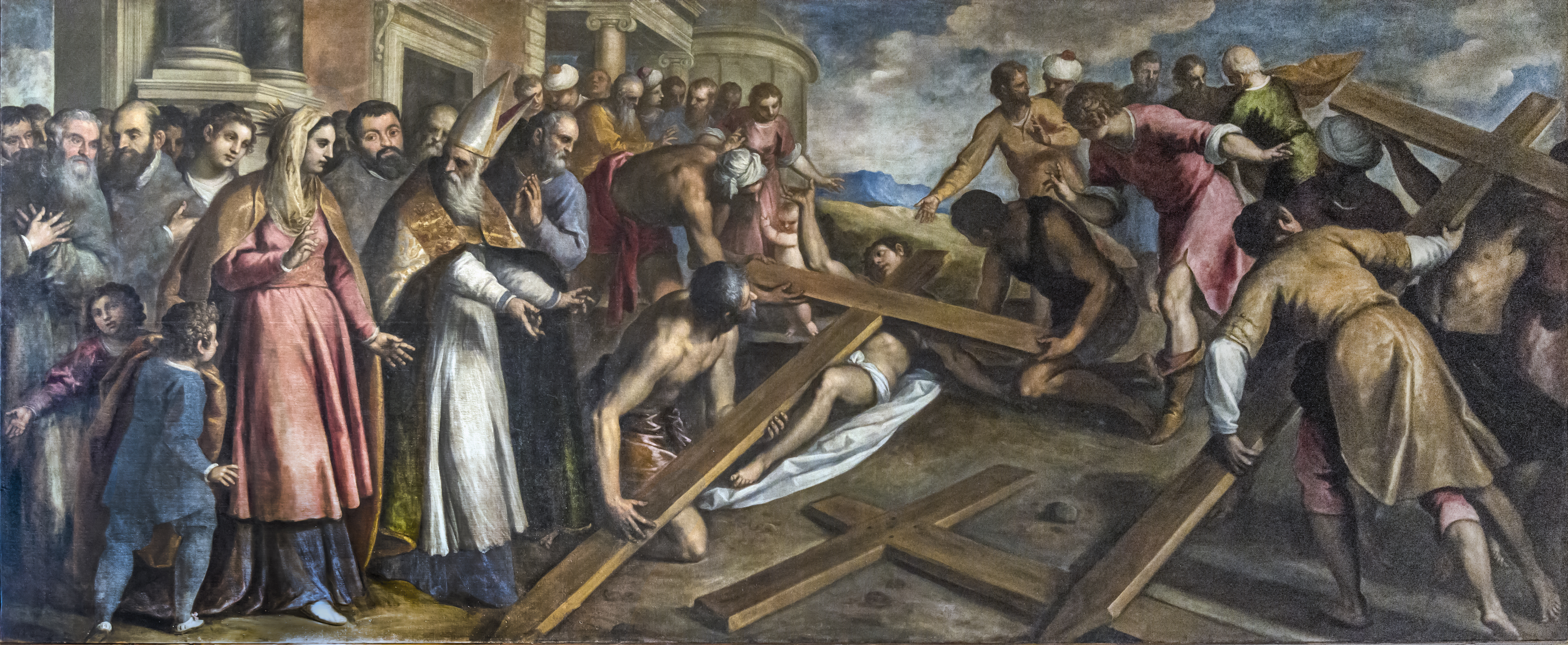
Sainte Hélène retrouve la vraie croix
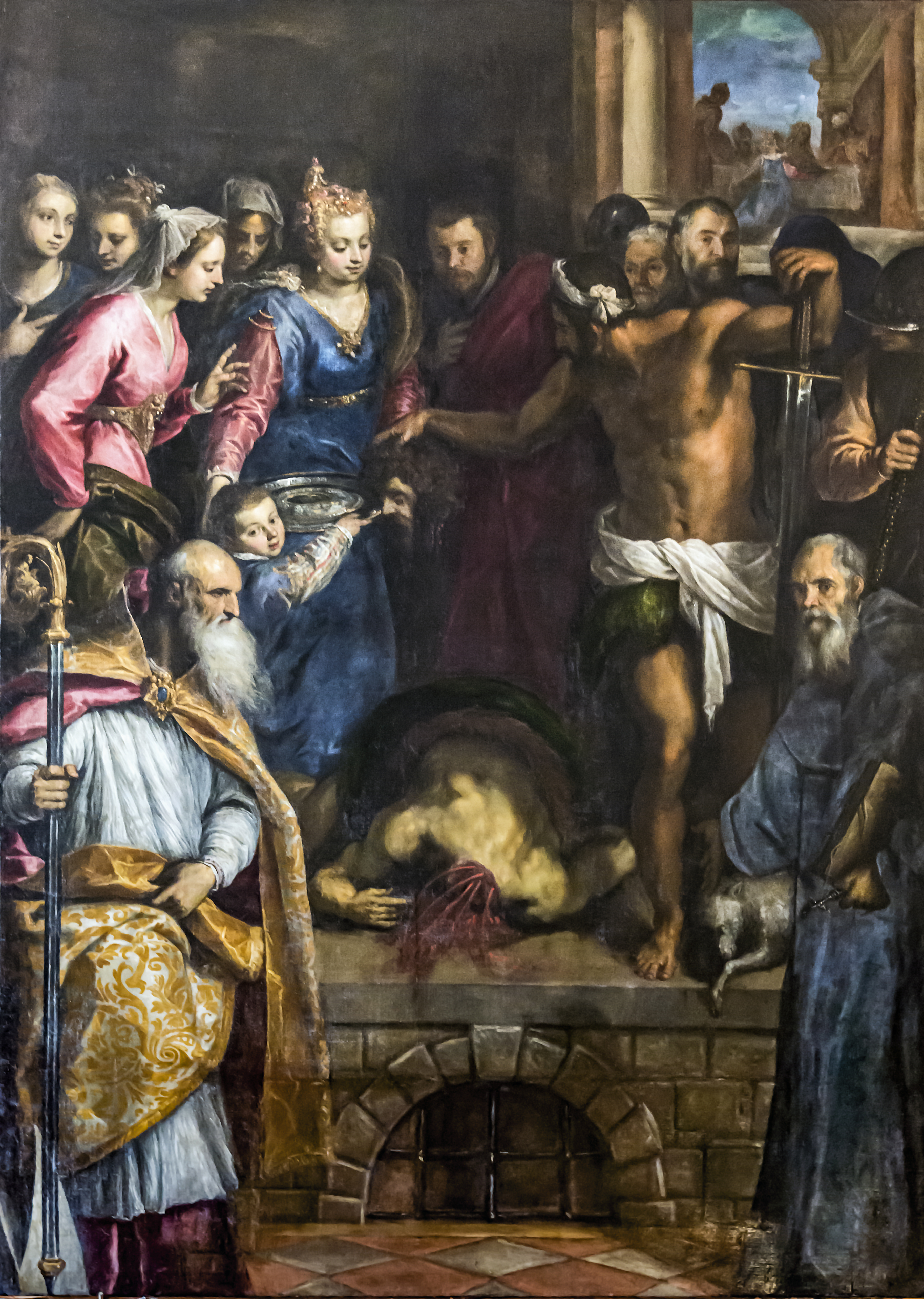
Martyre de Jean le Baptiste avec saint Lanfranc Beccari et saint Libère
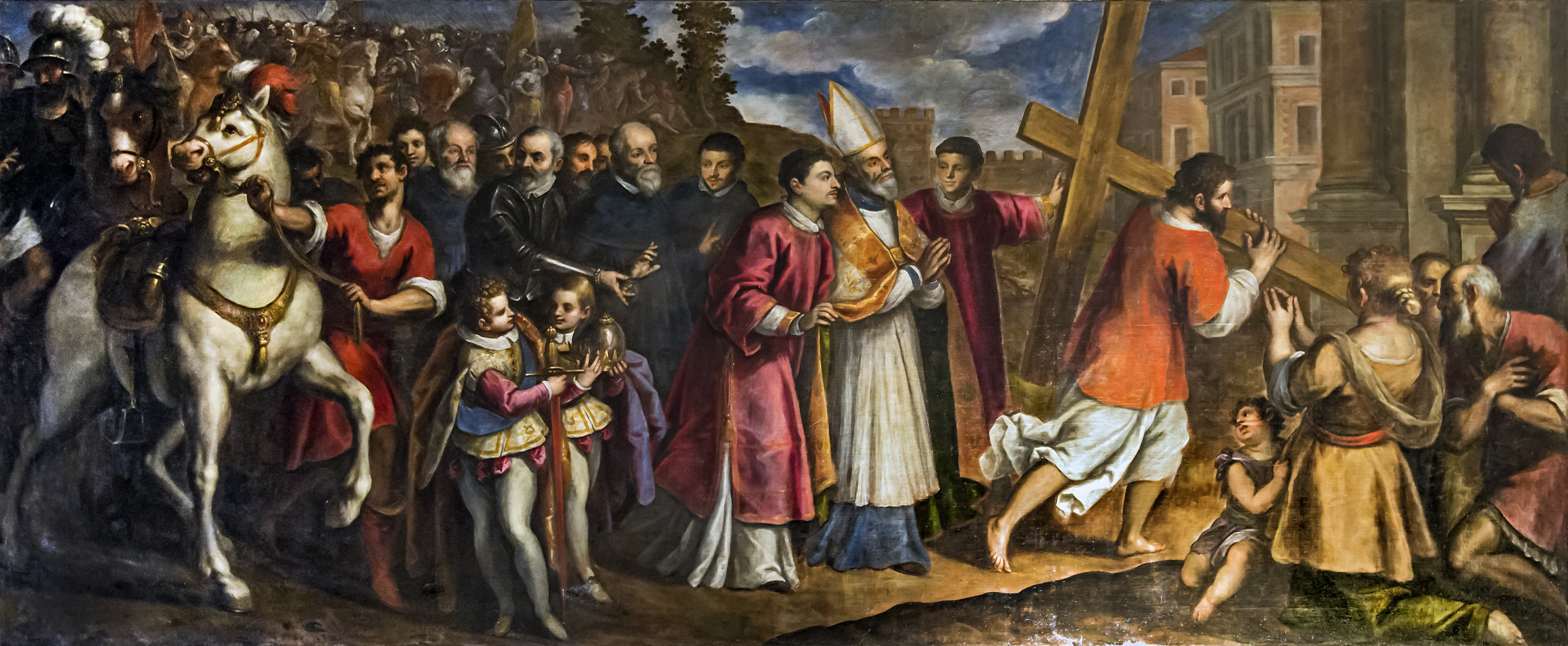
L'Empereur Héraclius rapporte la croix du Calvaire

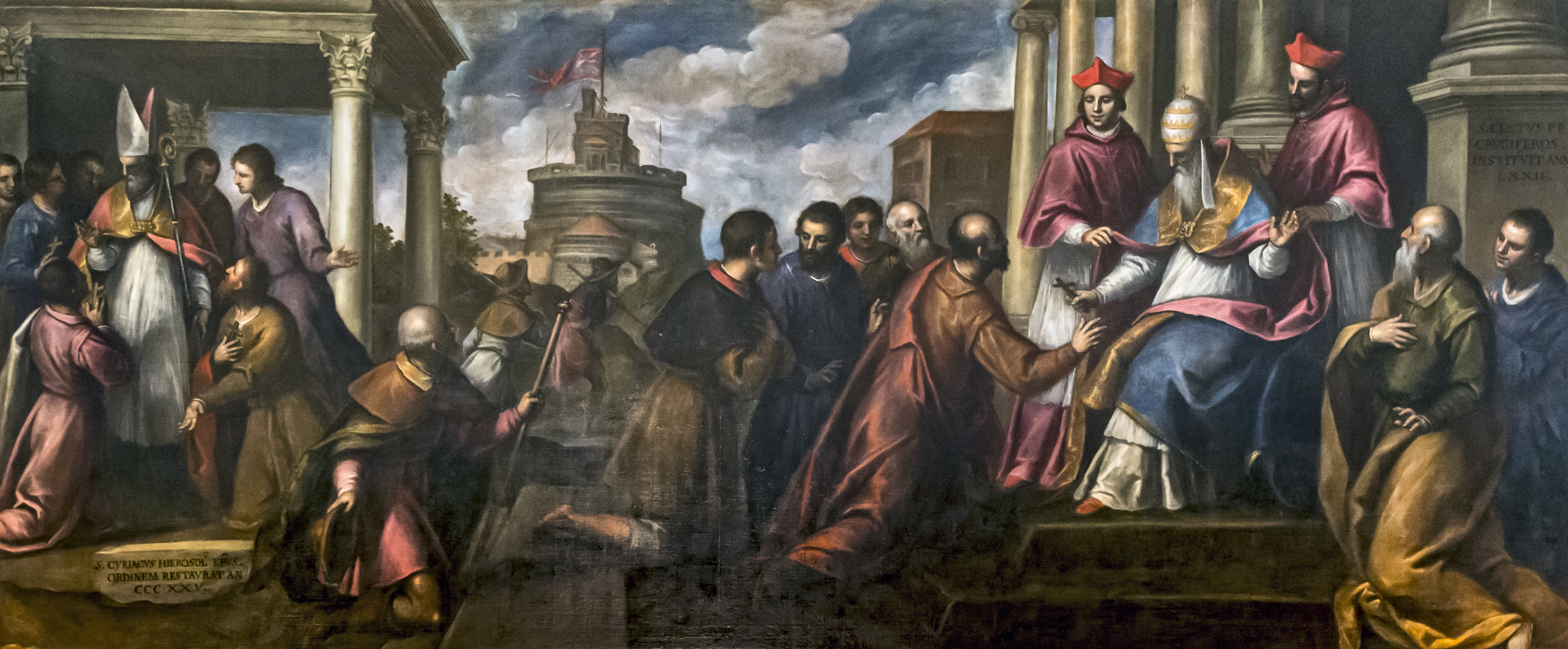
Le pape San Cleto fonde l'Ordre des Crucifix
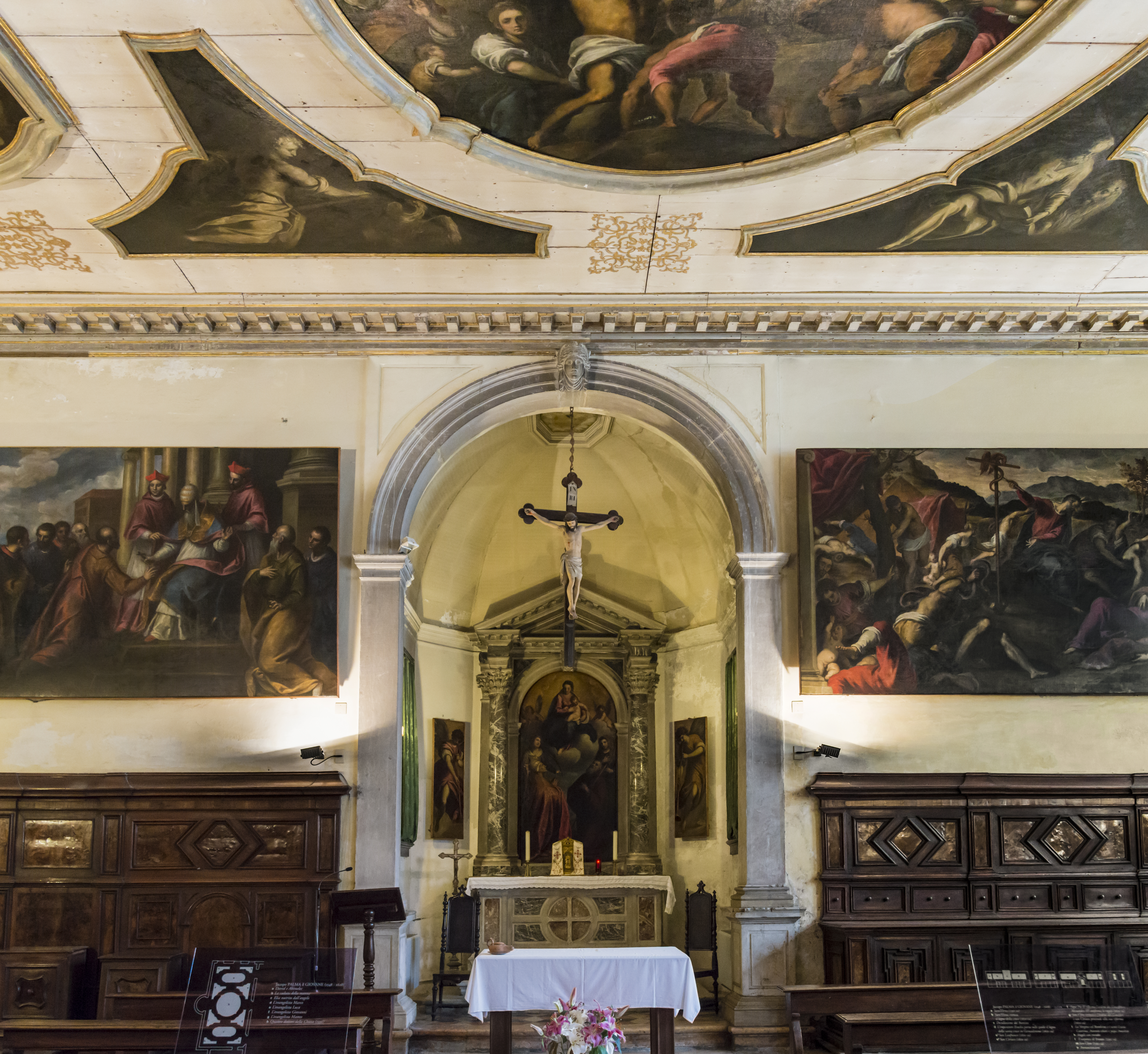
La sacristie
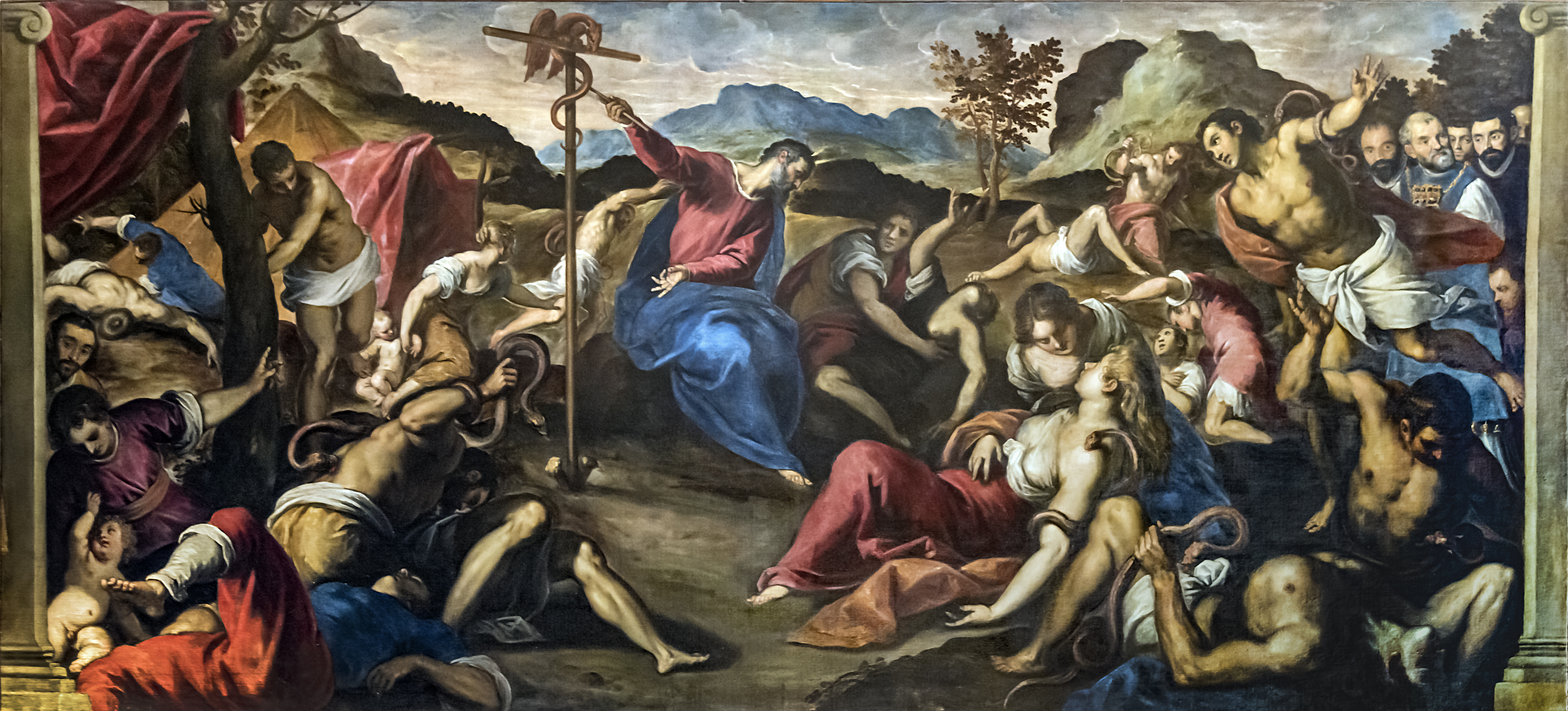
Le serpent de bronze (1592-1593)

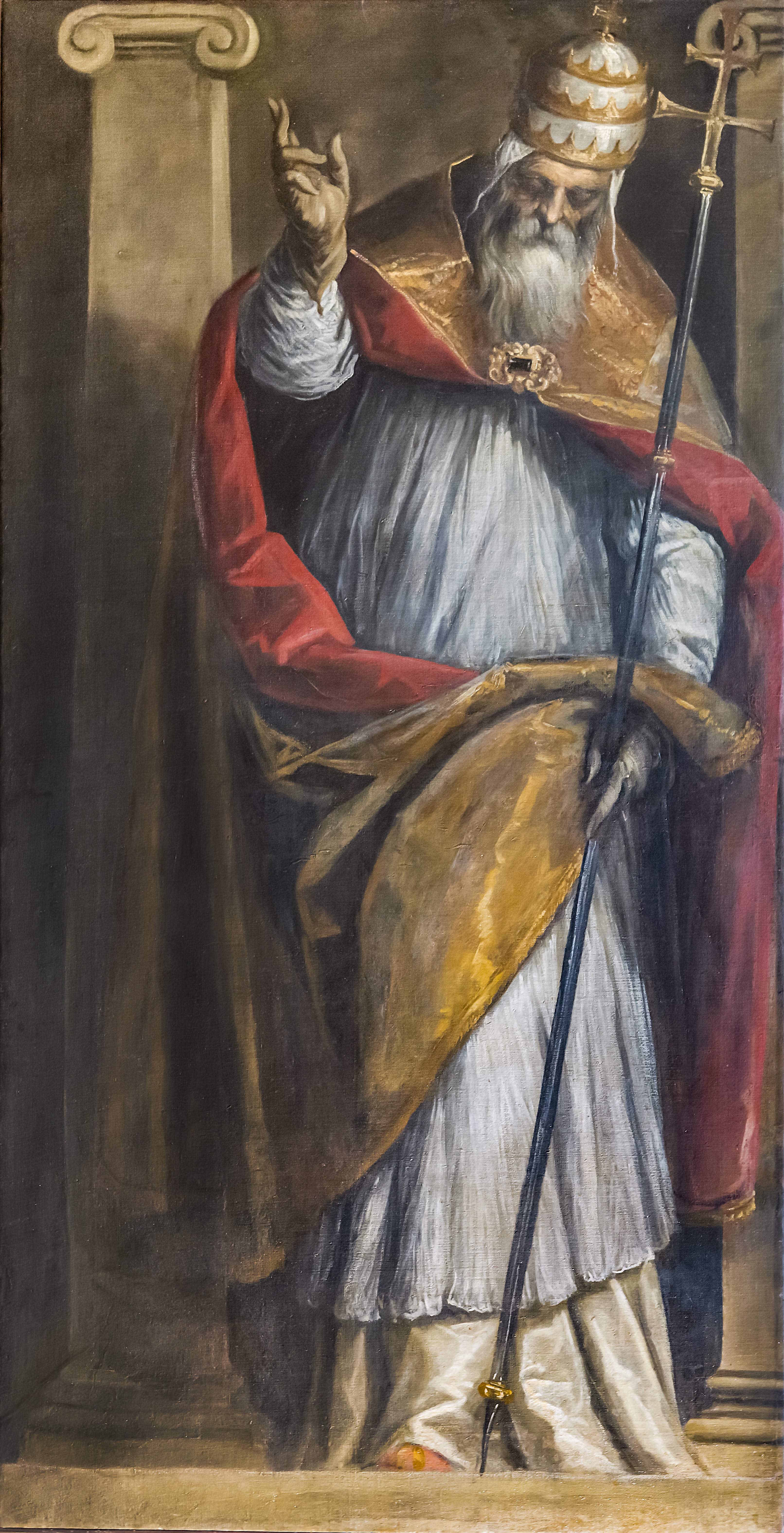
Le Pape Anacletus (1592-1593)
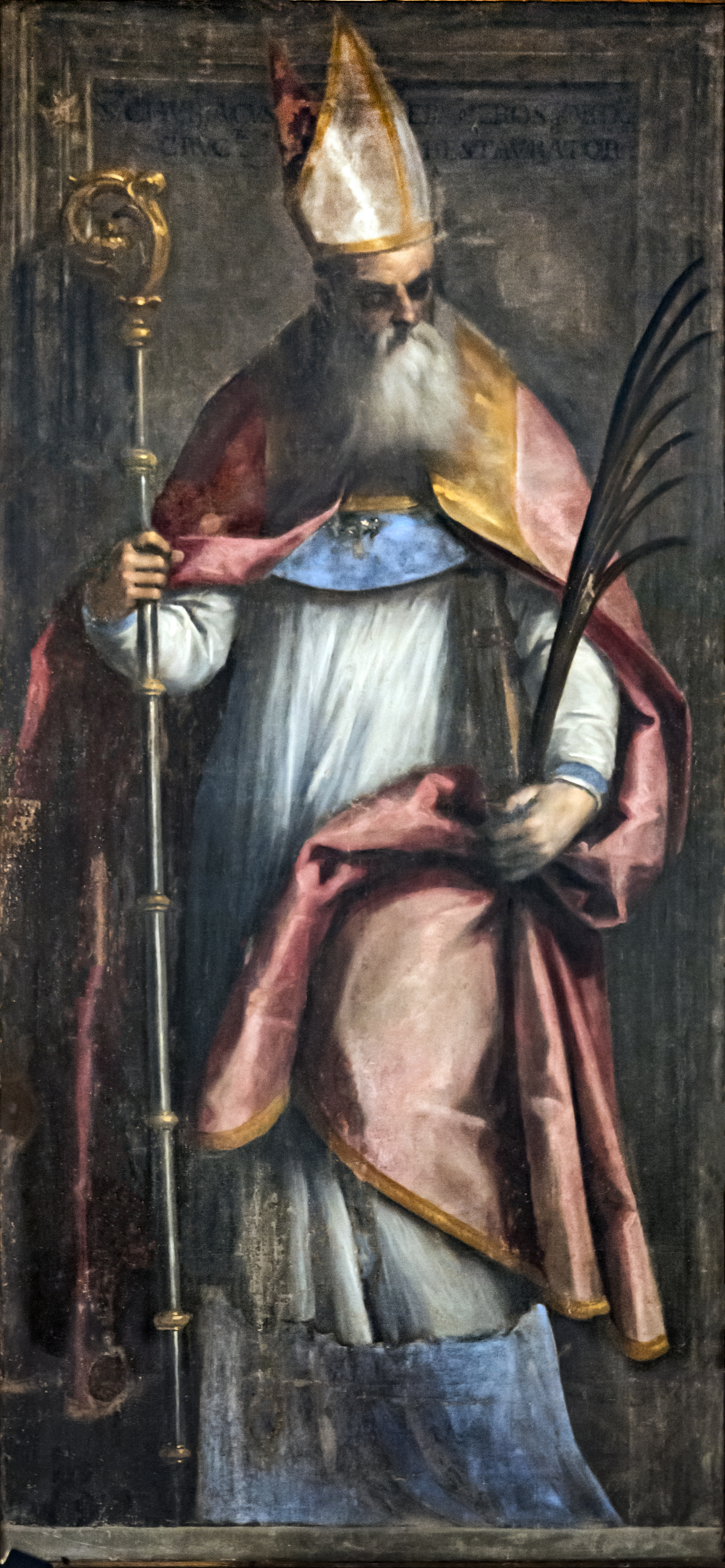
Cyriaque de Jérusalem
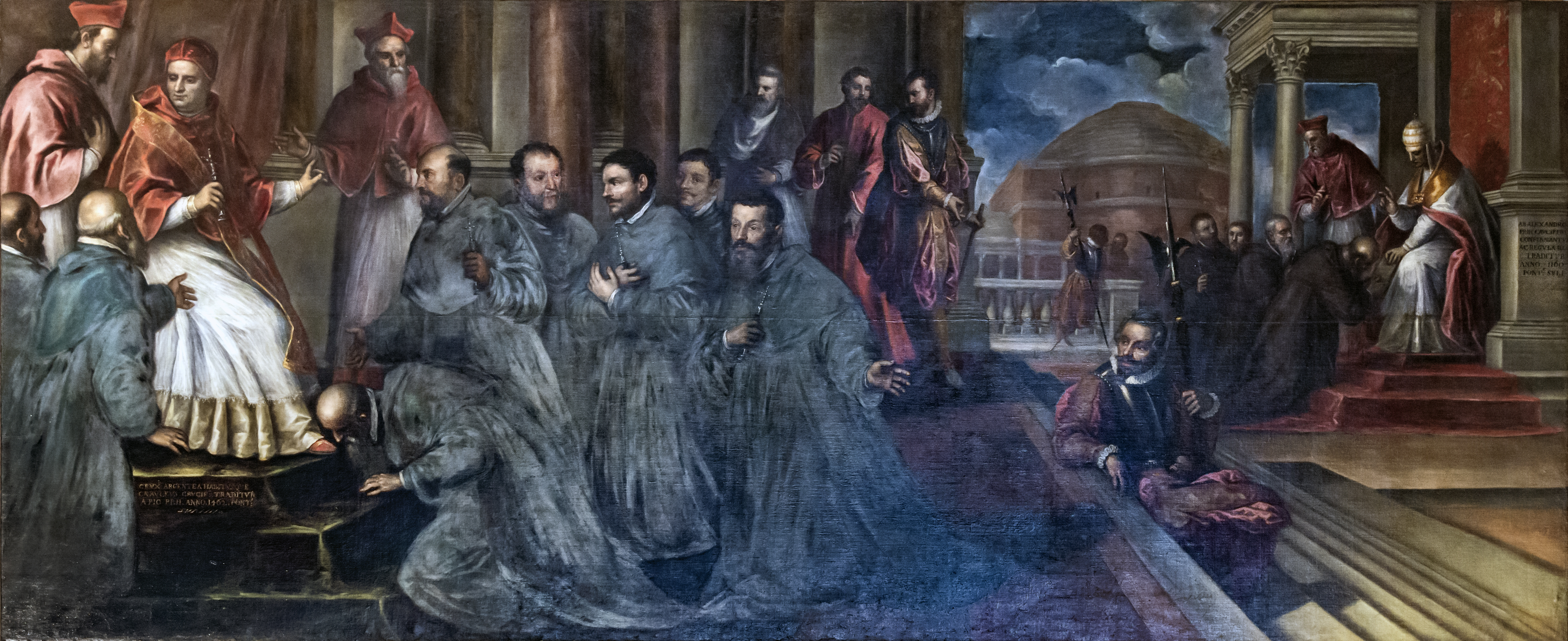
Alexandre III confirme les Crucifix et leur donne la règle - Pie II donnera aux Crucifix la croix d'argent et la robe bleue.
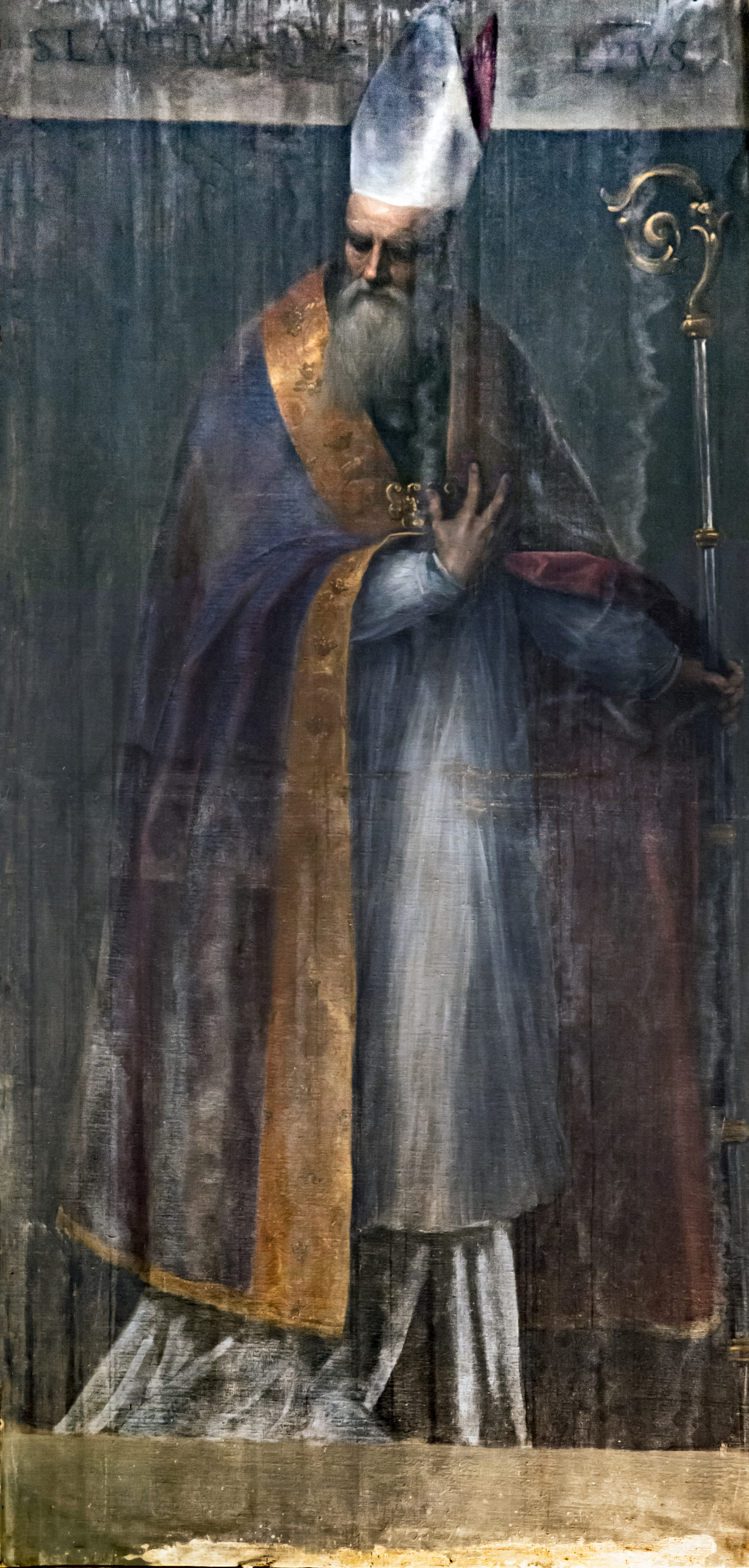
Lanfranco Beccari

#### Centre du transept
Au plafond une fresque de Louis Dorigny Le triomphe du nom de Jésus, de 1732. Aux quatre coins ornant les pilastres les statues en marbre des Archanges Michel, Gabriel, Raphael et Sariel par Giuseppe Torretti.

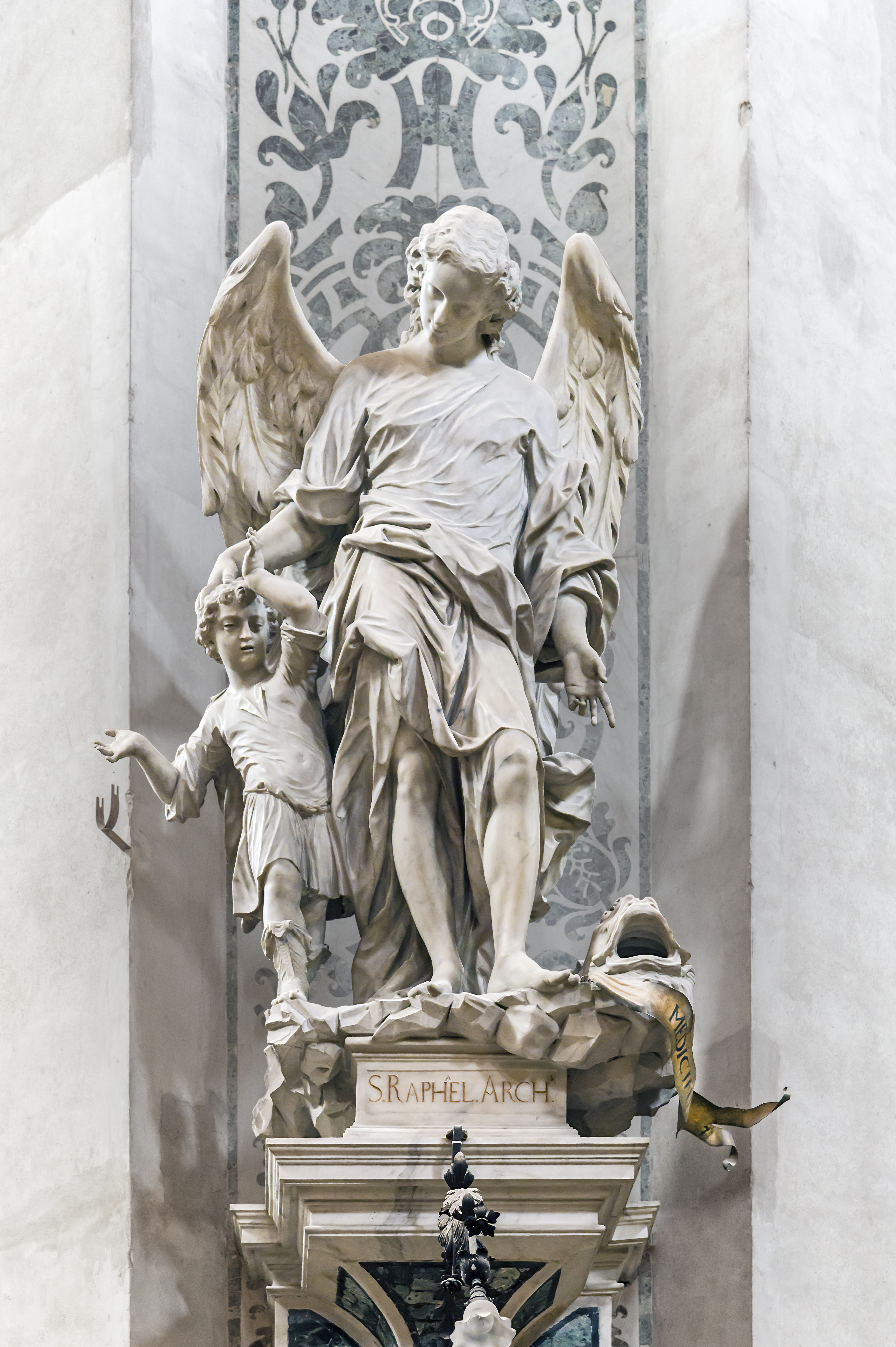
L’Archange Raphael
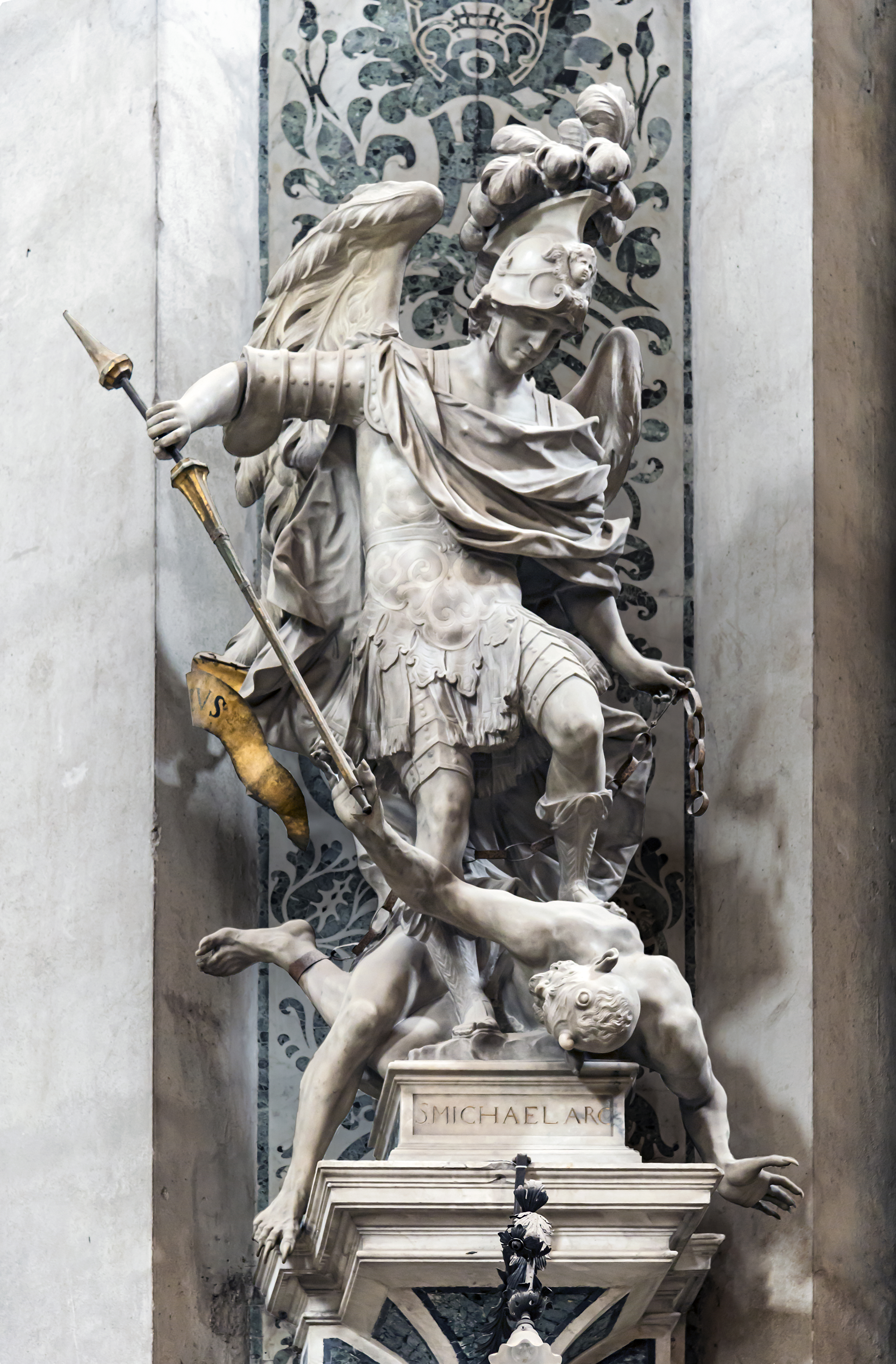
L’Archange saint Michel
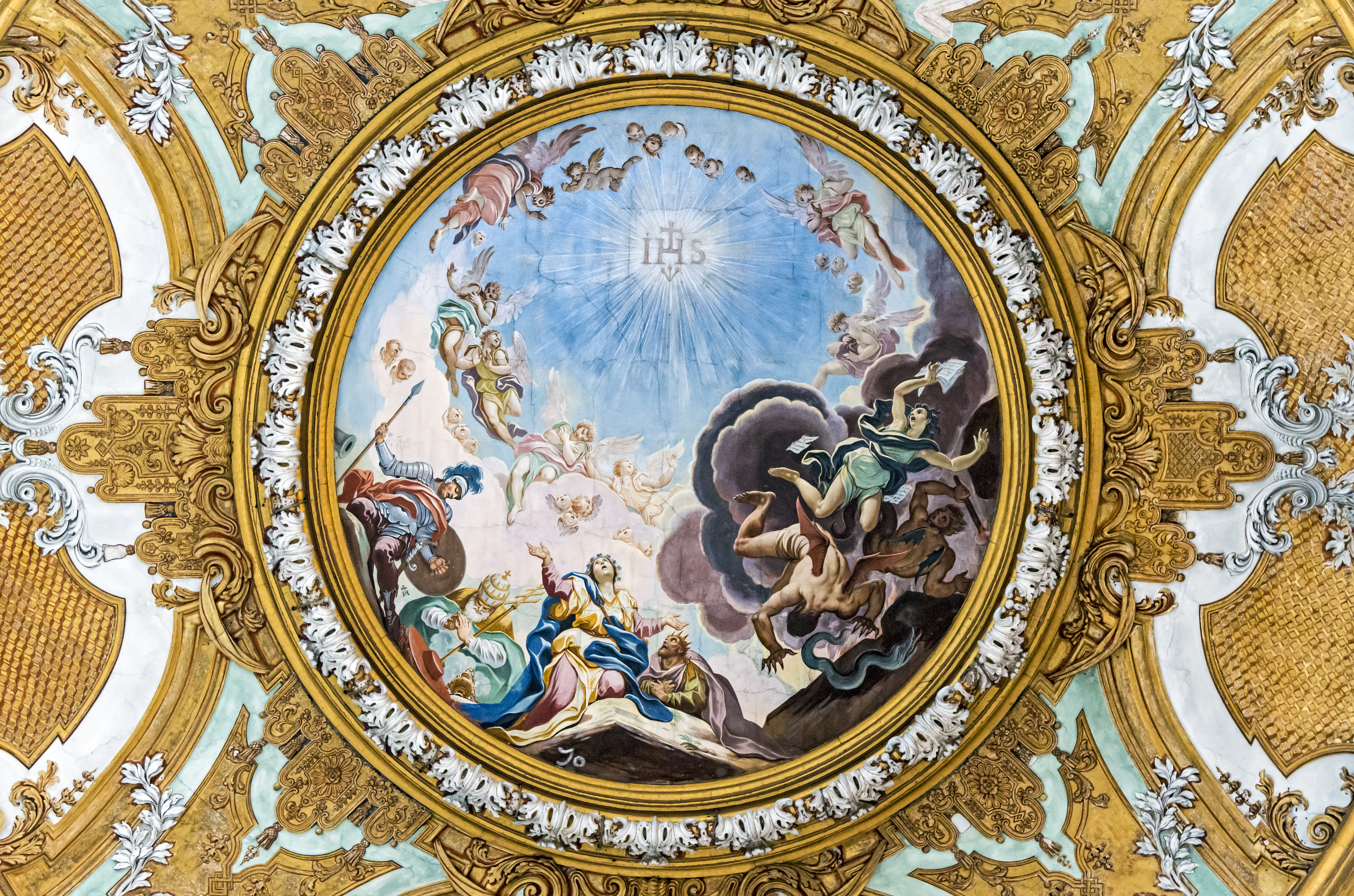
Le triomphe du nom de Jésus par Louis Dorigny
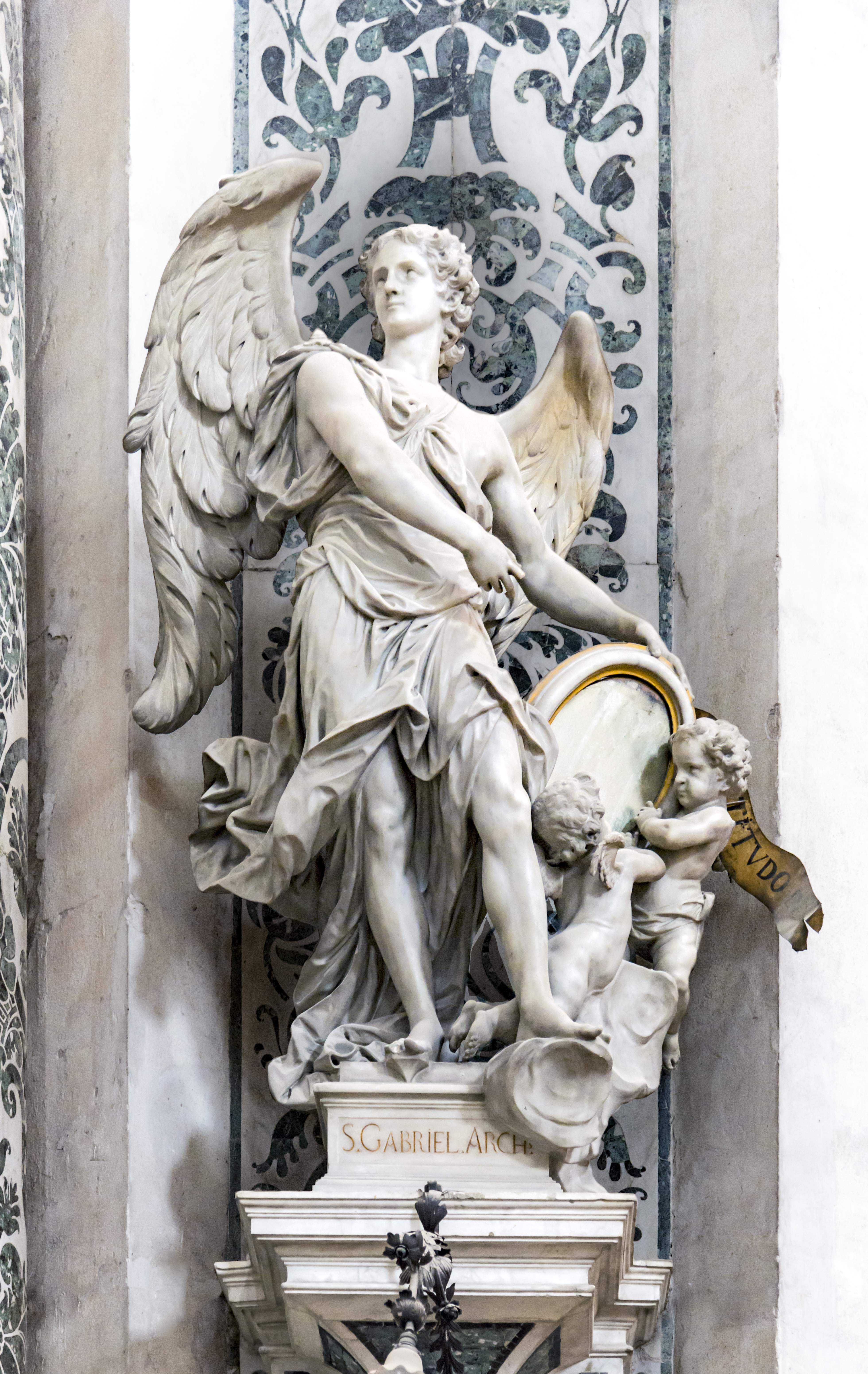
L’Archange Gabriel
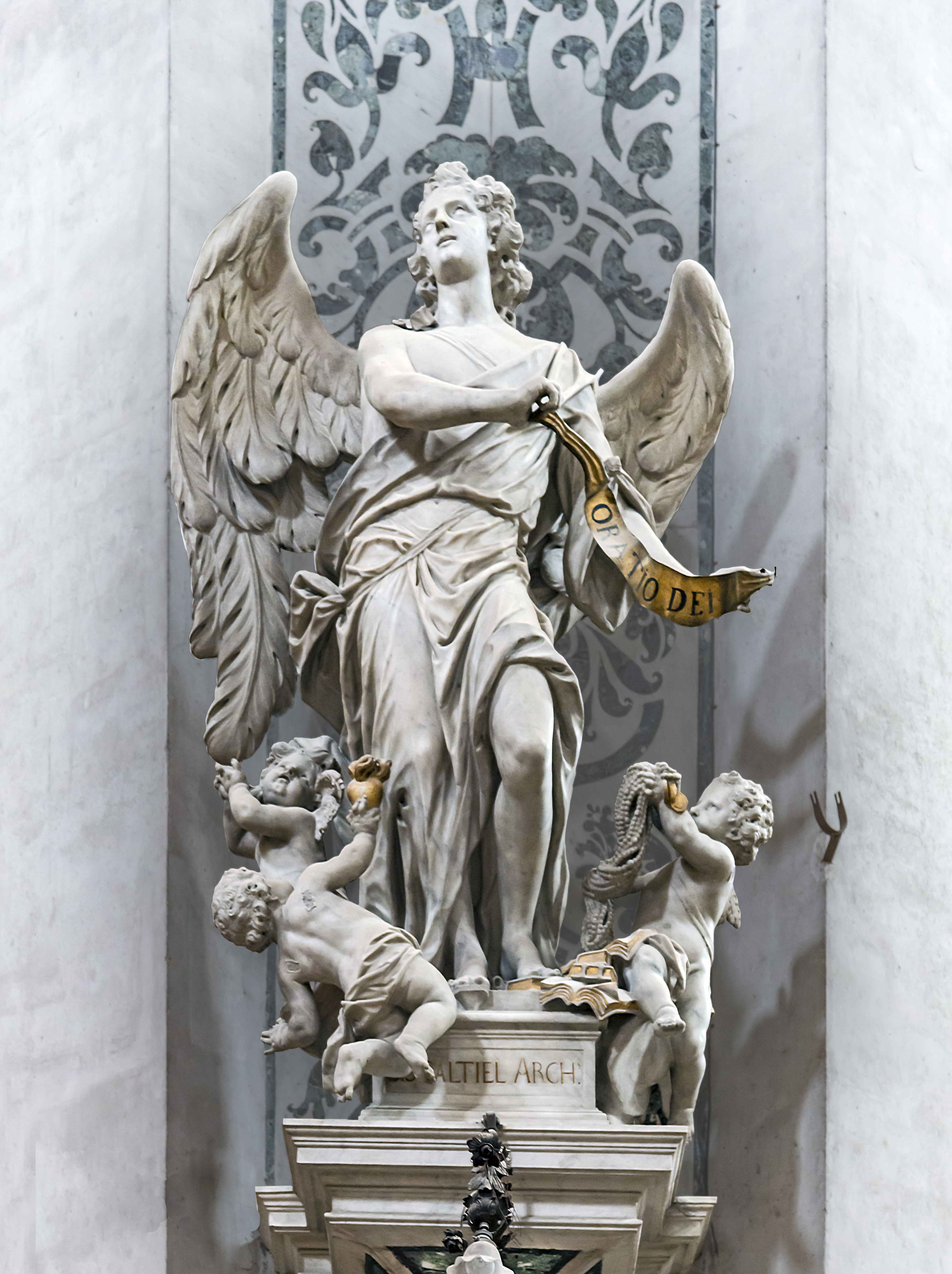
L’Archange Sariel

#### Transept droit
La chapelle d'Ignace de Loyola
Érigé au frais du  procurateur de San Marco Vettor Grimani. Au centre le retable la statue du fondateur de la Compagnie de Jésus, saint Ignace qui montre les Constitutions de la Compagnie de Jésus. Sur les ailes du fronton de chaque côté de la grande statue  La foi et la charité.
Sur le face avant de l'autel, des bas-reliefs montrant de gauche à droite: saint Ignace donnant ces vêtements avec un pauvre; Ignace à Manrèse; La vision de La Storta.
L'orgue du transept droit
C'est le seul fonctionnel, son homologue controlatéral est factice.

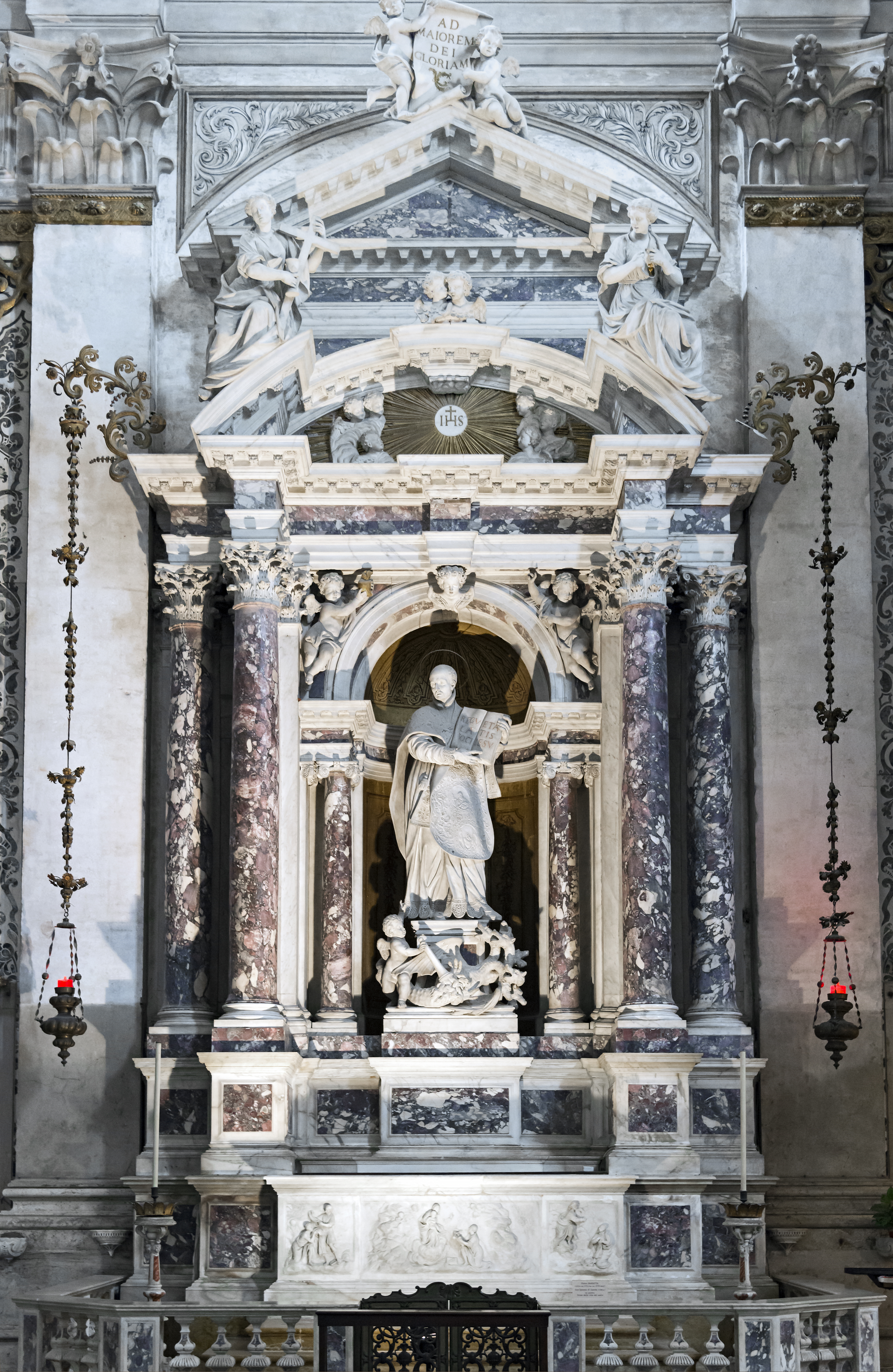
La chapelle d'Ignace de Loyola
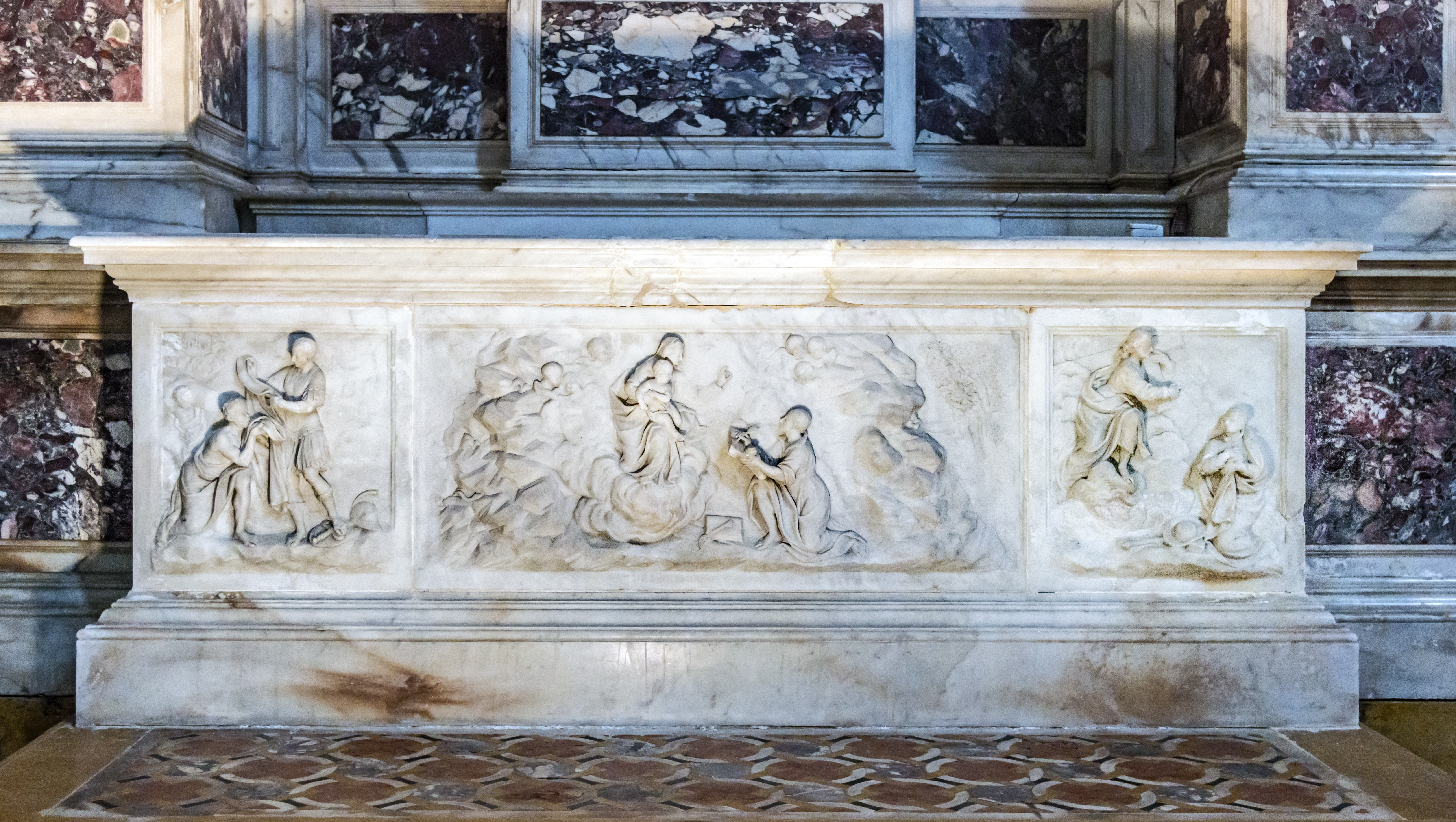
L'autel de saint Ignace
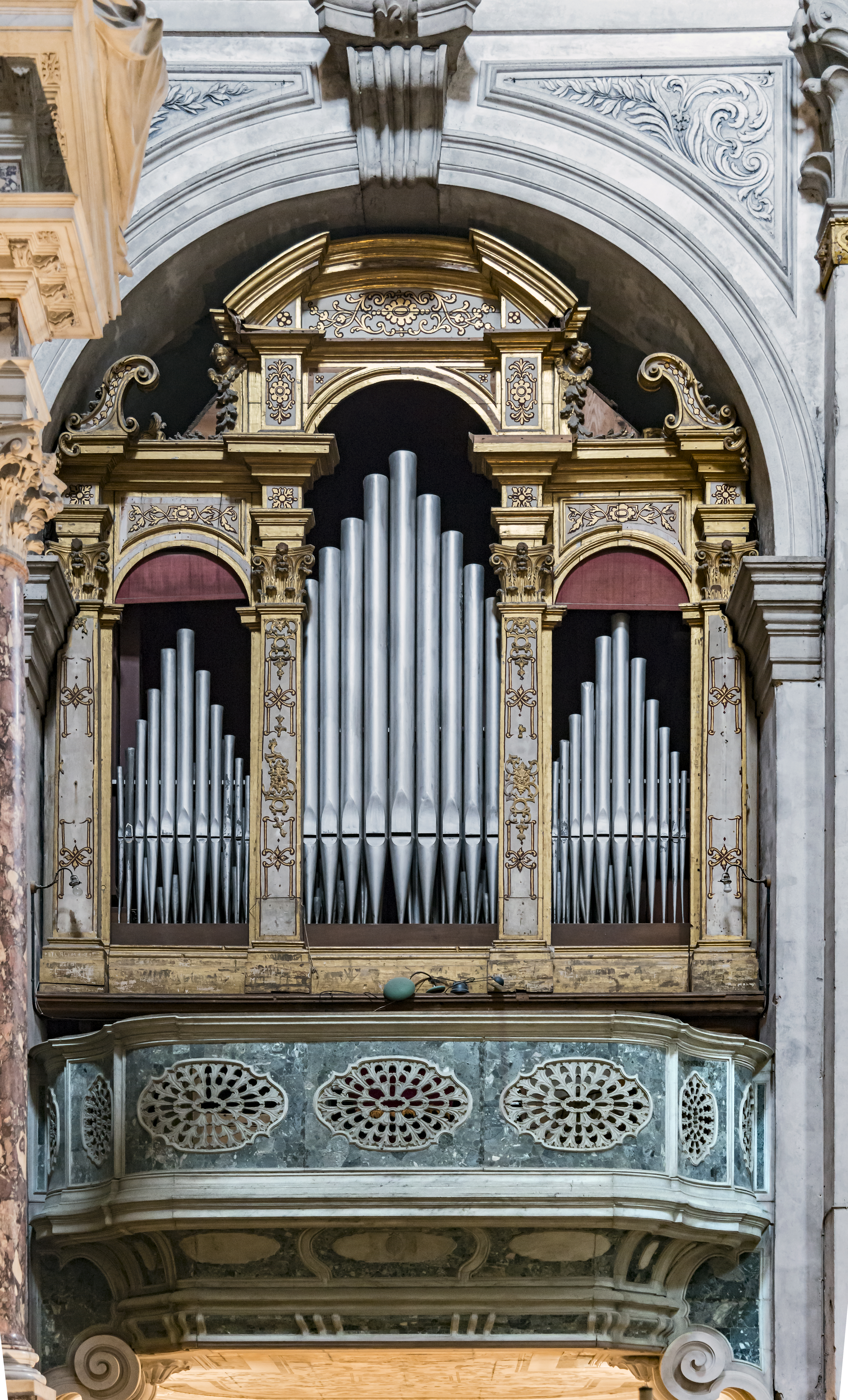
L'orgue

### Le chœur
la chapelle absidiale de gauche est dédiée à saint joseph.
Le tableau du retable représente la mort de Joseph par Domenico Clavarino.
Le maître-autel
Dans la voûte, une fresque : Anges musiciens en gloire de Louis Dorigny 1732.
L'autel est dédié à la Sainte Trinité, il se compose d'un grand auvent avec dôme d'écailles blanches et vertes, qui repose sur dix colonnes torses de marbre vert.
Au-dessus du tabernacle somptueux incrusté de lapis lazuli, est dû au sculpteur baroque Giuseppe Pozzo. Au-dessus est placé un groupe de marbre se composant du Père éternel et du Christ assis sur le globe et les mots sufficit sola fide (la foi est tout ce dont vous avez besoin) par Giuseppe Torretti. À partir d'une ouverture sous le dôme de la verrière, il apparaît en arrière-plan, les rayons du Saint-Esprit entourés par des esprits célestes.
Sur les côtés de l'autel: sur un piédestal, les Archanges  Barachiel et Uriel par Giuseppe Torretti. L'archange Barachiel ( « Bénédiction de Dieu ») est placé sur le côté droit du tabernacle, et selon la tradition éclairez le chemin d'Israël. A gauche l’Archange Uriel ( « Lumière de Dieu »), est placé sur la porte de l'Eden, et l'épée flamboyante est remplacée par une lampe eucharistique.
la chapelle absidiale de droite est dédiée à saint François Xavier
Le tableau du retable montre le missionnaire Saint François Xavier qui prêche en Orient par Pietro Liberi. Le retable est complété par un riche groupe de marbre repentant les anges. Il a été érigé comme offrande votive par le Conte Giovanni Paolo Giovanelli.
Sur le mur de droite: Le monument funéraire du général Orazio Farnese érigé à la demande du Sénat en 1675, en mémoire de la conduite héroïque du capitaine dans la bataille des Dardanelles en 1654.

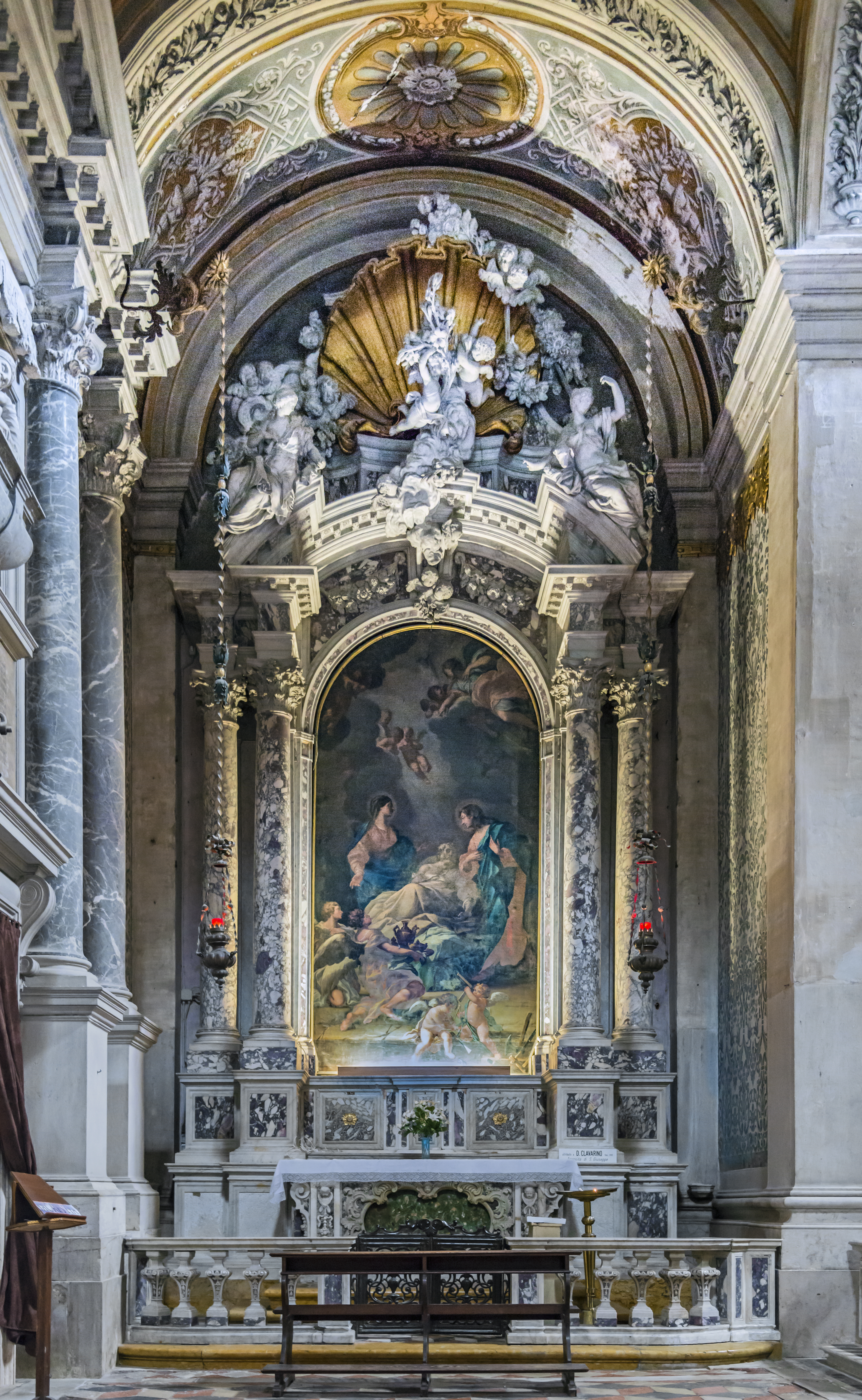
La chapelle saint Joseph
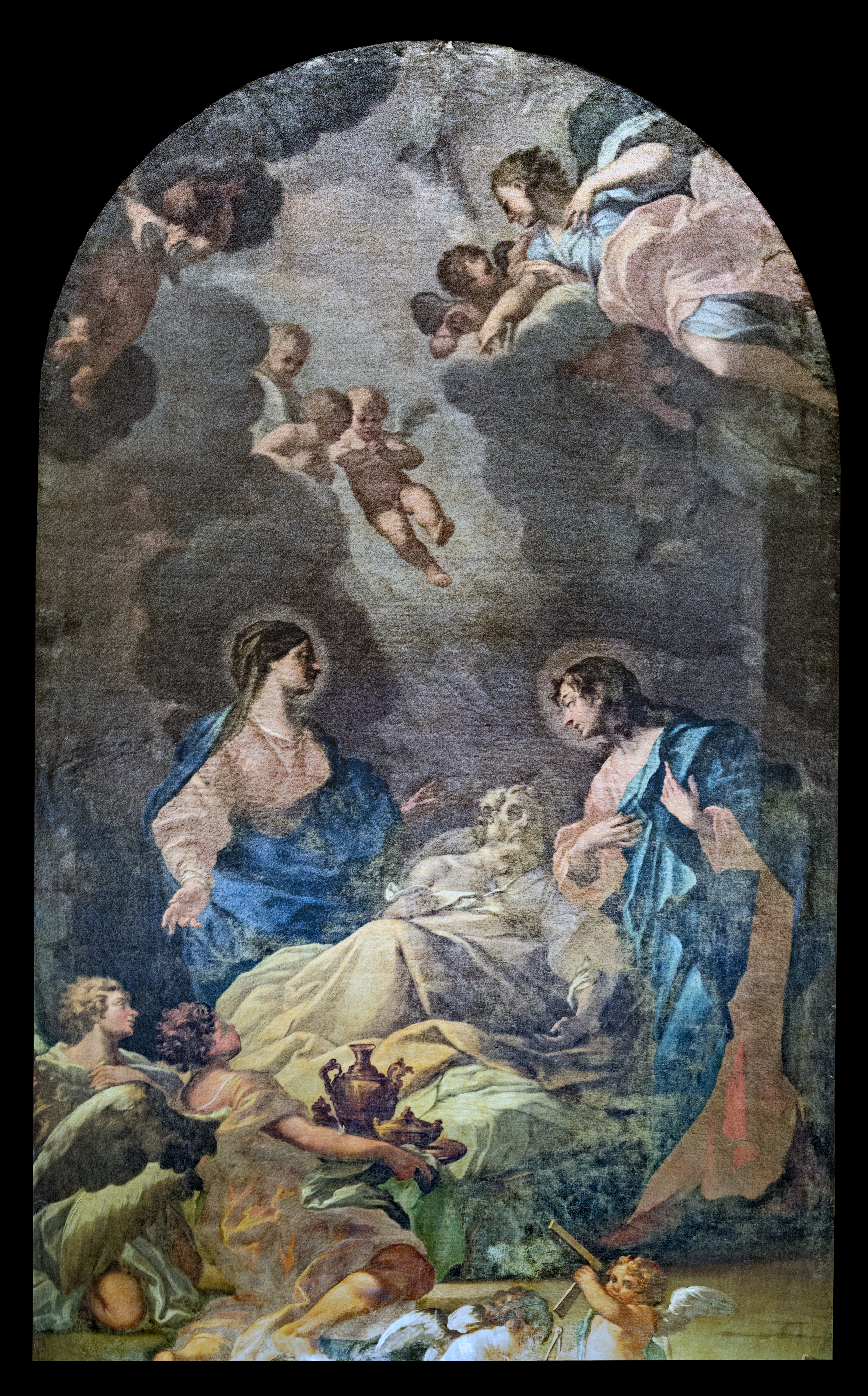
La mort de saint Joseph par Domenico Clavarino
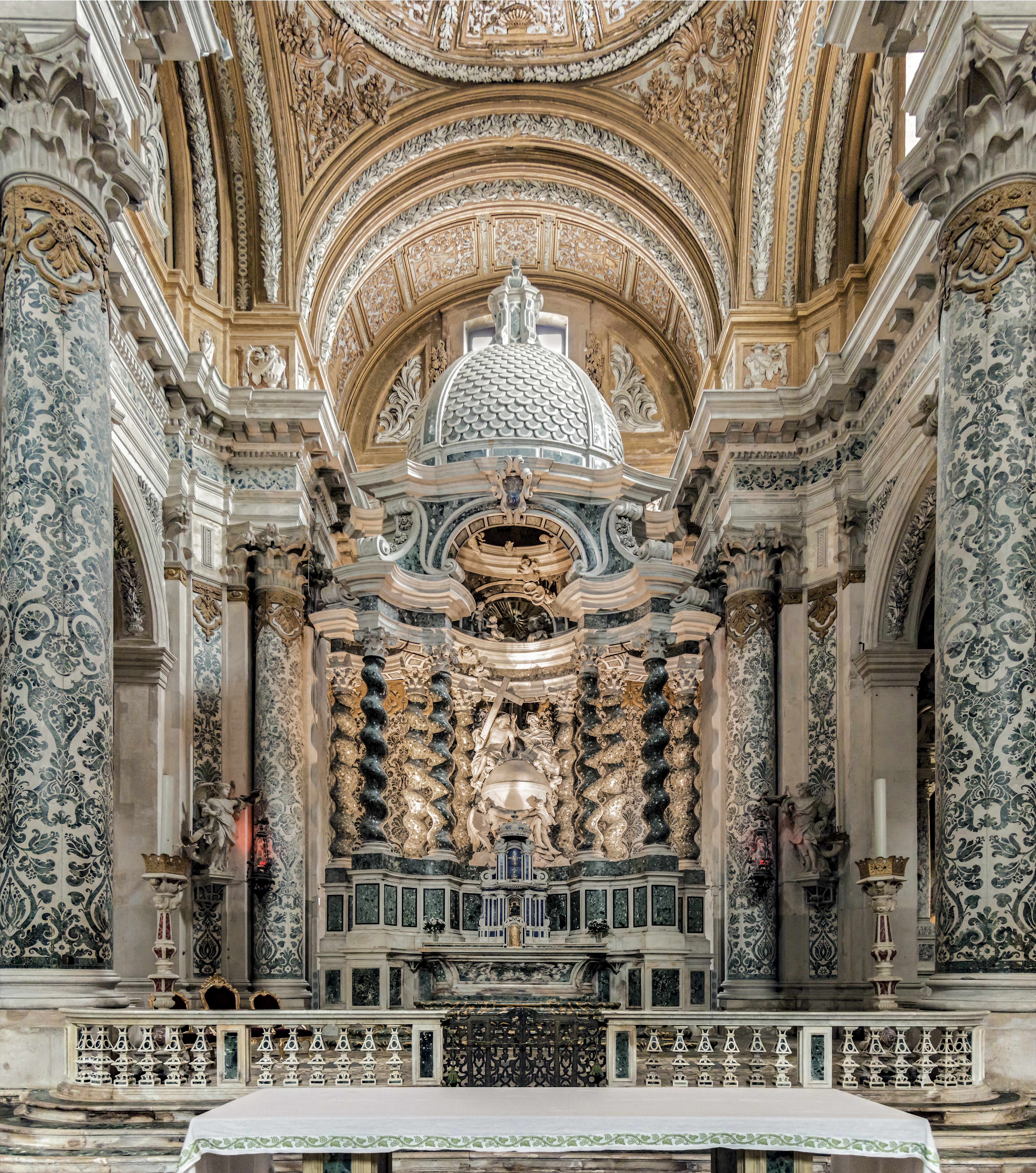
Le maître-autel
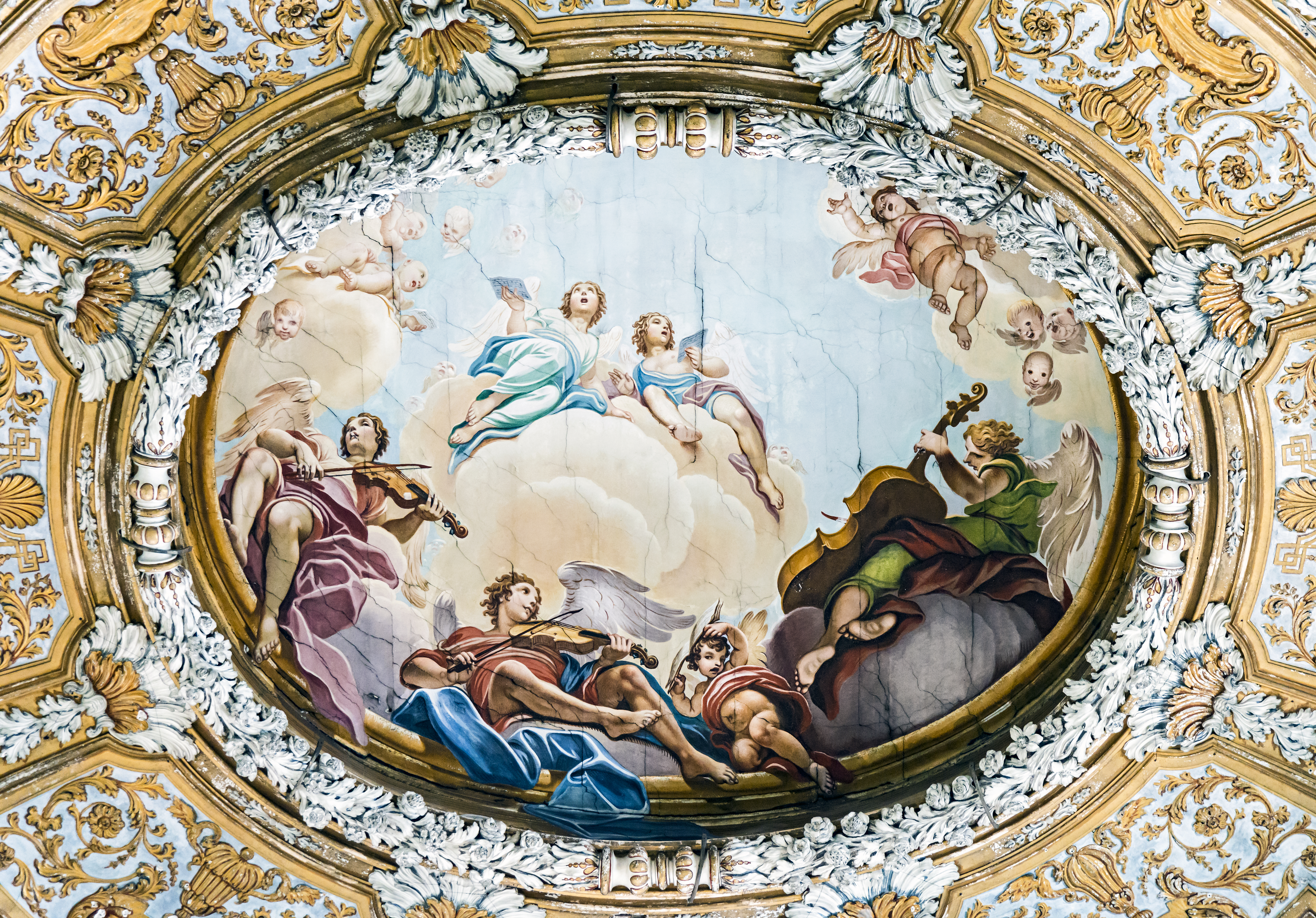
Anges musicien en gloire de Louis Dorigny
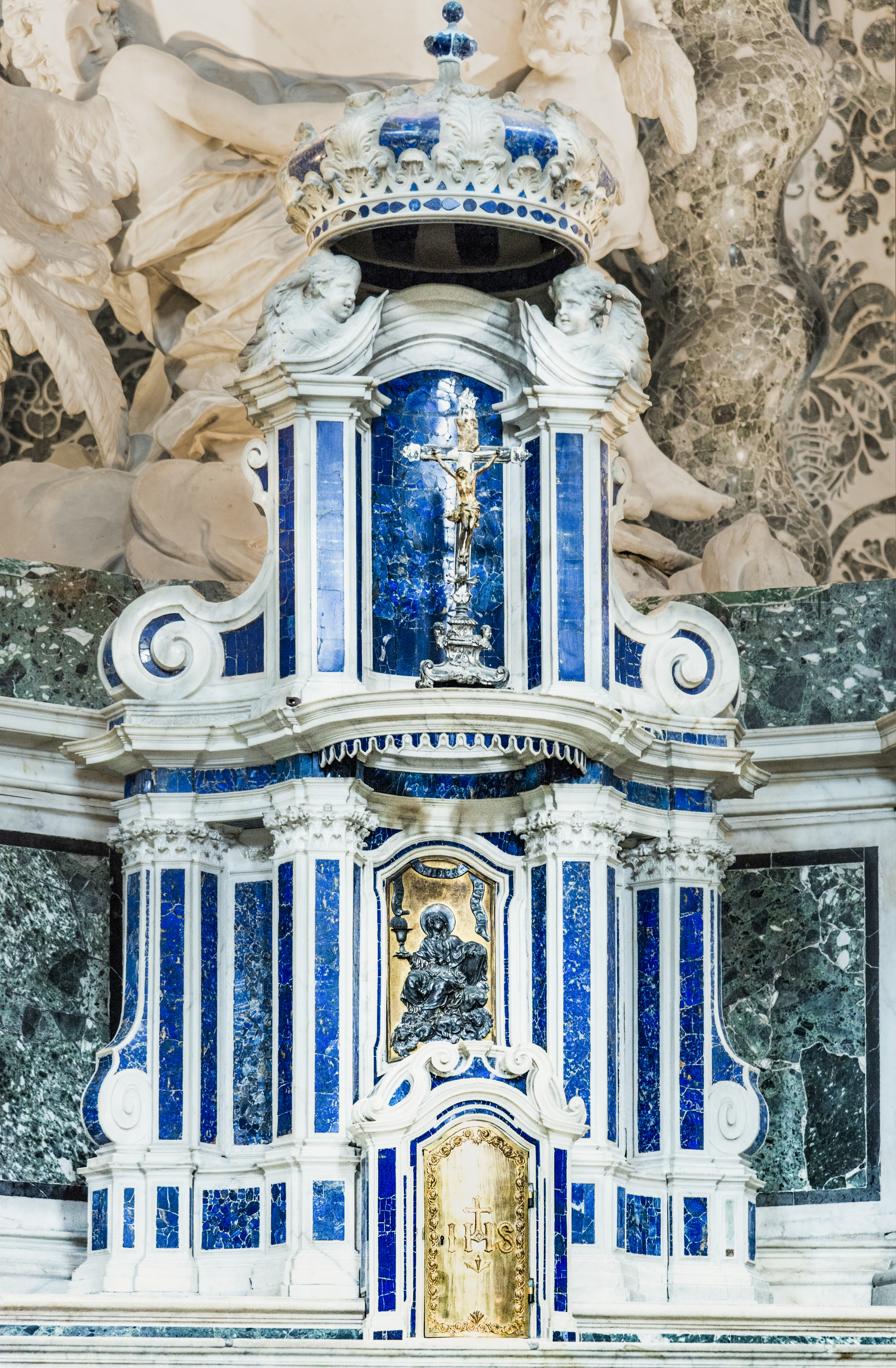
Le tabernacle de Giuseppe Pozzo
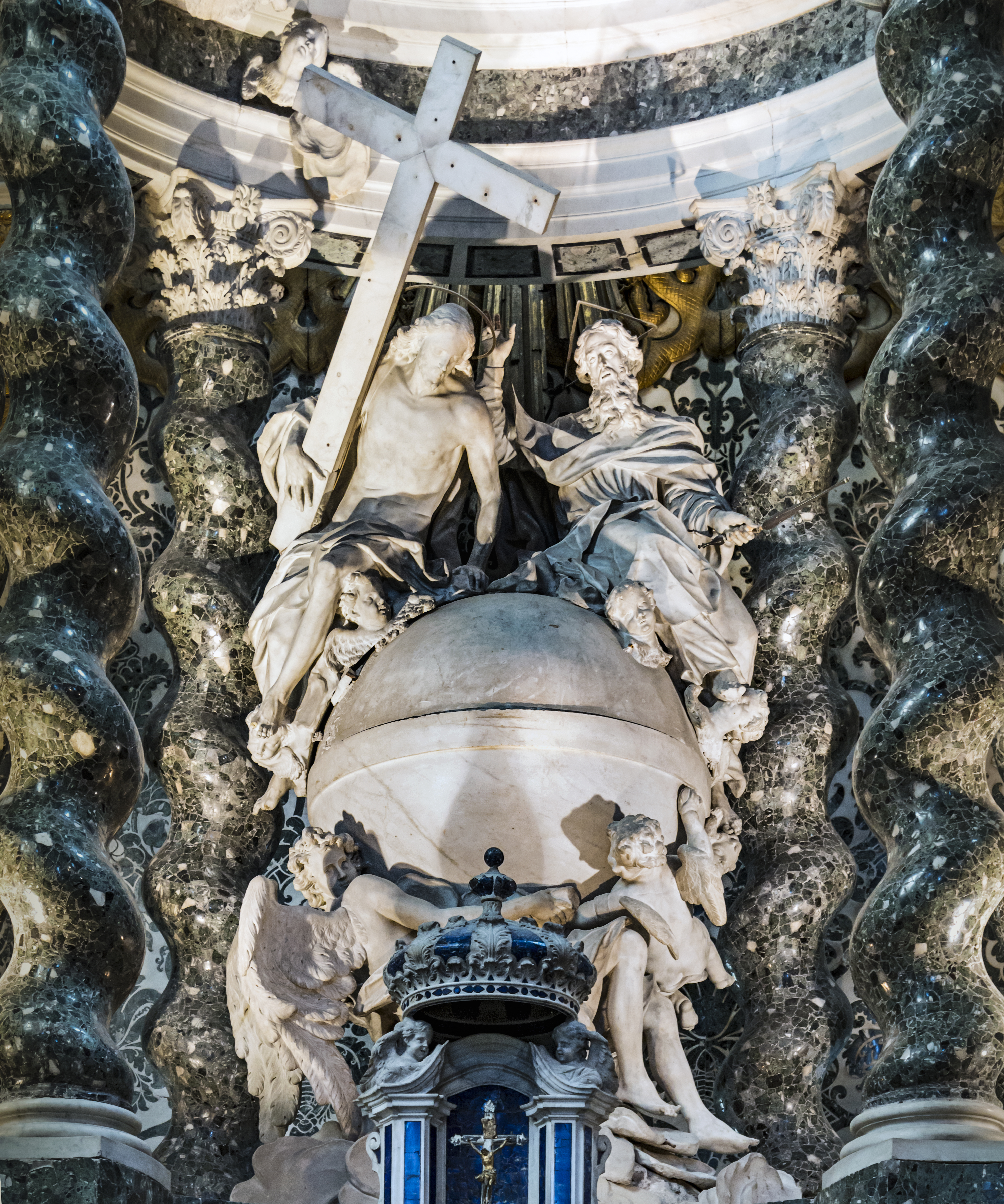
sufficit sola fide par Giuseppe Torretti
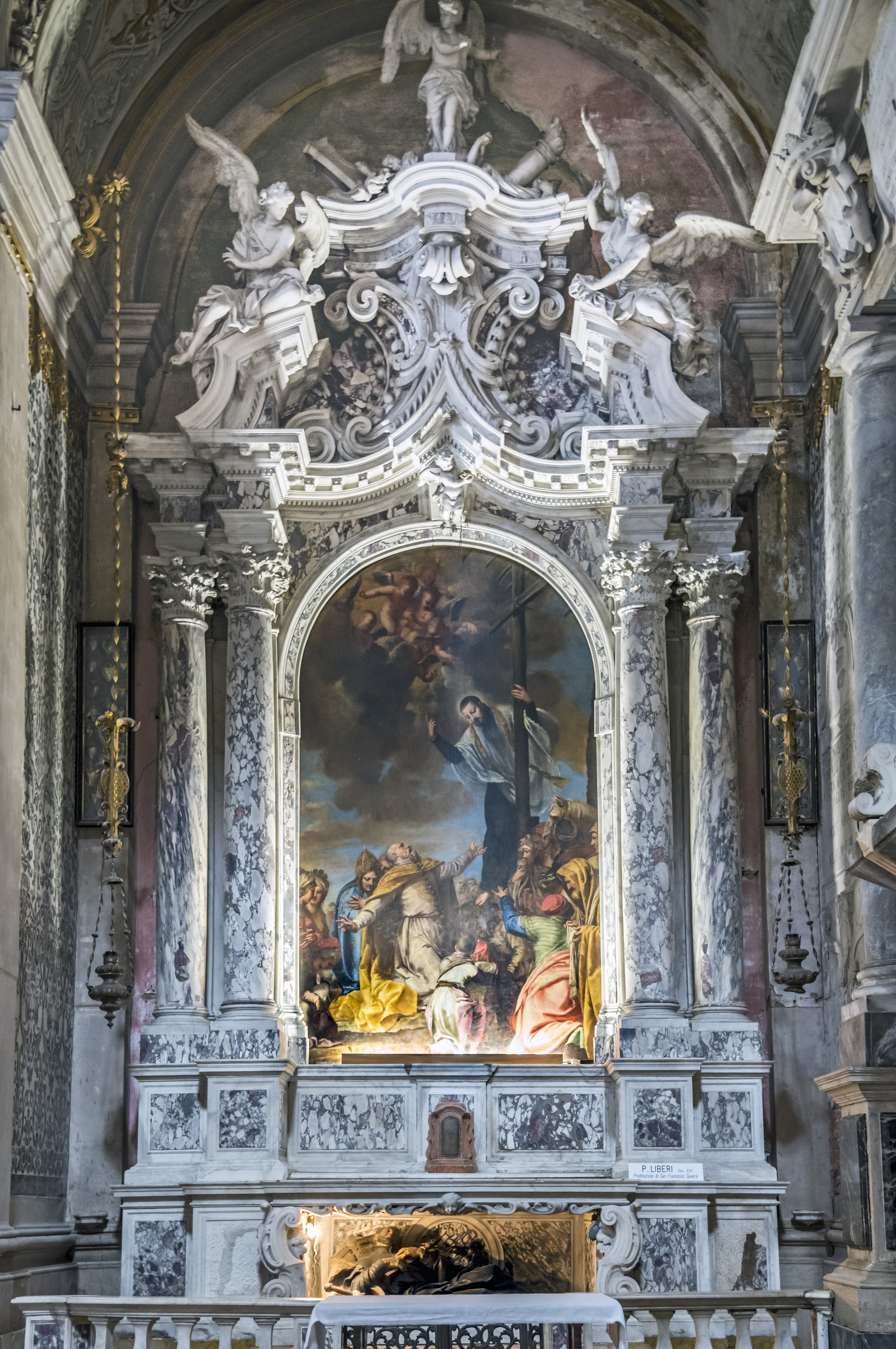
La chapelle saint François Xavier
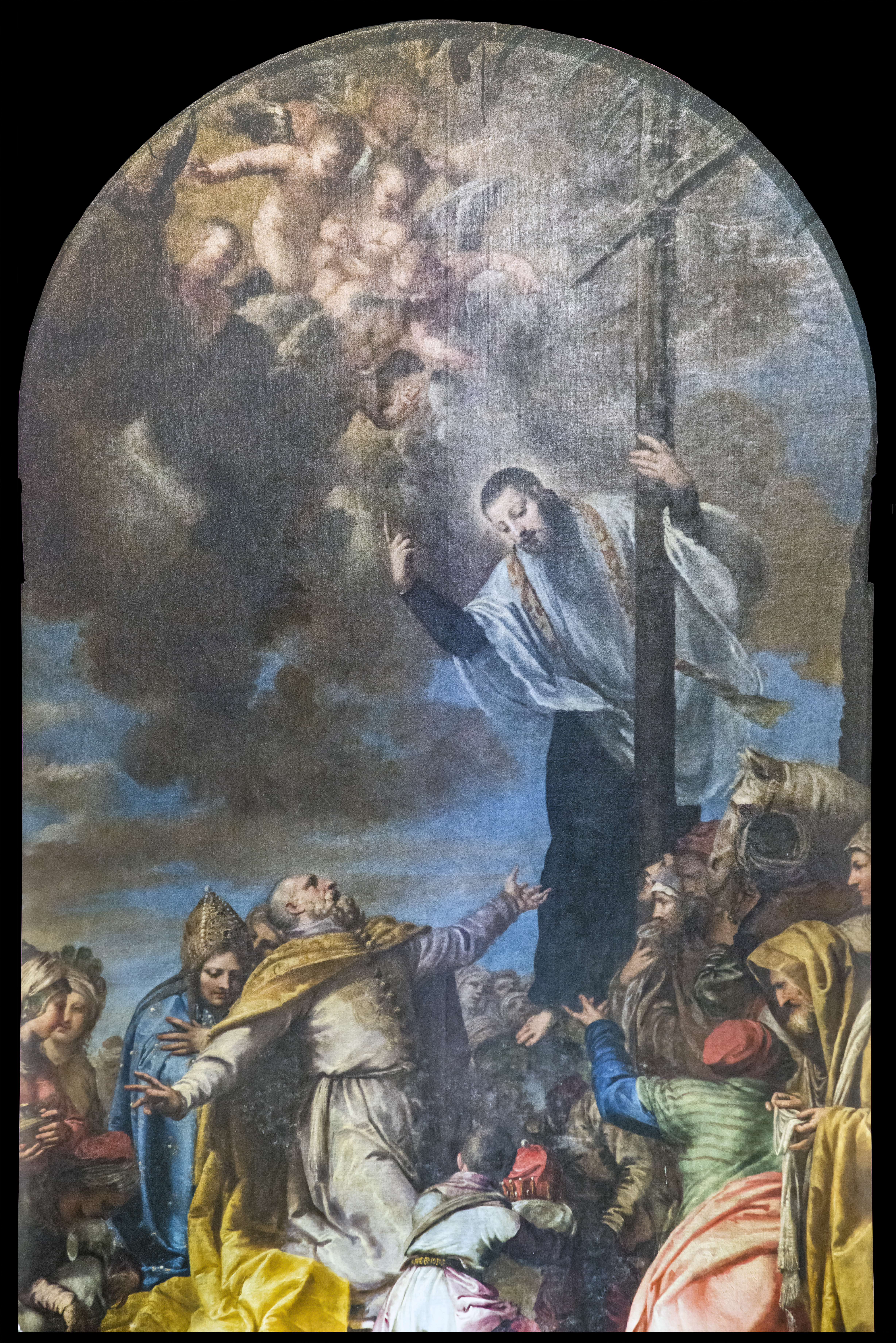
Saint François Xavier prêche en Orient
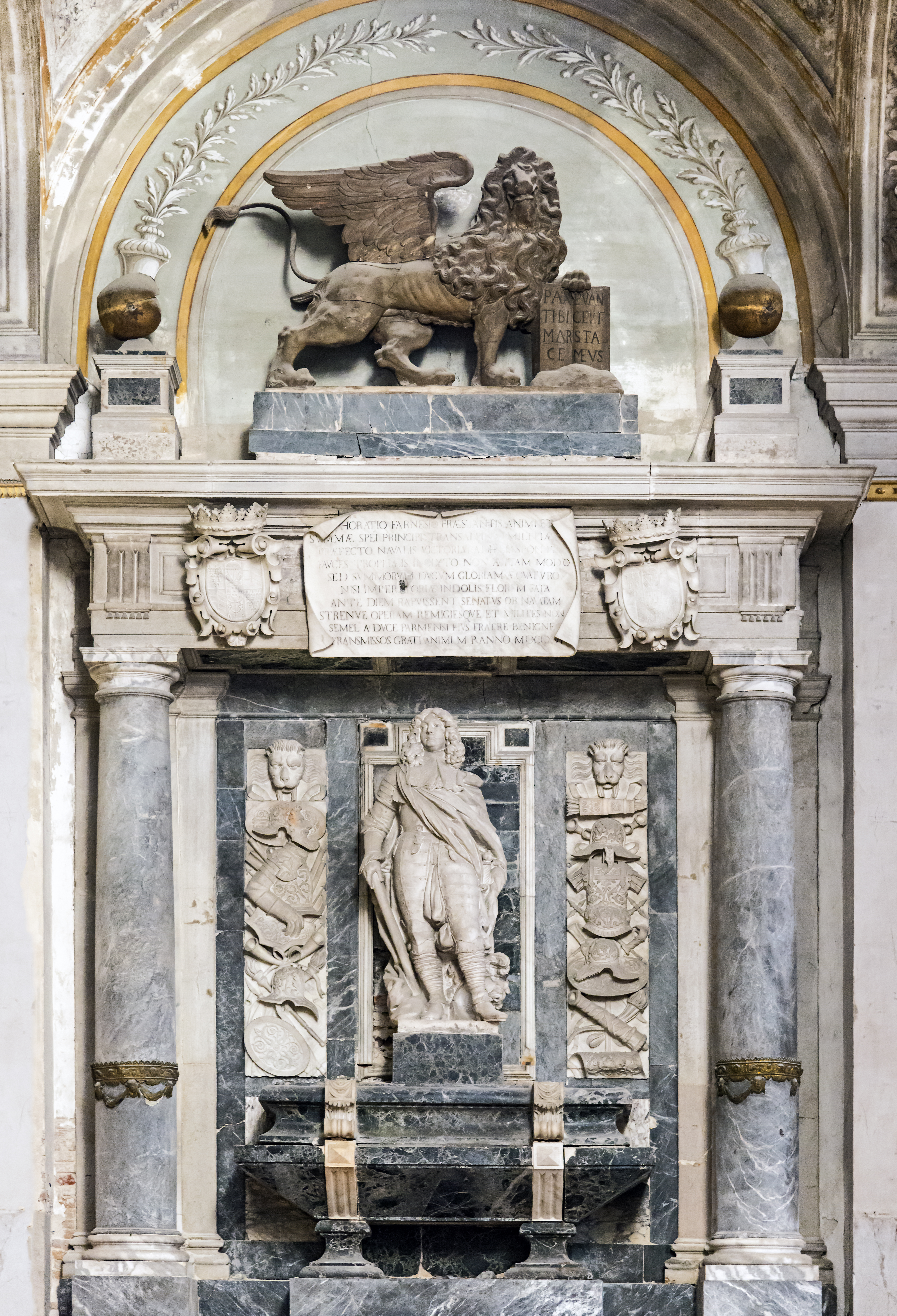
Monument d'Orazio Farnses

### Partie droite de la nef
La chapelle des trois jésuites (troisième chapelle)
Le tableau du retable d'Antonio Balestra montre Le Saint-Esprit, la Vierge, saint Marc et les jésuites : Saints Stanislas Kostka, Louis de Gonzague et François Borgia. Les couronnes déposées autour des trois saints symboliste leur refus du pouvoir terrestre. Les allégories sculptées au-dessus de l'autel représentent l'humilité, assis avec l'agneau sur ses genoux; Charité et au milieu de l'image de l'âme raisonnable et béni.
La chapelle de sainte Barbara (Seconde chapelle)
Sur l’autel la statue de sainte Barbara par Giovanni Maria Morlaiter. La chapelle était celle de la schola dei sartori (Les tailleurs) qui avaient déjà une chapelle dans l'ancienne église de Crosechieri. Les ciseaux, symboles de l’école, sont gravés sur la balustrade et le retour des linteaux.
La chapelle de l'ange gardien (Première chapelle)
Attribuée à la schola dei testori de pani de seda (o samiteri) (Tisserands de lourds et précieux tissus décoratifs en fils de soie et d'or). Le tableau du retable Angelo Custode ed angeli che trasportano le anime par Palma le jeune (vers 1619).

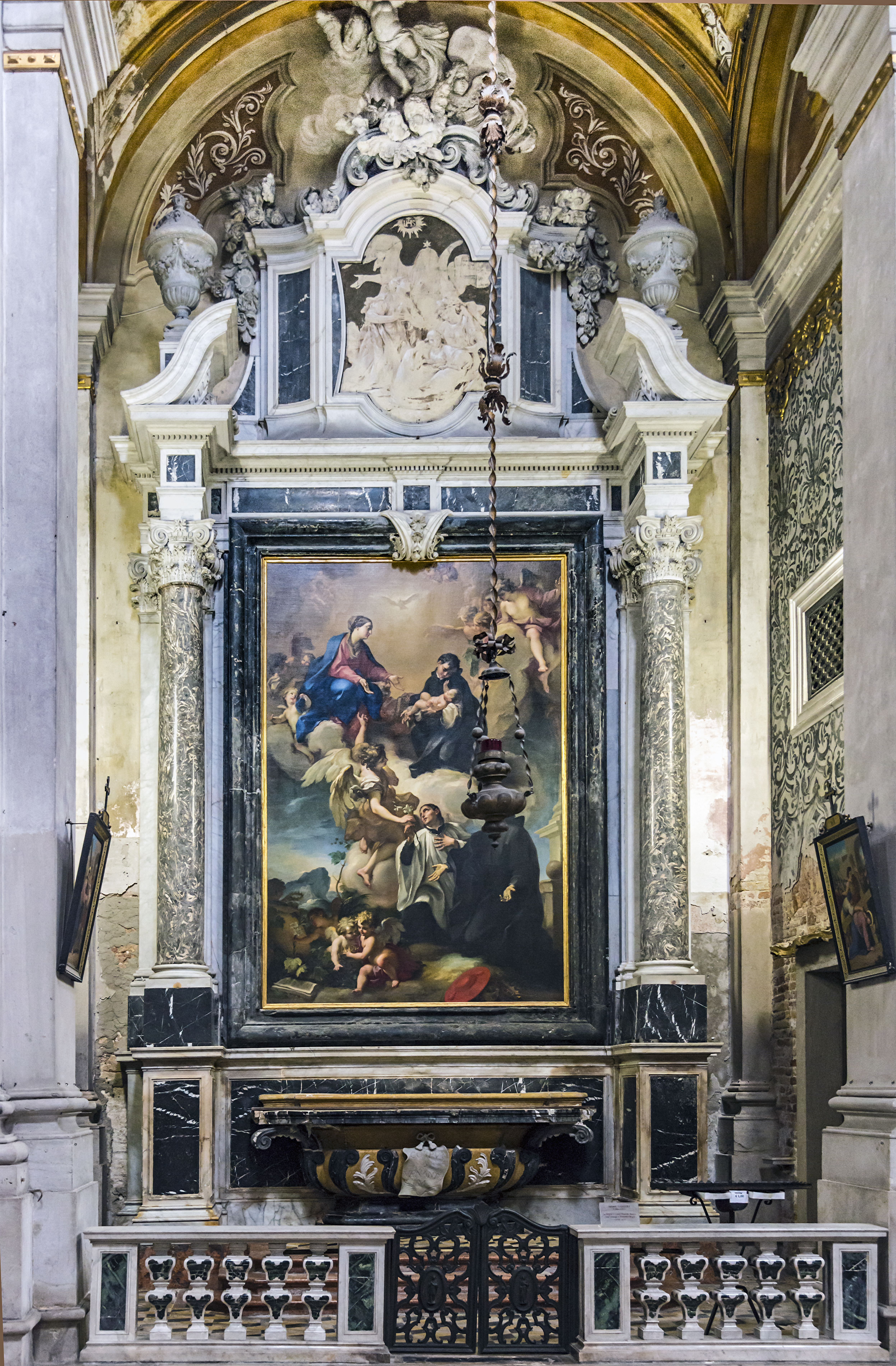
La chapelle des trois jésuites
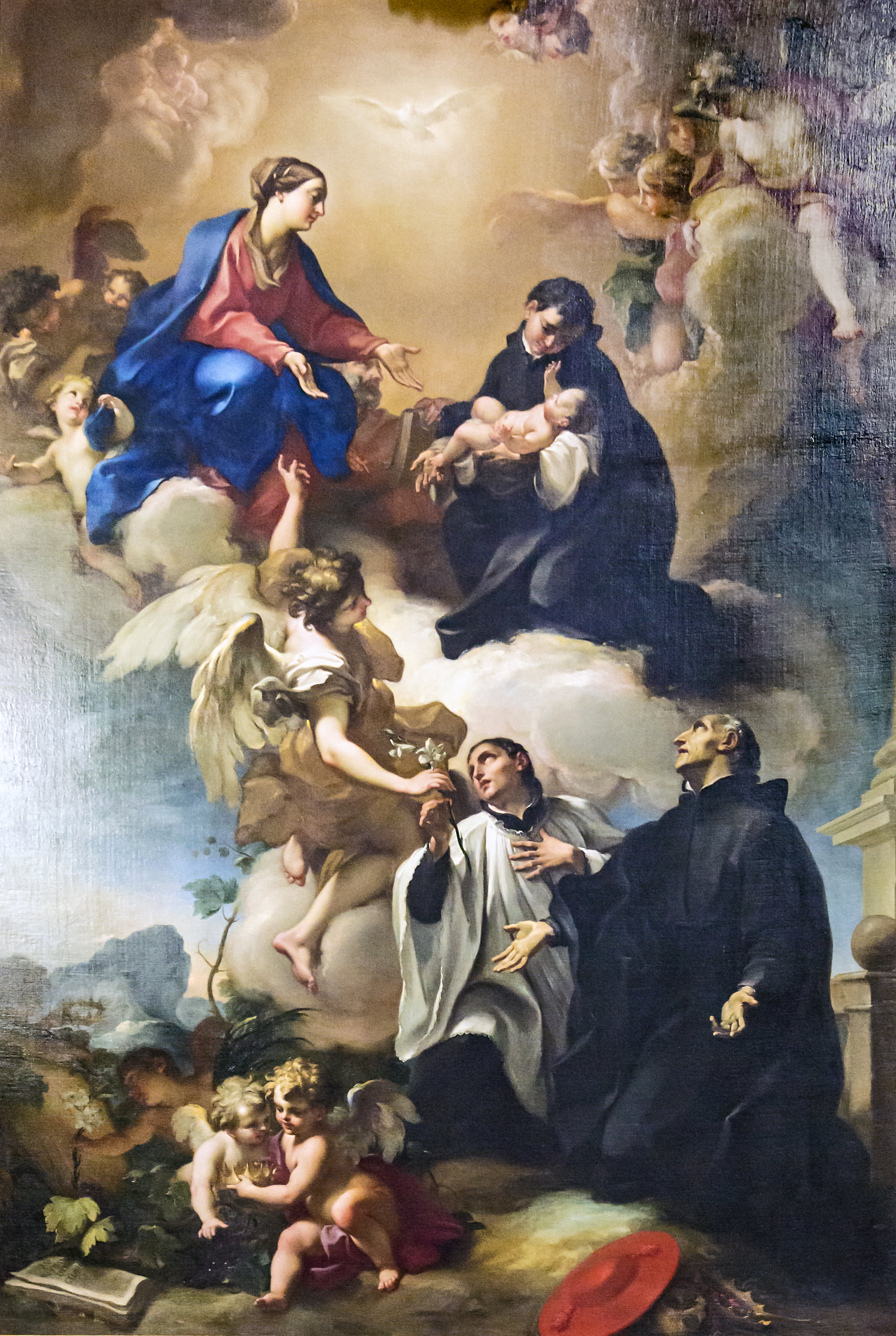
La Vierge, et les jésuites : Saints Stanislas Kostka, Louis de Gonzague et François Borgia
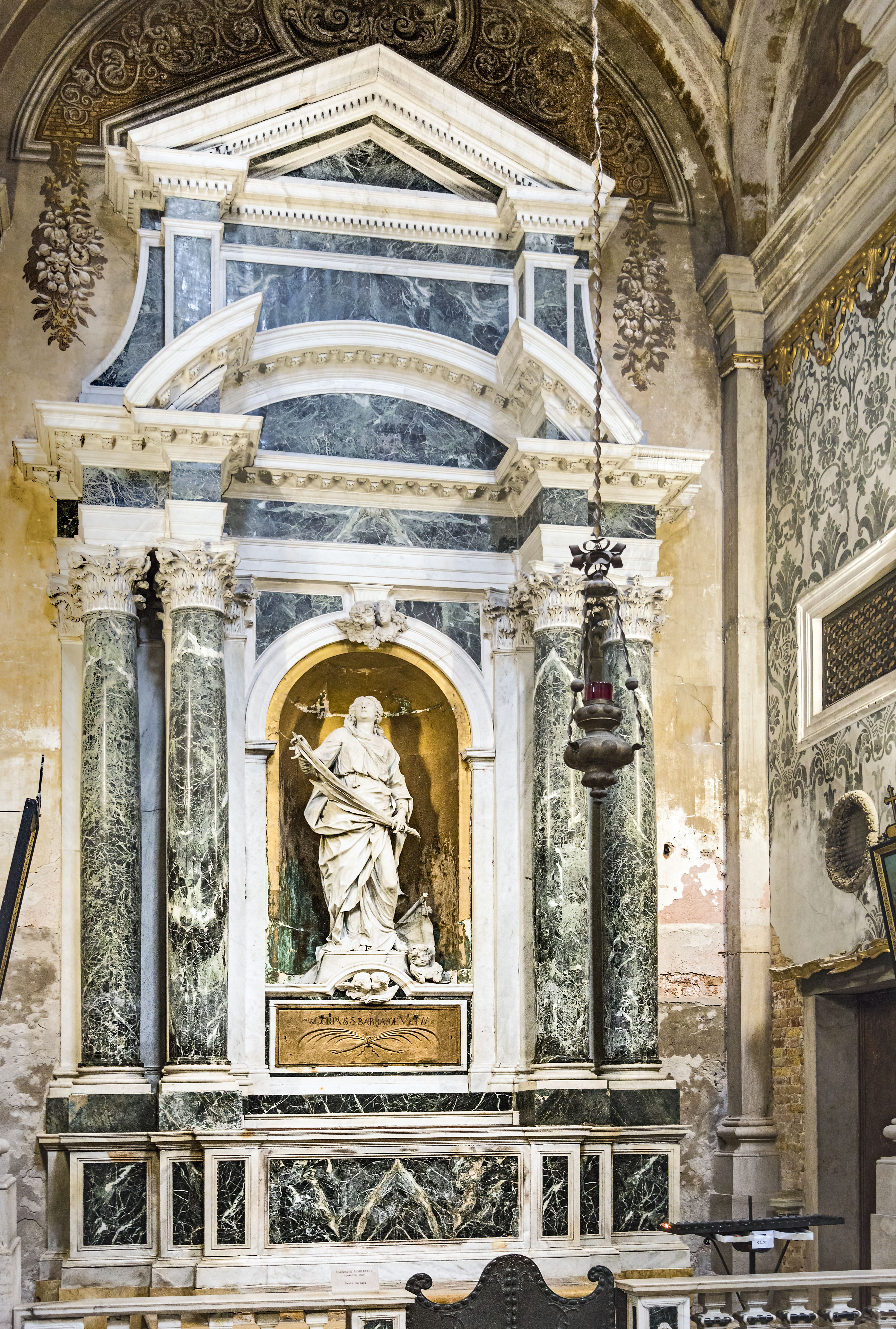
Chapelle de sainte Barbara
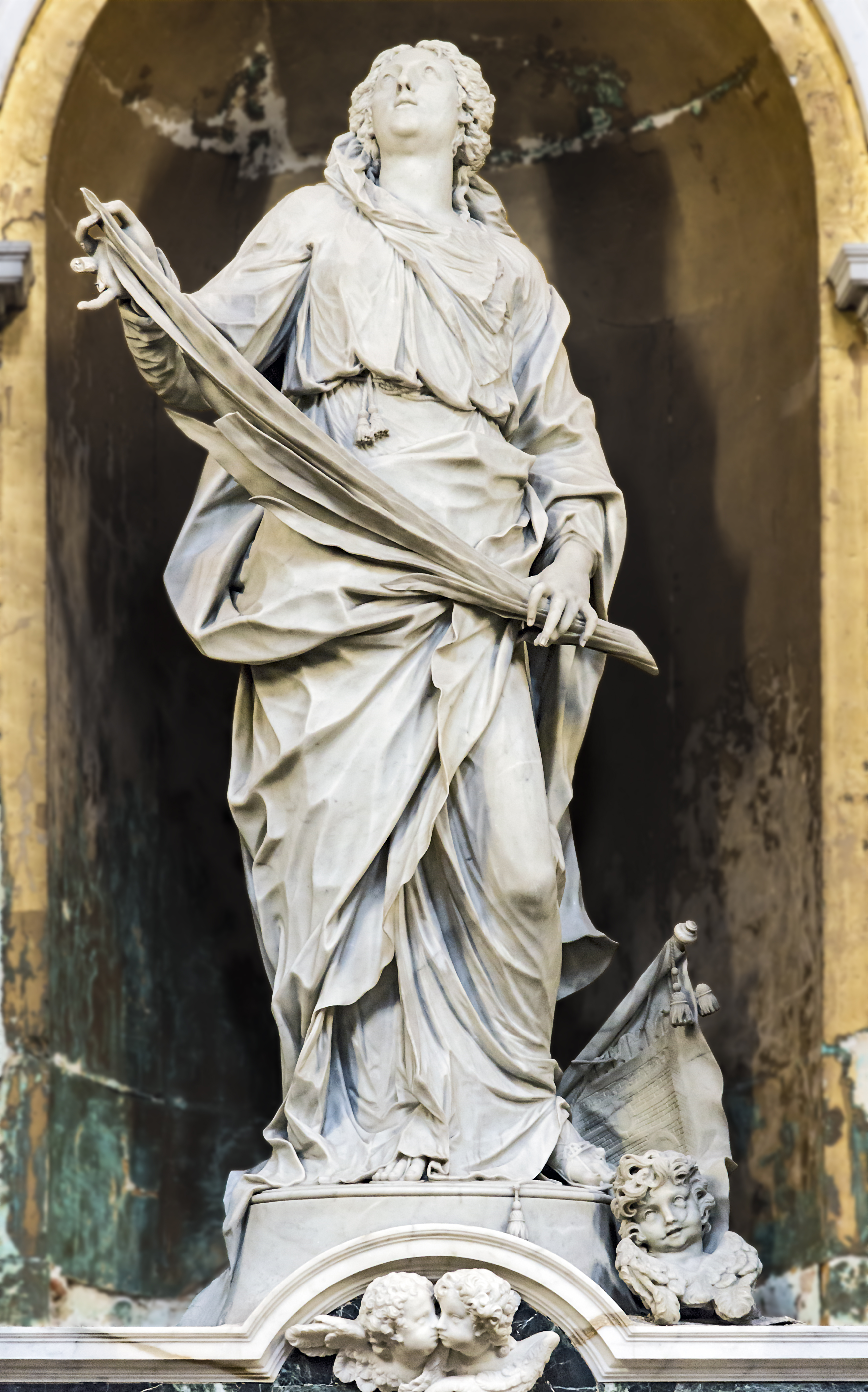
Saint Barbara par Giovanni Maria Morlaiter
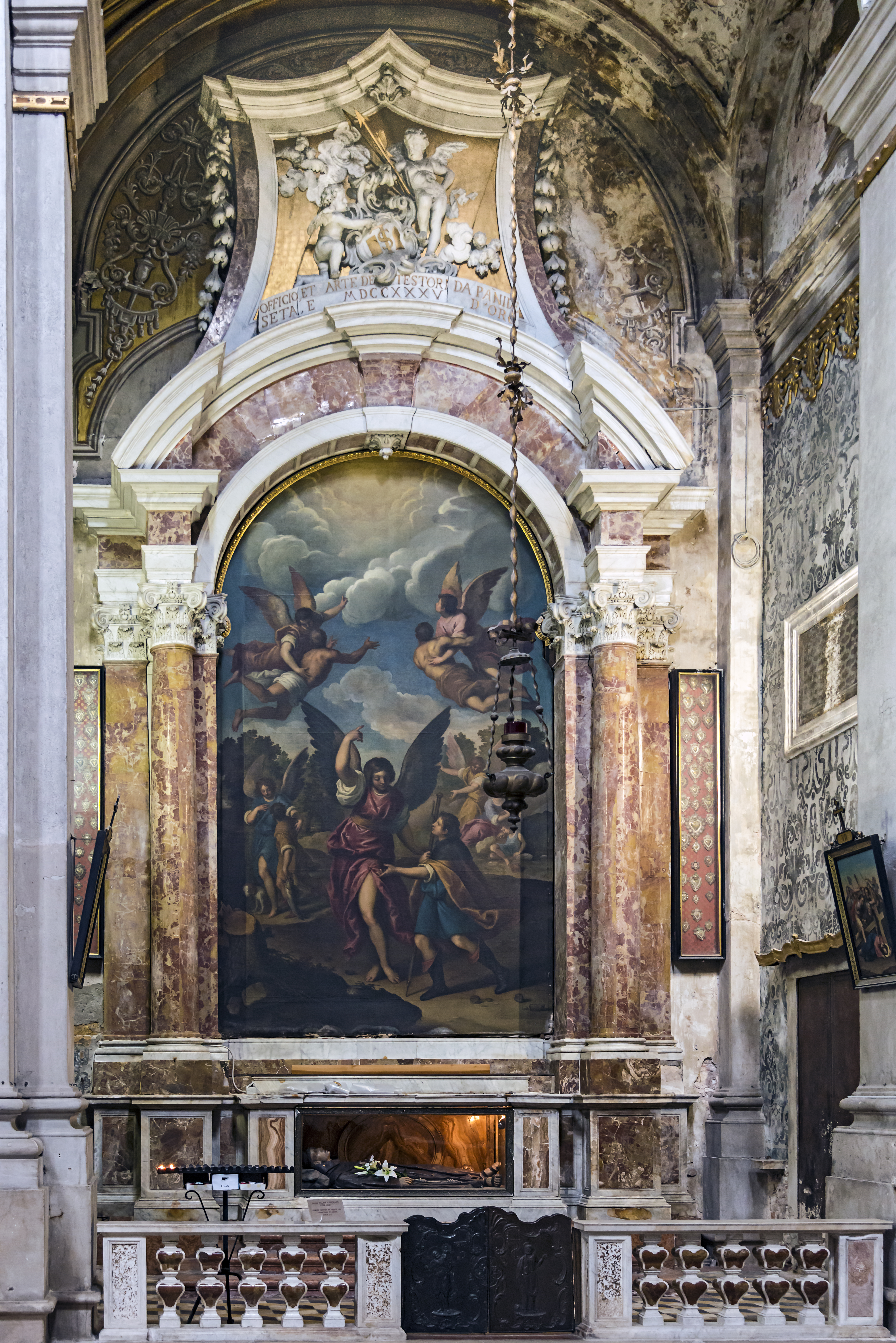
Chapelle de l'ange gardien